# Ozzano Monferrato
Ozzano Monferrato (Ausan in piemontese) è un comune italiano di 1 320 abitanti della provincia di Alessandria, in Piemonte, sito nel Monferrato Casalese, a circa 10 chilometri da Casale Monferrato. Una parte del territorio comunale è stato iscritto alla lista del patrimonio mondiale UNESCO nell'anno 2014 come parte integrante del Paesaggio vitivinicolo del Piemonte: Langhe-Roero e Monferrato.

## Geografia fisica

### Territorio
Il paese è sito in area collinare lungo la strada che collega Casale Monferrato ad Asti. Il nucleo storico si estende sul versante sud della collina, ai piedi dell'antico castello e della chiesa parrocchiale di San Salvatore. In area pianeggiante, lungo la statale Casale-Asti è invece il nucleo abitato denominato "Lavello" consistente nell'ampliamento ottocentesco conseguenza dell'industrializzazione legata all'estrazione e alla lavorazione della calce e del cemento. Il borgo antico ha mantenuto caratteristiche storico culturali di notevole pregio tanto da poter essere considerato a ragione come uno dei paesi artisticamente e architettonicamente più ricchi dell'intero territorio del Monferrato Casalese. Il borgo è caratterizzato anche dalla presenza di ville ed abitazioni private di particolare pregio architettonico in molti casi dotate di splendidi parchi pertinenziali. Rilevante è anche la presenza sul territorio comunale di emergenze di archeologia industriale.

## Storia

### Simboli
Lo stemma e il gonfalone del comune di Ozzano Monferrato sono stati concessi con decreto del presidente della Repubblica del 30 maggio 1953.
Il gonfalone è un drappo di azzurro.

## Monumenti e luoghi d'interesse

### Parrocchiale di Ozzano

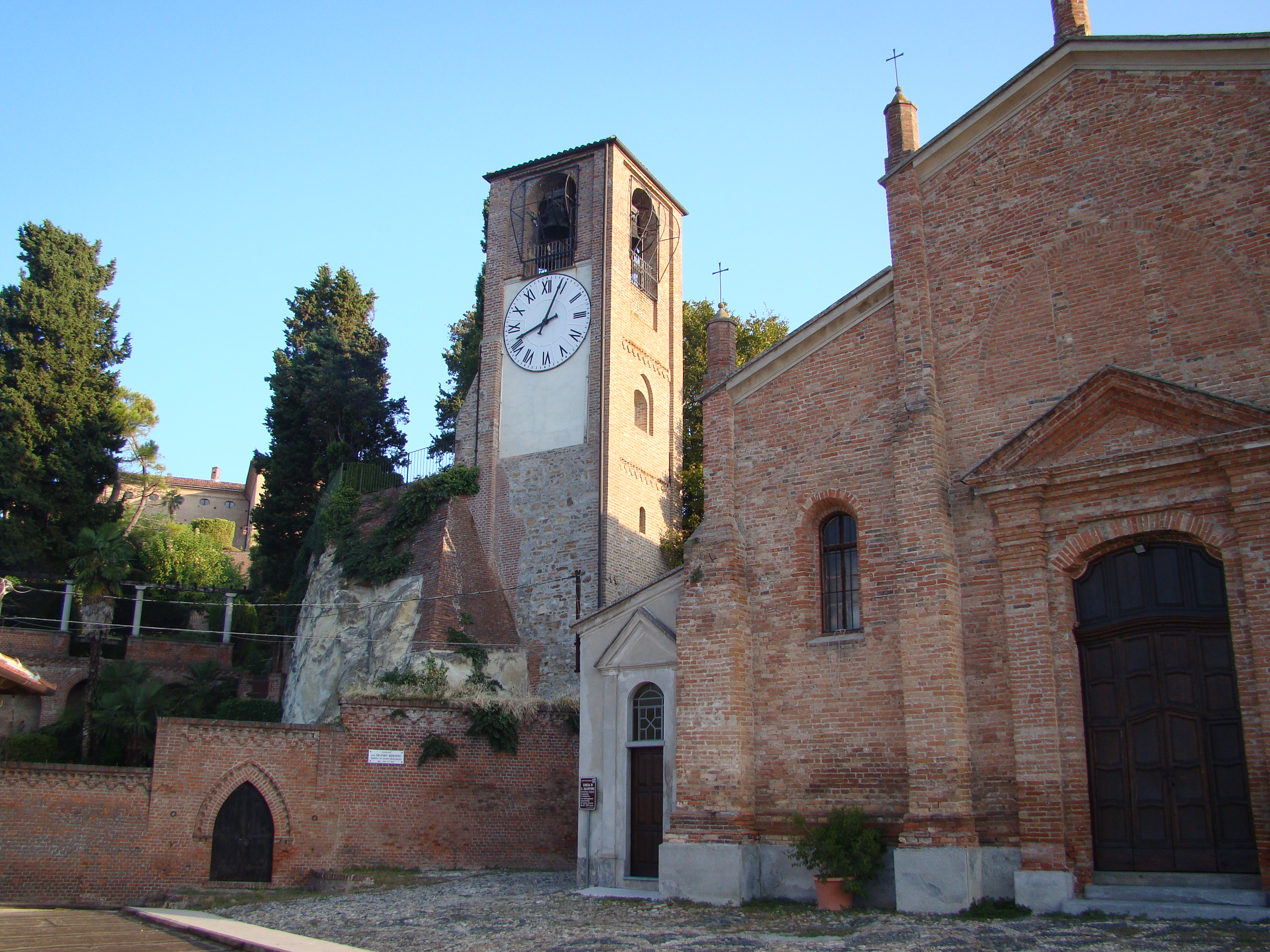
Facciata e campanile
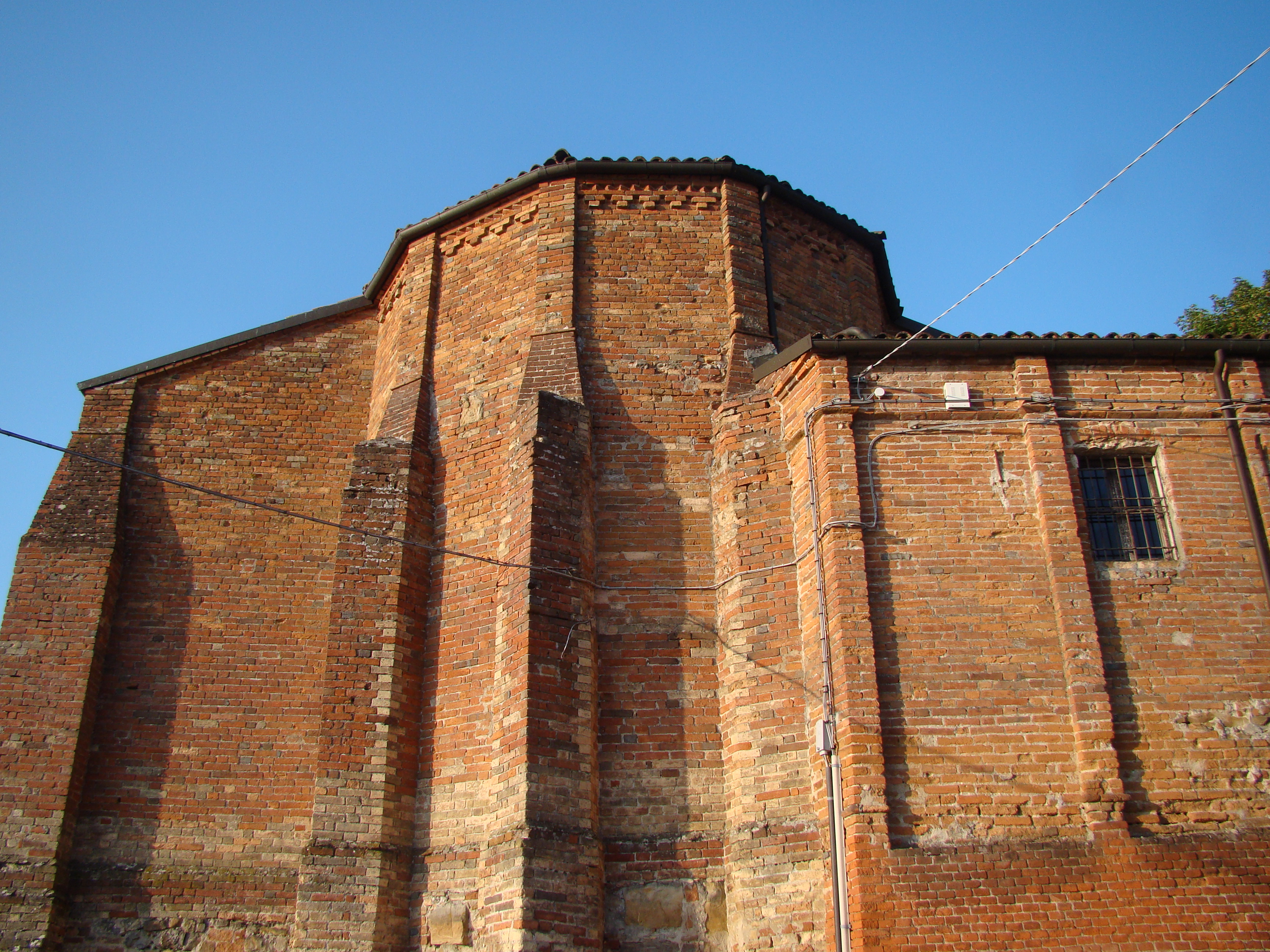
Abside

Domina i tetti dell'abitato dall'alto, proprio sotto al parco e ai giardini pensili dell'antico castello, dal 1911 è dichiarata dalla sovrintendenza “Opera pregevole d'arte“.

#### Storia
La bolla pontificia di papa Innocenzo II del 1143 è il primo documento storico conosciuto a trattare della presenza di edifici ecclesiastici nel territorio comunale di Ozzano Monferrato.
Tuttavia datando l'attuale struttura (nelle sue parti più antiche) al trecento si potrebbe essere di fronte al rifacimento di una preesistente chiesa divenuta inadeguata allo sviluppo del borgo.
L'edificio attuale è il risultato dei diversi interventi che nel corso dei secoli hanno apportato elementi decorativi dei vari stili architettonici che si sono succeduti nella storia dell'arte, andando ad alterare la base trecentesca con elementi rinascimentali, barocchi e ottocenteschi.
La chiesa è storicamente legata alla diocesi di Vercelli così come documentato dai diversi diplomi imperiali che interessavano l'infeudamento di Ozzano.
Tuttavia nel 1474 con la creazione della diocesi di Casale Monferrato, legata al progetto di modernizzazione della capitale Monferrina voluta dal marchese Guglielmo VIII Paleologo, la giurisdizione ecclesiastica passerà a diocesi di Casale.
A tale periodo e più precisamente all'epoca che va dalla fine del Quattrocento agli inizi del Cinquecento appartengono i pregevoli affreschi delle pareti delle navate laterali la cui qualità, soprattutto per quanto riguarda la lunetta dell'Annunciazione e il trittico di Santi sottostante chiama in causa la scuola di Giovanni Martino Spanzotti, assoluto protagonista del Cinquecento piemontese e massimo esponente della scuola casalese che si formò negli anni tra Quattrocento e Cinquecento nella capitale del Marchesato e che lavorò alle innumerevoli fabbriche che la reggenza di Guglielmo VIII intraprese (Castello, Nuove mura, S. Domenico e innumerevoli palazzi nobiliari).
All'epoca barocca risale la creazione di altari quali quello estremamente pregevole della Madonna del Rosario che termina la navata destra.
Nel 1904 con la posa dell'organo a canne si apportarono ulteriori variazioni; si chiuse la finestra a semicerchio sita al centro della facciata principale, proprio sopra al portale d'ingresso e si sostituirono le piccole finestrelle tonde della navata laterale destra con una serie di grandi monofore.

#### Esterno
Campanile:
pregevole costruzione in laterizio di pianta quadrata, alto circa 20,00 metri, singolarmente distaccato dal corpo della chiesa e scenograficamente addossato ad una parete tufacea presenta decorazioni di epoca romanica e ha una cella campanaria aperta da quattro grandi monofore.
L'attuale collocazione inglobata nelle mura perimetrali dei giardini del castello potrebbe erroneamente far pensare ad una funzione originaria di carattere difensivo o comunque civile, nella realtà le mura del castello erano in epoca medioevale molto meno ampie delle attuali.
Sagrato:
realizzato parzialmente con pietre di fiume disposte a composizione di motivi geometrici (si notino fiori della vita) regala un bel panorama sui tetti dell'abitato e sull'anfiteatro di colline dalle quali emergono il castello di San Giorgio la Torre Veglio nel comune di Terruggia.
Facciata:
Realizzata in cotto, a salienti divisa da quattro contrafforti terminanti in pinnacoli ottagonali, sono presenti due monofore laterali e si può ancora notare, dalla disposizione dei mattoni, la finestra tripartita a semicerchio chiusa nel 1904 a seguito della posa dell'organo.
Il portale è decorato da un timpano neoclassico anch'esso in laterizio a vista e dispone di un portone settecentesco in legno restaurato nel 1990 grazie ai fondi raccolti dai parrocchiani.
Il prospetto laterale destro, in cotto è sull'esterno rinforzato da contrafforti in laterizio, seguendone lo sviluppo si arriverà all'abside pentagonale, anch'essa in cotto con contrafforti che ne scandiscono la divisione delle facce.
La parte opposta dell'abside così come il prospetto laterale sinistro sono invece nascosti dagli addossati edifici della sacrestia.

#### Interno

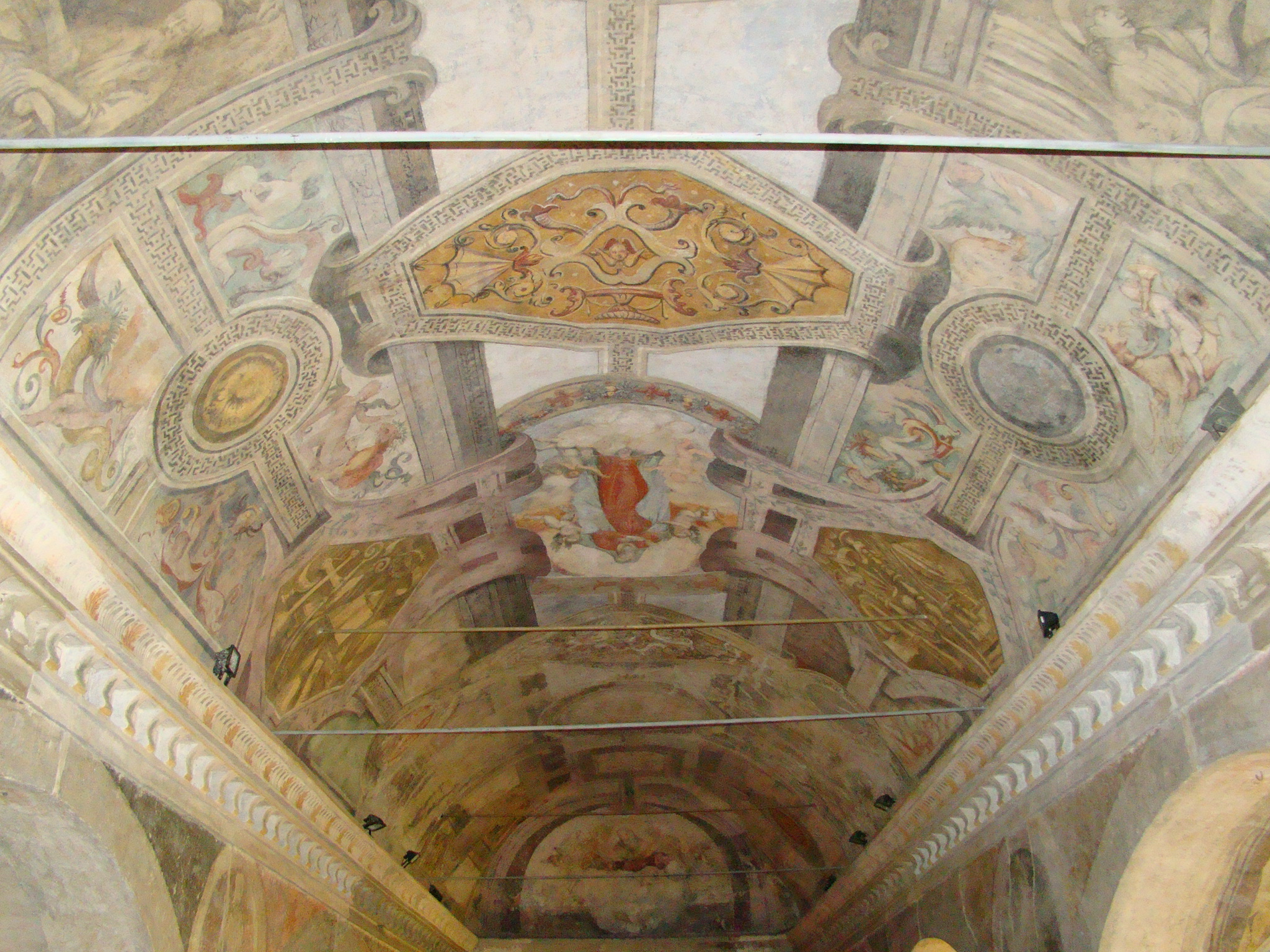
Volta affrescata
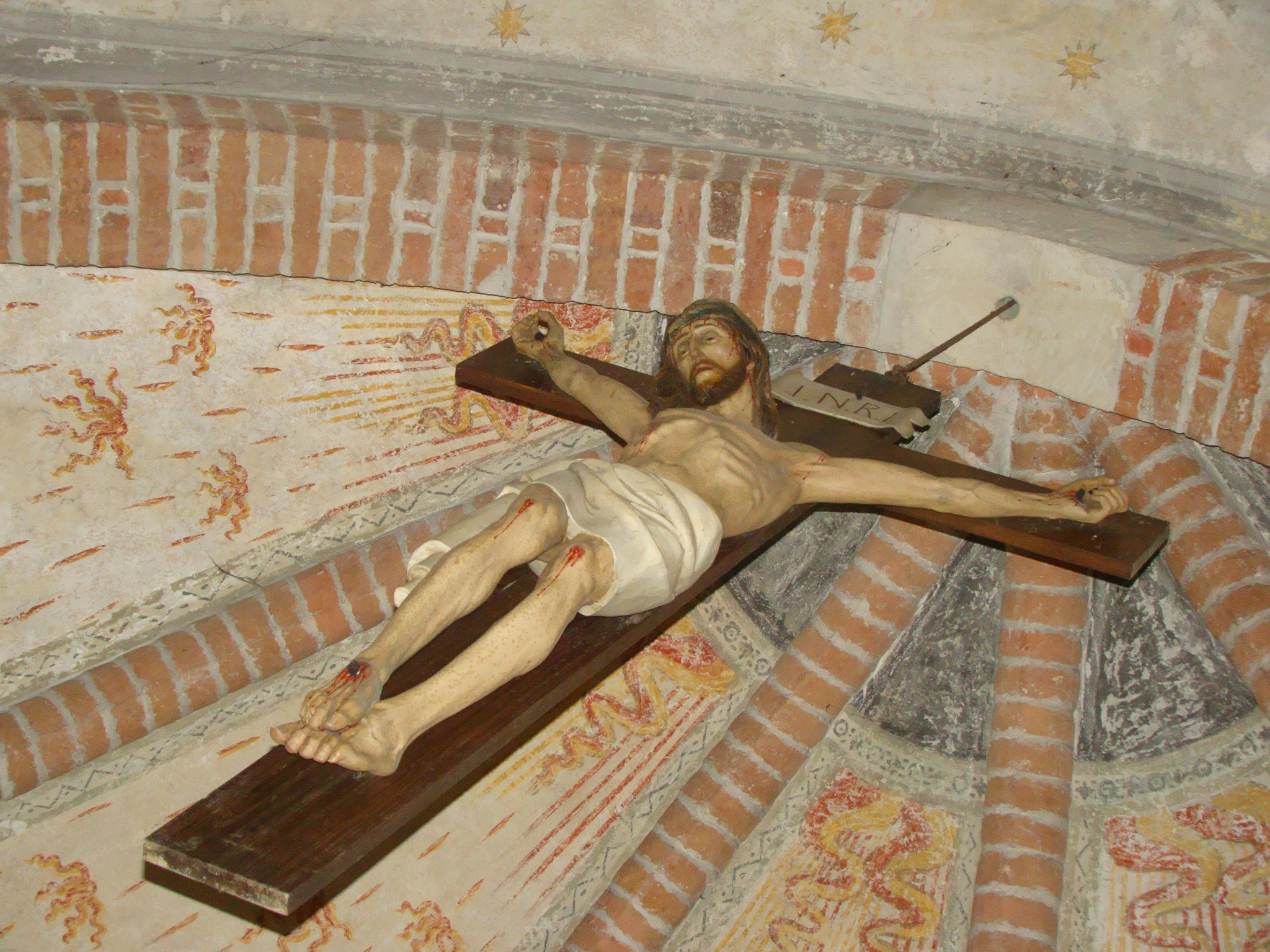
Crocifisso altoatesino
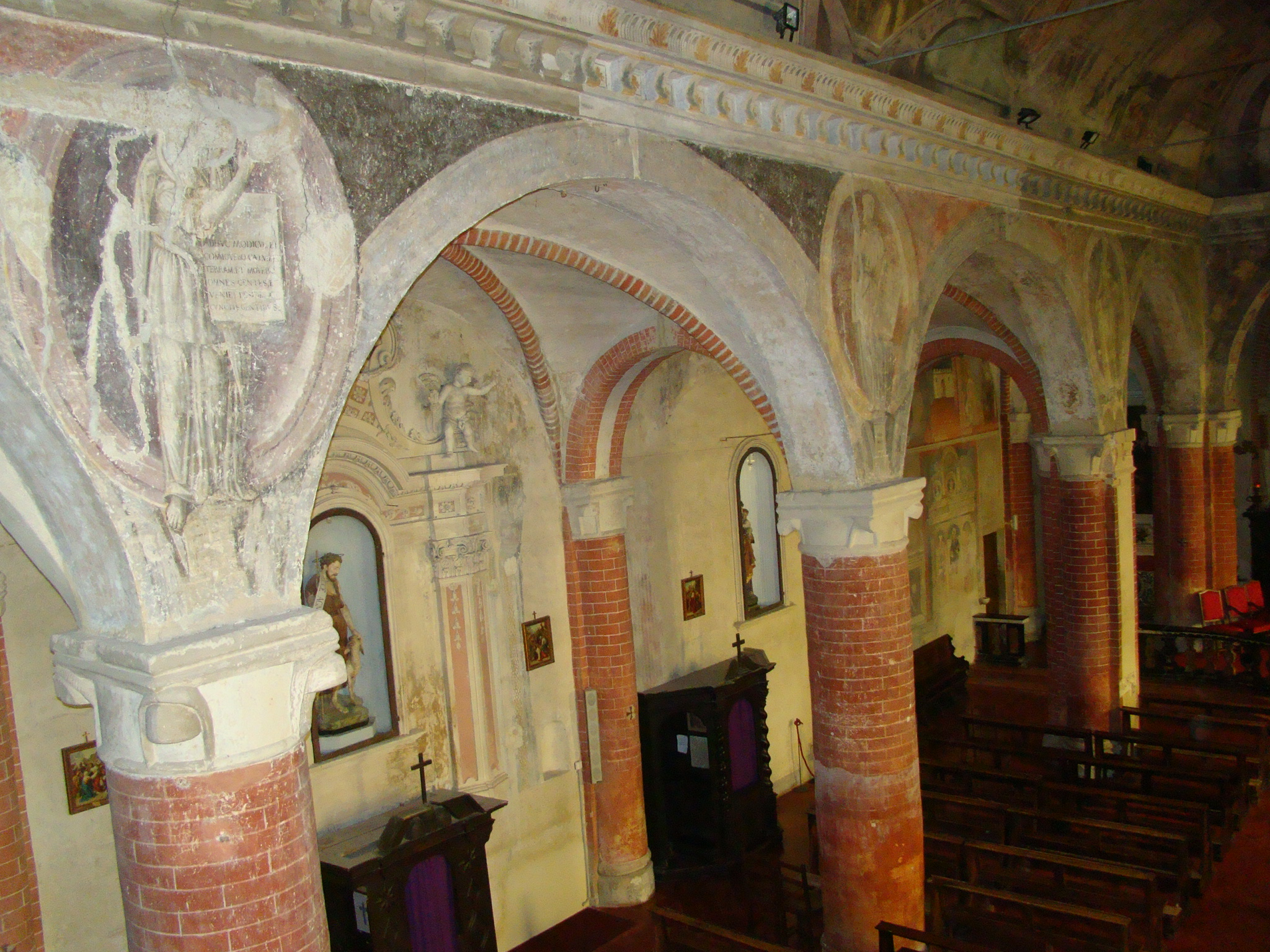
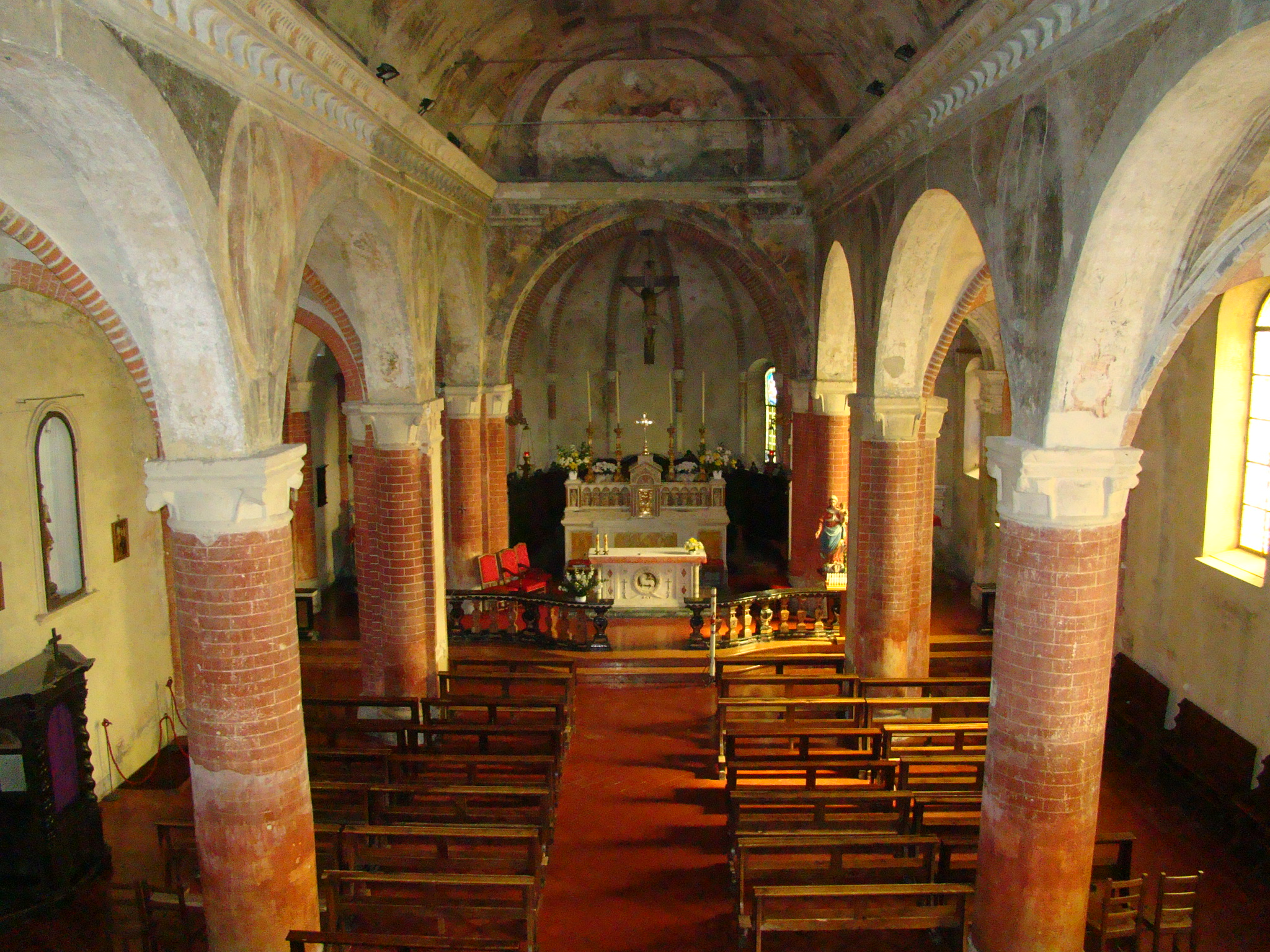
Interno
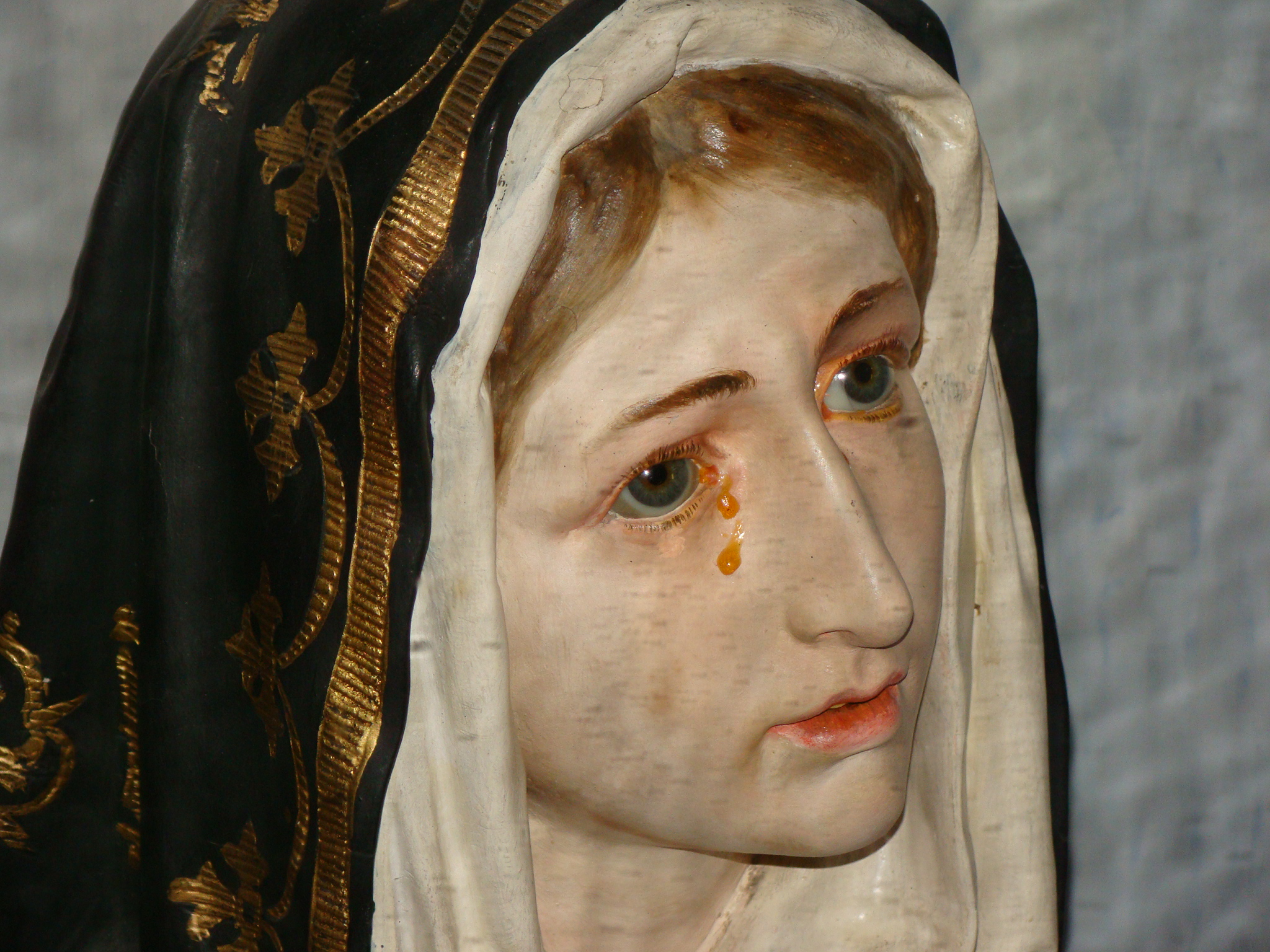
Addolorata
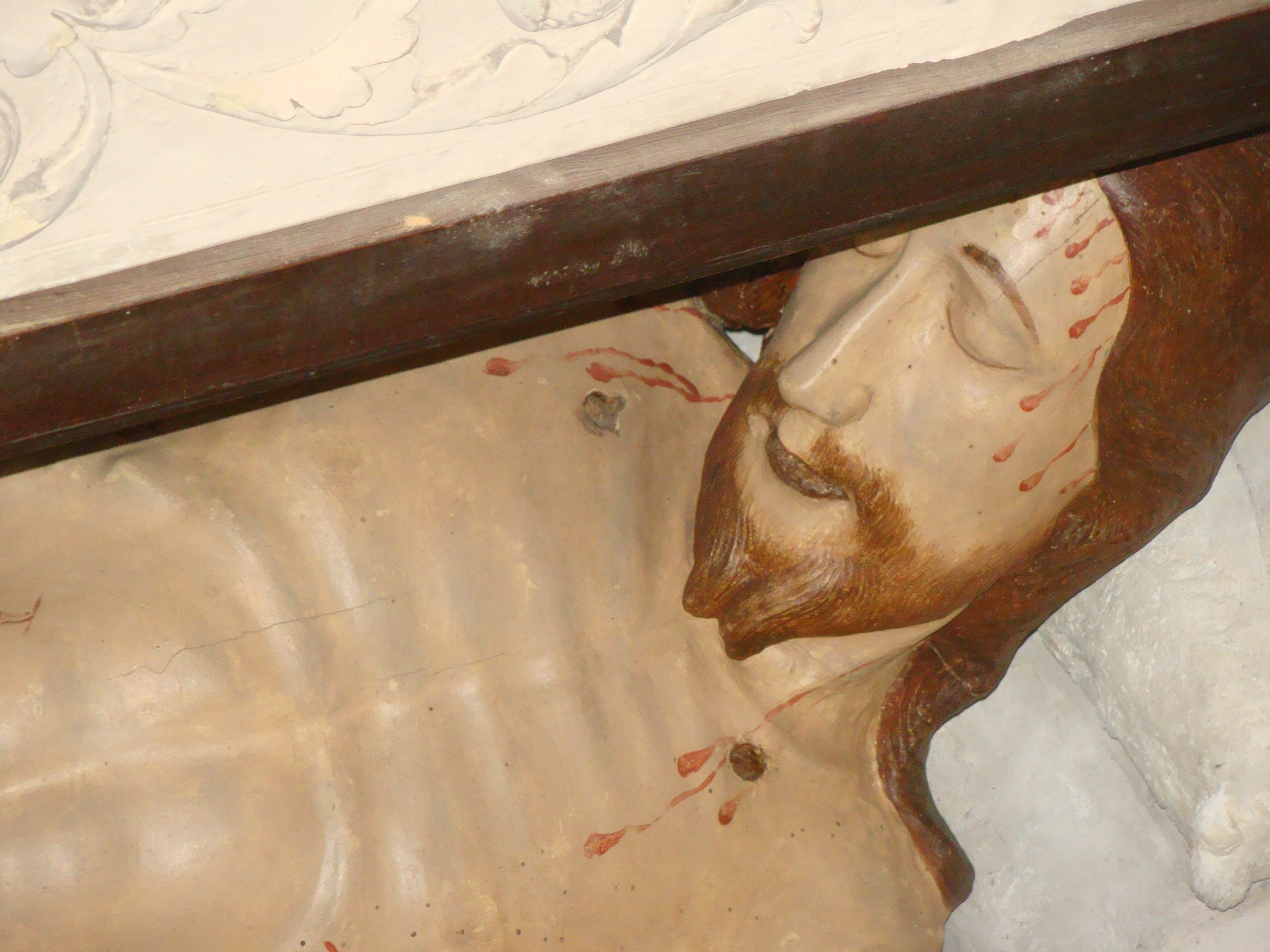
Cristo deposto
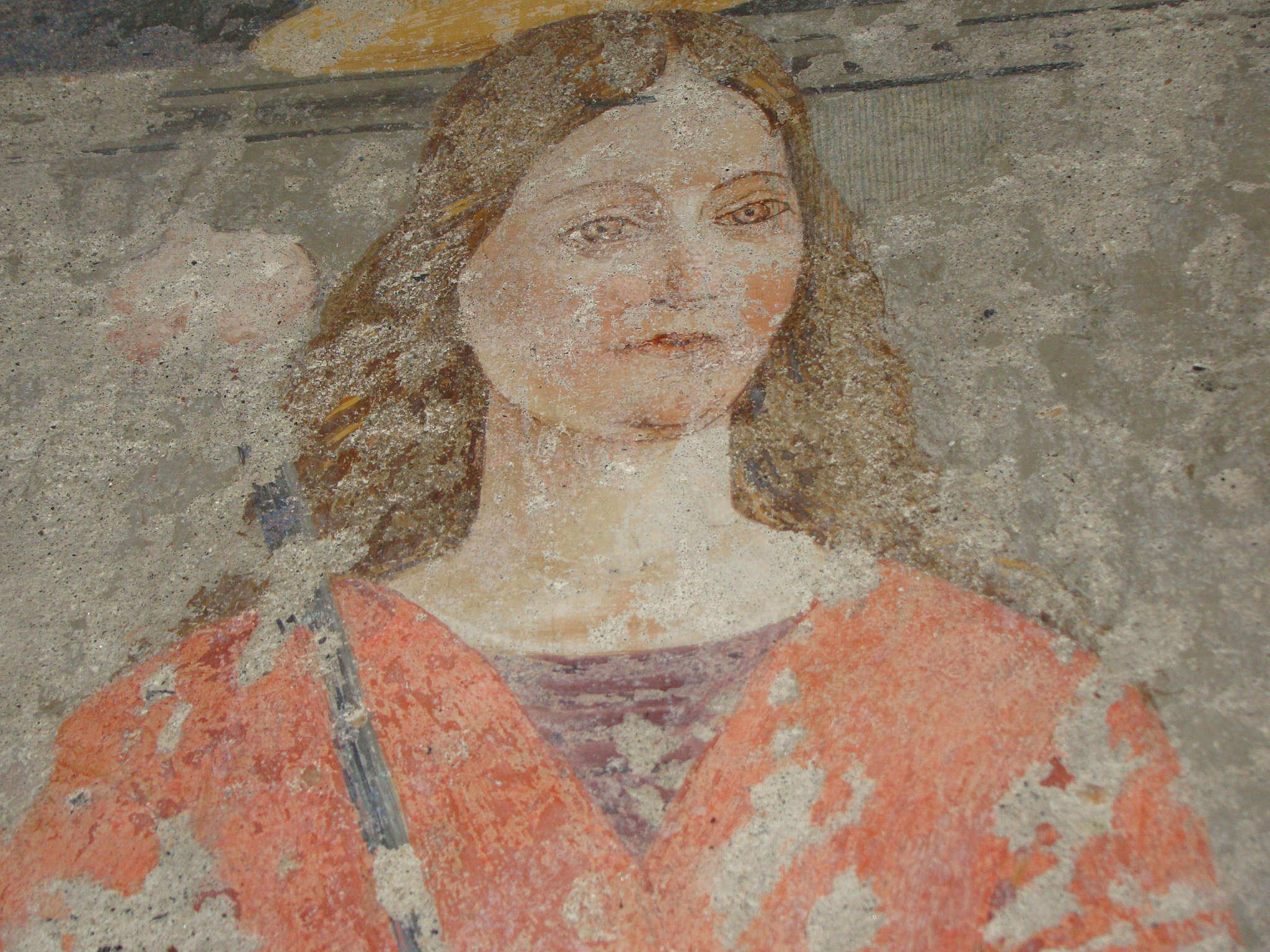
Affreschi della navata destra
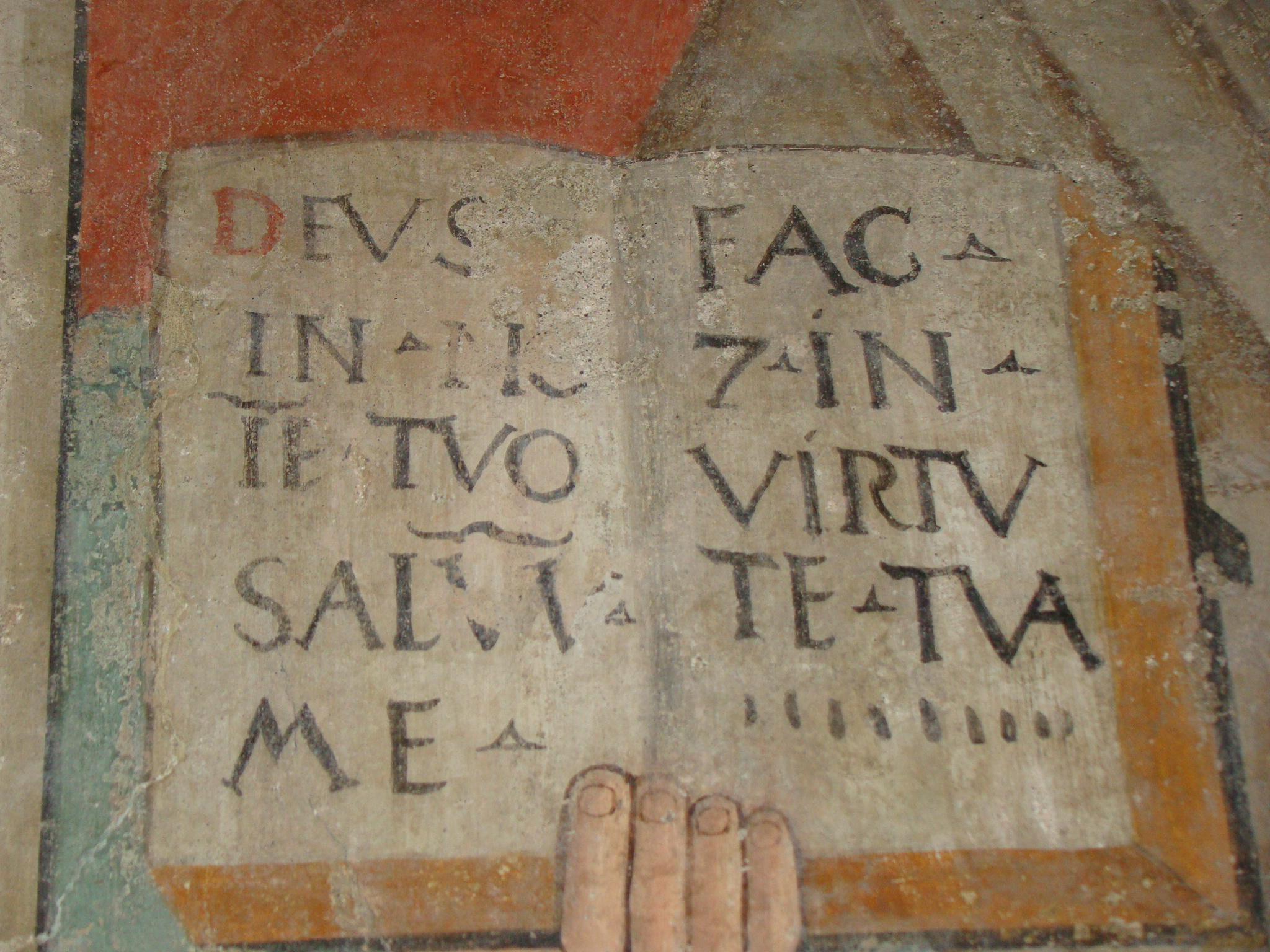
Affreschi sec. XV
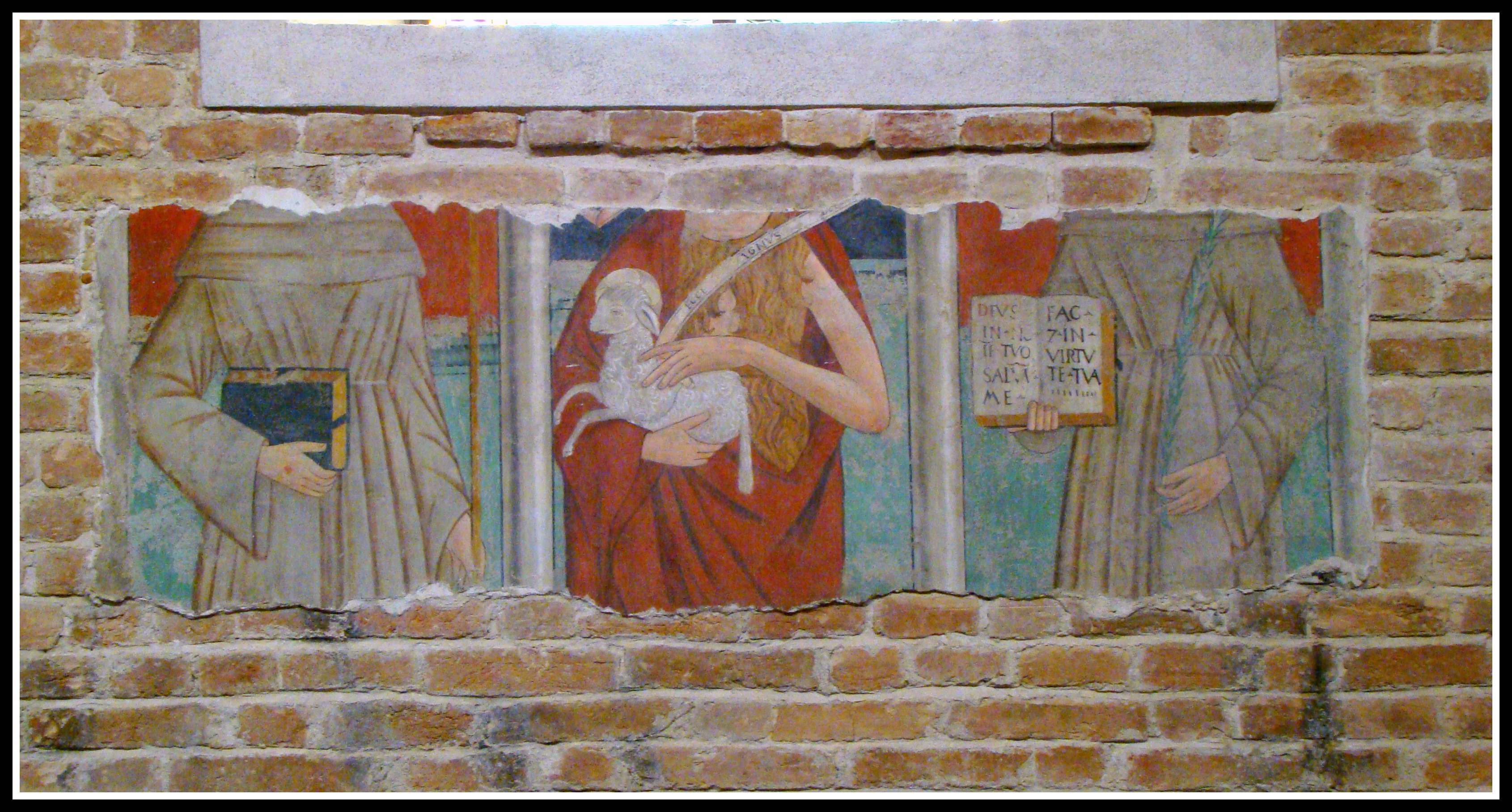
Affreschi XV sec.
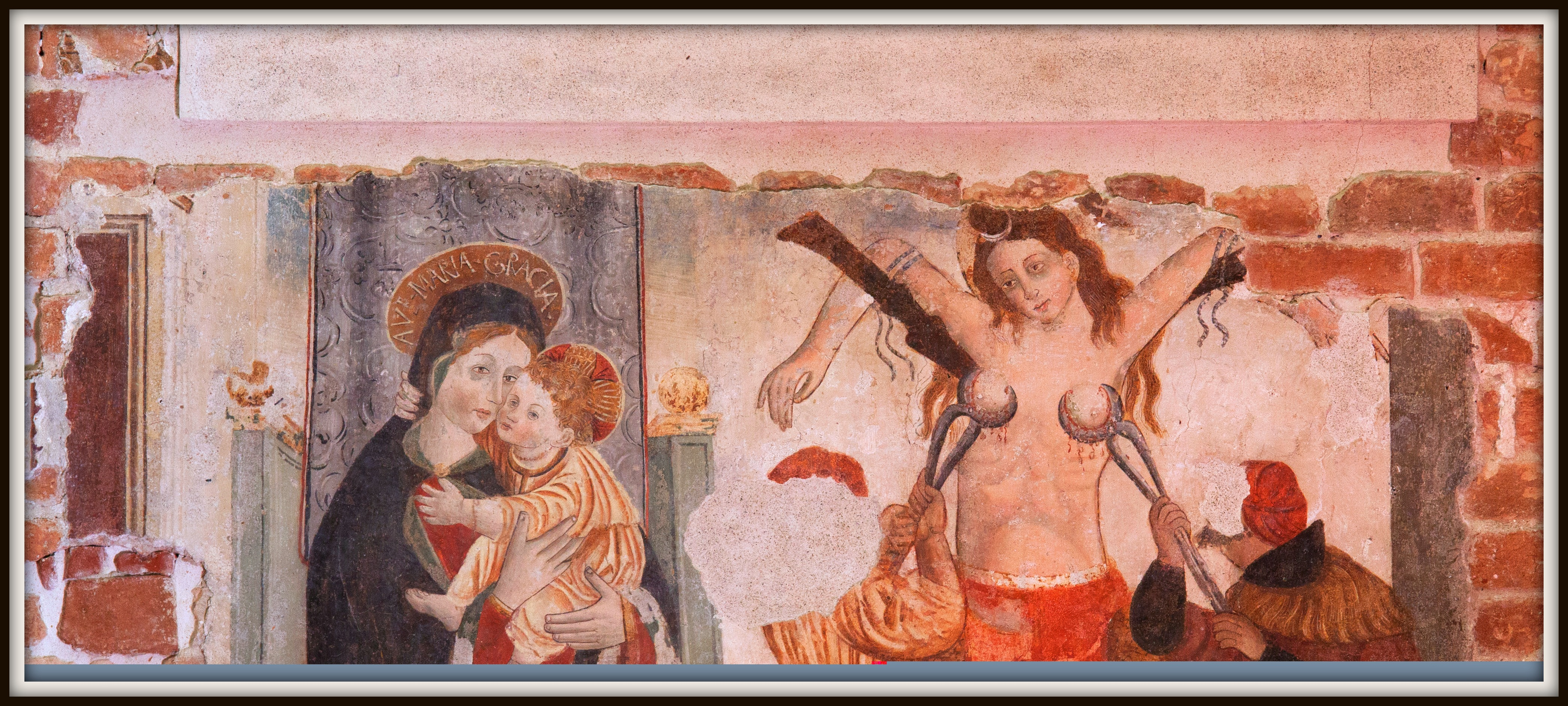
Affreschi XV sec.

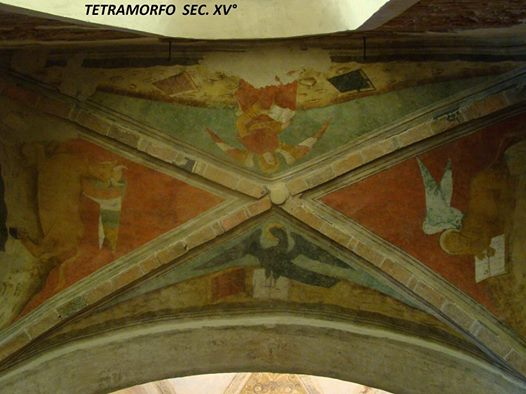
Volta con rappresentazione del Tetramorfo (fine '400)

A pianta rettangolare (28 m X 13 m), con abside pentagonale orientato verso est sporgente di circa 2,50 m dal corpo di fabbrica, l'edificio è suddiviso in tre navate scandite da massicci pilastri tondi, la navata centrale è alta 10,15 m. Ed è coperte da una volta a botte completamente affrescata. Le navate laterali sono invece suddivise in campate e coperte da volte a crociera con caratteristici costoloni l'altezza massima è di 6,60 m.
Gli archi che collegano i pilastri sono del tipo a tutto sesto, mentre l'arco di trionfo ha una leggera curvatura "gotica", nelle navate laterali sono inoltre presenti mezzi pilastri addossati alla muratura che trovano il loro corrispondente esterno nella serie di contrafforti del lato sud.
Entrati in Chiesa, dopo il suggestivo sguardo d'insieme che potrà godersi dal fondo della navata centrale si inizierà la visita dalla navata laterale destra dove sul muro perimetrale della prima campata si potranno ammirare dei pregevoli affreschi di fine Quattrocento, rappresentanti da destra verso sinistra: San Martino di Tours (fortemente degradato), una Madonna in trono con Bambino, il Martirio di sant'Agata ed una santa non identificata.
La pittura è prettamente rinascimentale nella tipologia degli abiti ma trae ancora echi dalla passata epoca gotica, basti osservare la flessuosità delle braccia e delle mani rappresentate, il senso di pace che trasmette il volto di sant'Agata e la dolcezza dell'abbraccio tra la Vergine ed il Bambino.
La seconda campata presenta una porzione di affresco di dimensioni 190 x 65 dove viene raffigurato san Giovanni Battista che regge tra le braccia l'agnello simbolo del Cristo, alla sua destra la figura di un frate francescano con in mano un libro chiuso e alla sinistra san Francesco regge un libro aperto.
L'immagine si presenta mutilata nelle sue parti superiore ed inferiore dall'avvenuta apertura della sovrastante monofora.
L'osservazione delle braccia del Battista e della tipologia di massima della pittura ci suggeriscono di attribuire l'affresco alla stessa mano di quelli della campata precedente.
Sempre nella stessa campata si notino gli affreschi della volta a crociera rappresentanti il tetramorfo su fondo rosso sono un leone (San Marco), un bue (San Luca), una figura di angelo (San Matteo) e un'aquila (San Giovanni).
Il tipo di rappresentazione ben si adatta alle volte a crociera perché riesce a sfruttare e a coprire i quattro spicchi in cui la copertura si divide e in questo senso i simboli del tetramorfo sono alternativi e/o complementari con altre rappresentazioni tetrapartite (es. i dottori della Chiesa).
Il tetramorfo ha origine da una visione dell'Apocalisse di Giovanni, ripresa dal libro del profeta Ezechiele "in mezzo al trono e intorno al trono vi erano quattro esseri viventi pieni d'occhi davanti e dietro. Il primo vivente era simile ad un leone, il secondo aveva l'aspetto di un vitello, il terzo vivente aveva l'aspetto di un uomo e il quarto era simile a un'aquila mentre vola". nella tradizione cristiana le quattro figure vengono associate ai quattro evangelisti.
Al termine della navata, dopo due scalini, al di là della balaustra in marmo è la cappella barocca della Vergine del Rosario, in una nicchia è la statua settecentesca della Vergine, le pareti e le volte sono decorate a stucchi bianchi e azzurri, sulla volta quattro angeli sostituiscono i costoloni fondendo nello stesso elemento la funzione decorativa con la struttura architettonica.
A centro della volta la colomba simbolo dello Spirito Santo e alla parete una vetrata che tratta il tema del Sacro Cuore di Gesù.
Si giunge ora nell'abside pentagonale dove si potrà ammirare la struttura architettonica con le nervature a costoloni che la caratterizzano, l'unica finestra presente è una monofora con vetrata rappresentante il Pellicano, simbolo del Cristo in quanto uccello che nella tradizione, si priva delle proprie interiora per nutrire i piccoli.
Nell'abside è anche un coro ligneo settecentesco in situazione di degrado.
Sopra; sull'arco di Trionfo è un crocifisso ligneo laccato di scuola altoatesina e sotto l'altare in marmo bianco di Carrara dove sono rappresentate le figure a tutto tondo dei dodici apostoli ai lati del Santissimo Sacramento.
Passando alla cappella che chiude la navata sinistra, sopra il paliotto in stucco policromo vi è un'interessante pala di scuola moncalvesca restaurata dal maestro Nicola di Aramengo.
In venerazione della Vergine con bambino sono rappresentati san Bovone in abiti militari che regge lo stendardo raffigurante un bue e san Carlo Borromeo in abiti cardinalizi (si noti il pregevole lavoro di rappresentazione dei pizzi e dei ricami del rocchetto).
Si giunge così alla parete di maggior pregio artistico, proprio sopra la porta che dà accesso alla sacrestia le rappresentazioni della lunetta dell'Annunciazione e il trittico raffigurante i Santi Rocco, Sebastiano.
La scena dell'Annunciazione si svolge in un ambiente prettamente rinascimentale dominato dalla prospettiva: rinascimentali sono gli abiti dei personaggi e gli edifici rappresentati, ma rinascimentale è anche l'uso della prospettiva che per così dire diviene nella lunetta il centro dell'immagine.
Le figure sono inserite su un piano orizzontale prossimo all'osservatore e occupano le estremità del piano stesso così da dare risalto alla profondità trasmessa dalla serie di edifici e dalle loro linee di fuga che convergono sotto l'immagine di Dio Padre.
Dio che squarcia i cieli mentre benedice con la mano destra, invia la colomba dello Spirito Santo verso la Vergine Maria con quella sinistra, domina il vertice della lunetta, sotto i personaggi per così dire "principali" l'arcangelo Gabriele e la Madonna si trovano sui due lati opposti della strada, inseriti in fabbricati "aperti" che non rispettano ancora le proporzioni del reale ma che devono soltanto fungere da "scatole contenitive" delle figure rappresentate.
L'Arcangelo, a sinistra dell'osservatore è degradato, dietro di lui l'immagine di una Santa monaca che si vuole identificare con santa Radegonda.
Sul lato opposto del dipinto sono invece la figura della Vergine, giovane donzella rinascimentale, moderna nell'acconciatura e nelle vesti, figura tenera e umana come le madonne della letteratura cortese e dietro di lei san Giorgio cavaliere senza macchia, casto guerriero della cristianità.
Il trittico sottostante vede, inserite in un arco rinascimentale, le figure di tre santi, san Rocco a sinistra dell'osservatore, san Sebastiano al centro e una figura ormai illeggibile che tuttavia per la presenza di tracce di pittura che raffigurano un bordone (caratteristico bastone del pellegrino) si potrebbe identificare con san Cristoforo protettore dei pellegrini, sulla destra.
Elemento comune che lega san Sebastiano a san Rocco è l'intercessione contro la peste, autentico flagello del mondo dell'età di mezzo, tale legame deriva dal fatto che Rocco durante il pellegrinaggio da Montpellier, sua città natale a Roma guarì molti appestati e fu colpito egli stesso dal morbo, invece Sebastiano fu martirizzato da un plotone di arcieri e questo lega il concetto mitologico secondo il quale le malattie sono portate dalle frecce sparate dal dio Apollo alla simbologia iconografica cristiana.
La mano che ha eseguito il trittico è la stessa che ha eseguito l'Annunciazione, a riprova si noti che le decorazioni floreali della tenda bianca dietro a san Sebastiano sono le stesse del panno rosso presente dietro l'immagine di Maria nell'Annunciazione.

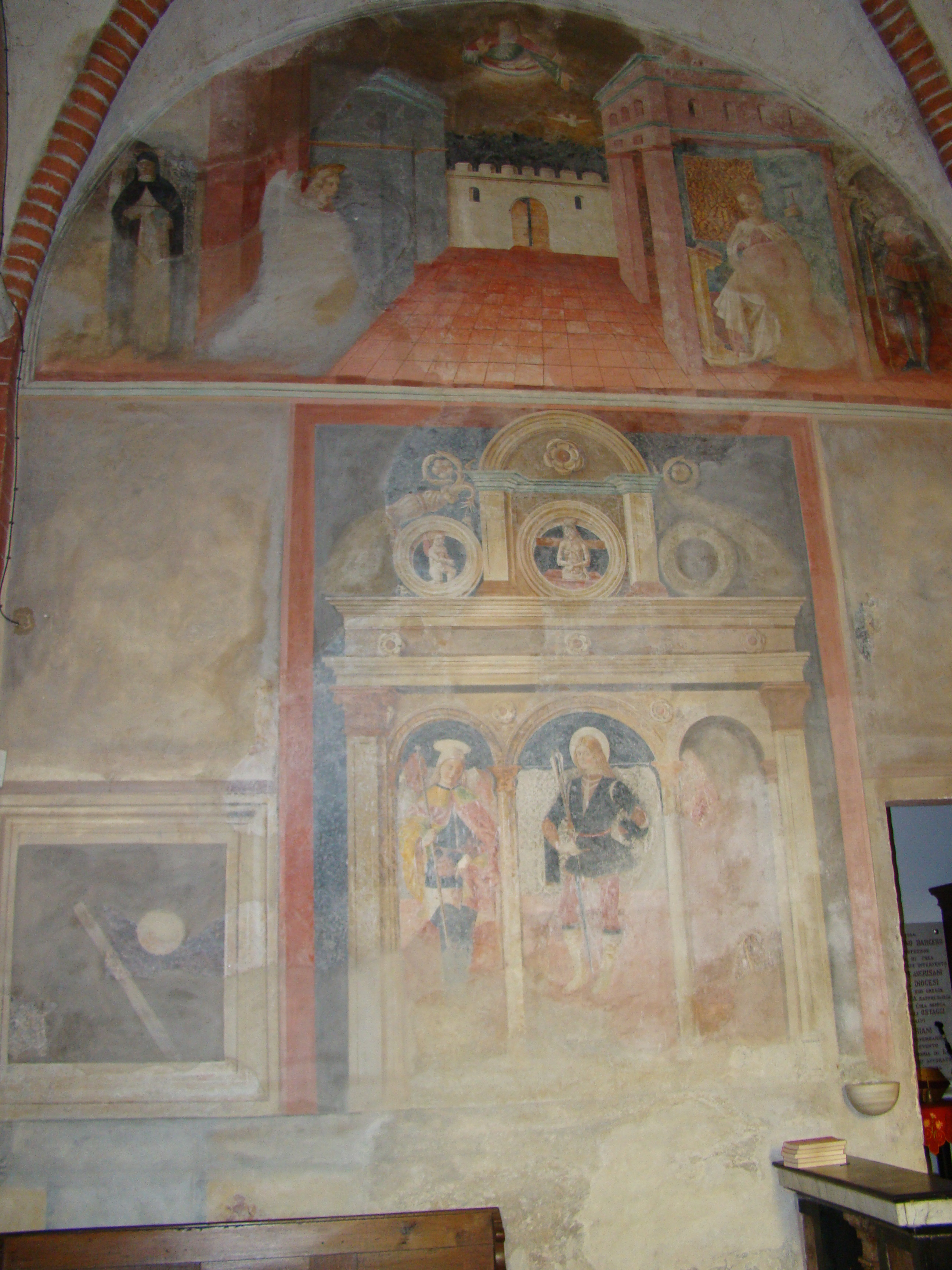
parete di scuola Spanzottiana

Per gli affreschi ozzanesi si è anche parlato di un'attribuzione ad Aimo Volpi che ebbe bottega in Casale con il fratello Balzarino e con il cognato Martino Spanzotti, tuttavia per quanto possa risultare non sempre semplice un'attribuzione certa, indubbiamente la tipologia degli affreschi permette di individuare la presenza della scuola dello Spanzotti.
Proseguendo ora per la navata sinistra in direzione dell'uscita, si noteranno nelle nicchie che un tempo adornavano gli altari oggi scomparsi di San Bovone e dell'Addolorata sono le statue di San Giovanni Battista dell'Addolorata nonché un pregevole Cristo morto di recente restauro.
La volta completamente affrescata nel suo insieme costituisce una superficie pittorica di ben 240 m².
Gli affreschi della volta sono sicuramente molto rilevanti dal punto di vista quantitativo, ma non si deve dimenticare anche il rilevante aspetto qualitativo.
L'immagine centrale è quella di una Vergine in abito rosso, circondata da angeli e da nuvole, la conformazione del ventre lascia intendere che la Madonna possa essere gravida. attorno sono decorazioni pittoriche ornamentali e scene di carattere mitologico o leggendario.
Sull'arco di trionfo troneggia l'immagine di Dio mentre sopra i pilastri, a reggere le sorti della Chiesa le figure di sei profeti.
une parti e/o interi tr
È presente in tribuna d'ingresso l'organo a canne "Gandini" di Varese datato 1904.

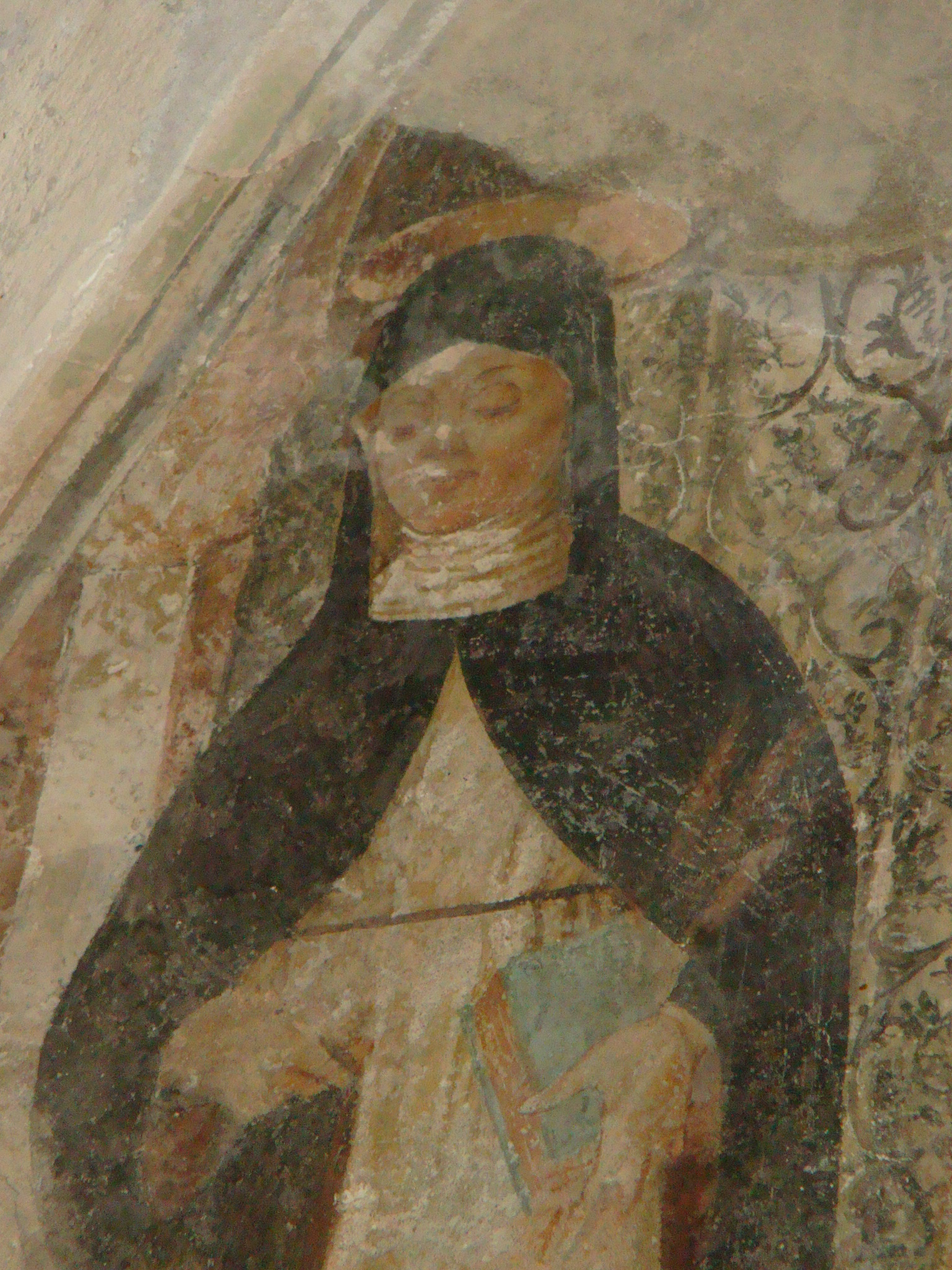
Particolare annunciazione di scuola spanzottiana
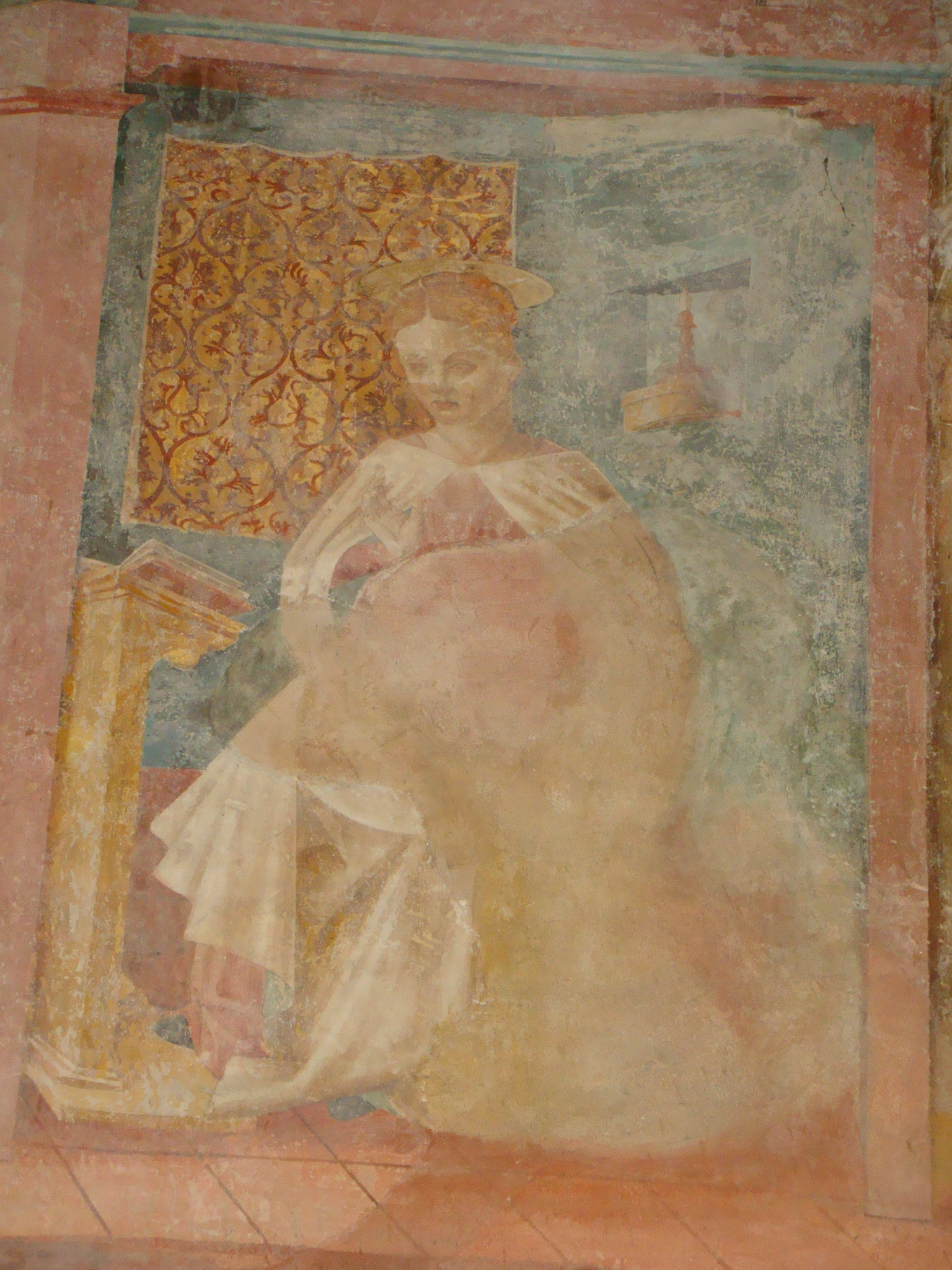
Particolare annunciazione di scuola spanzottiana
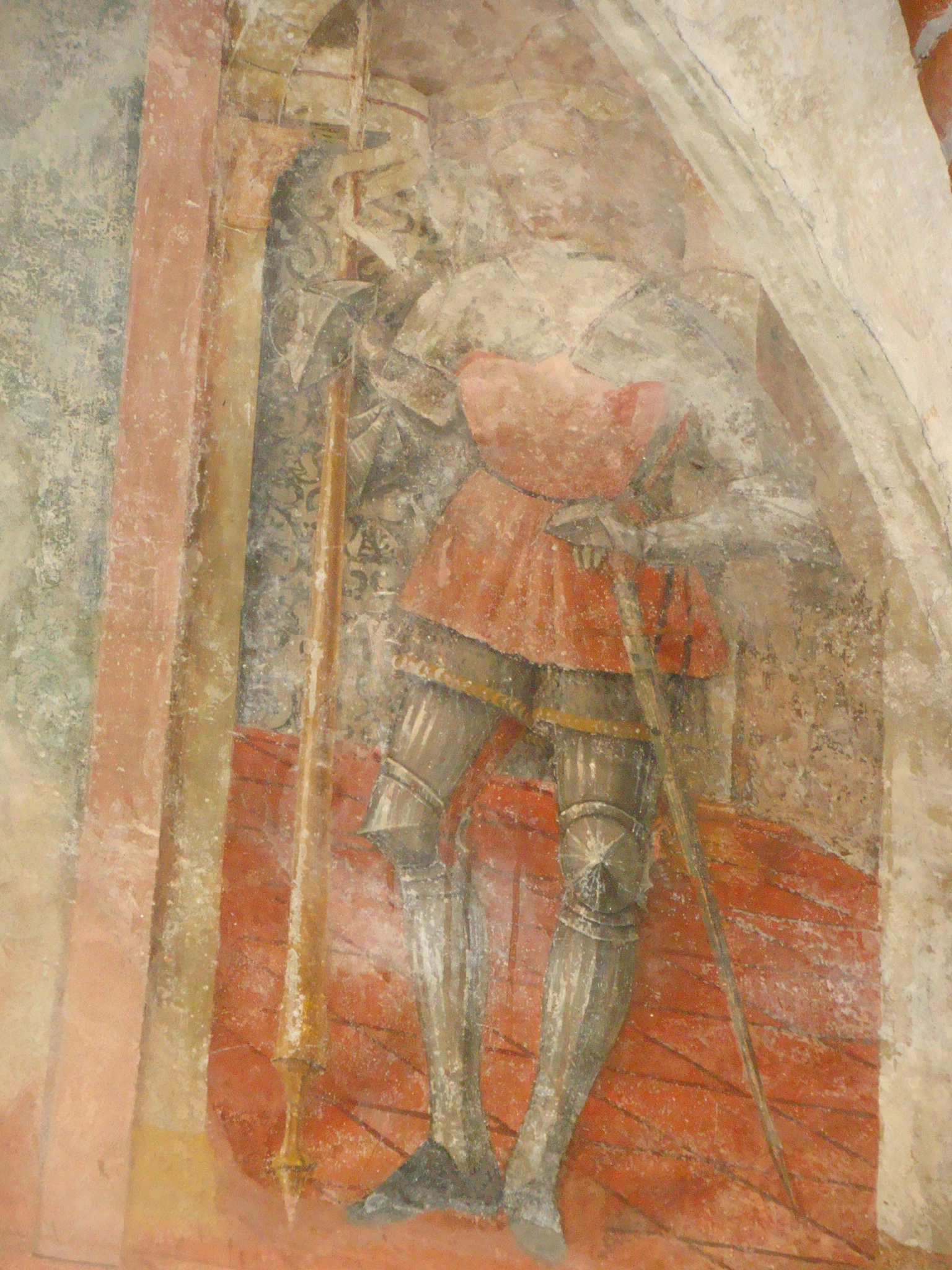
Particolare dell'Annunciazione
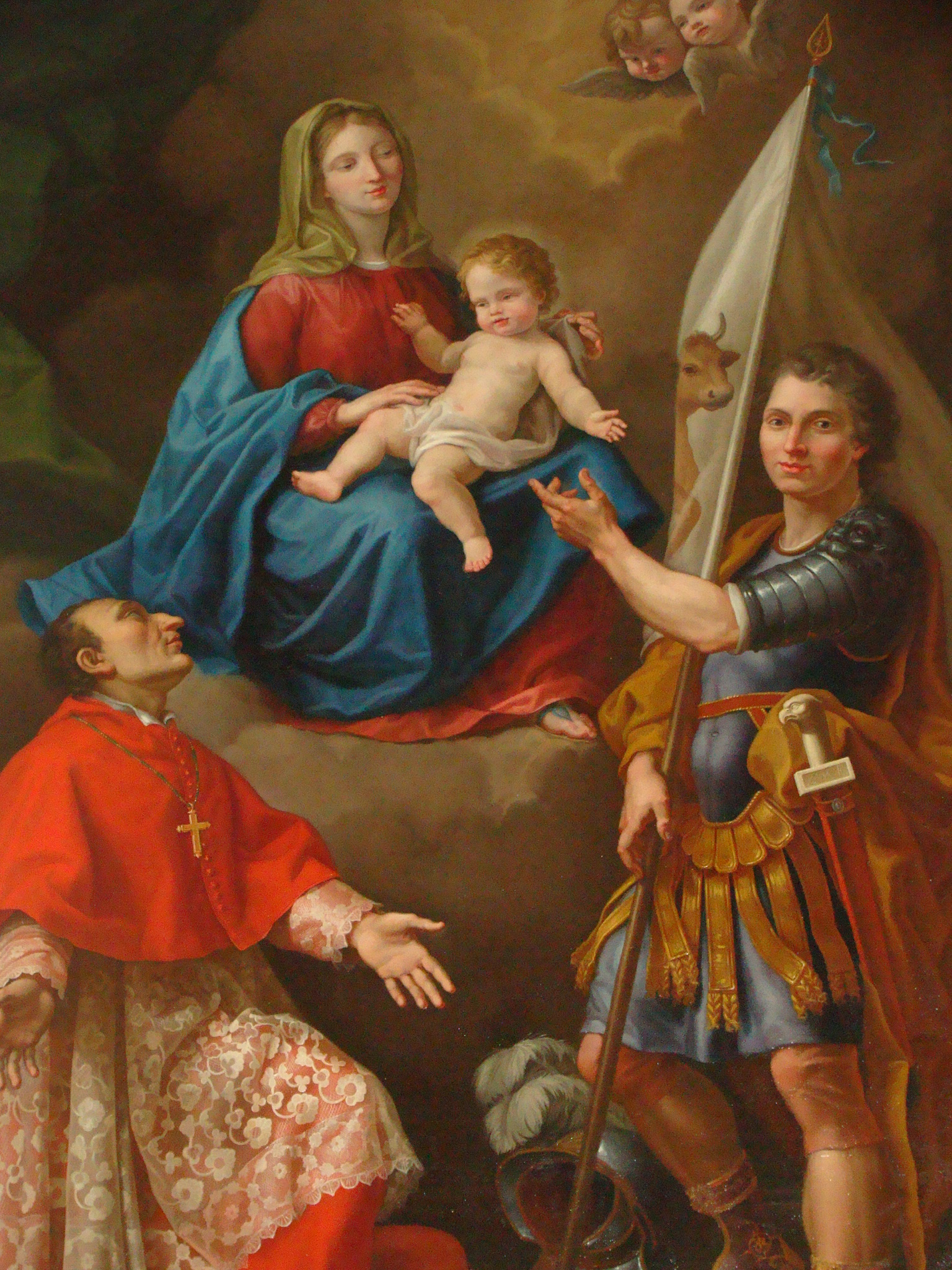
Pala d'altare della navata sinistra
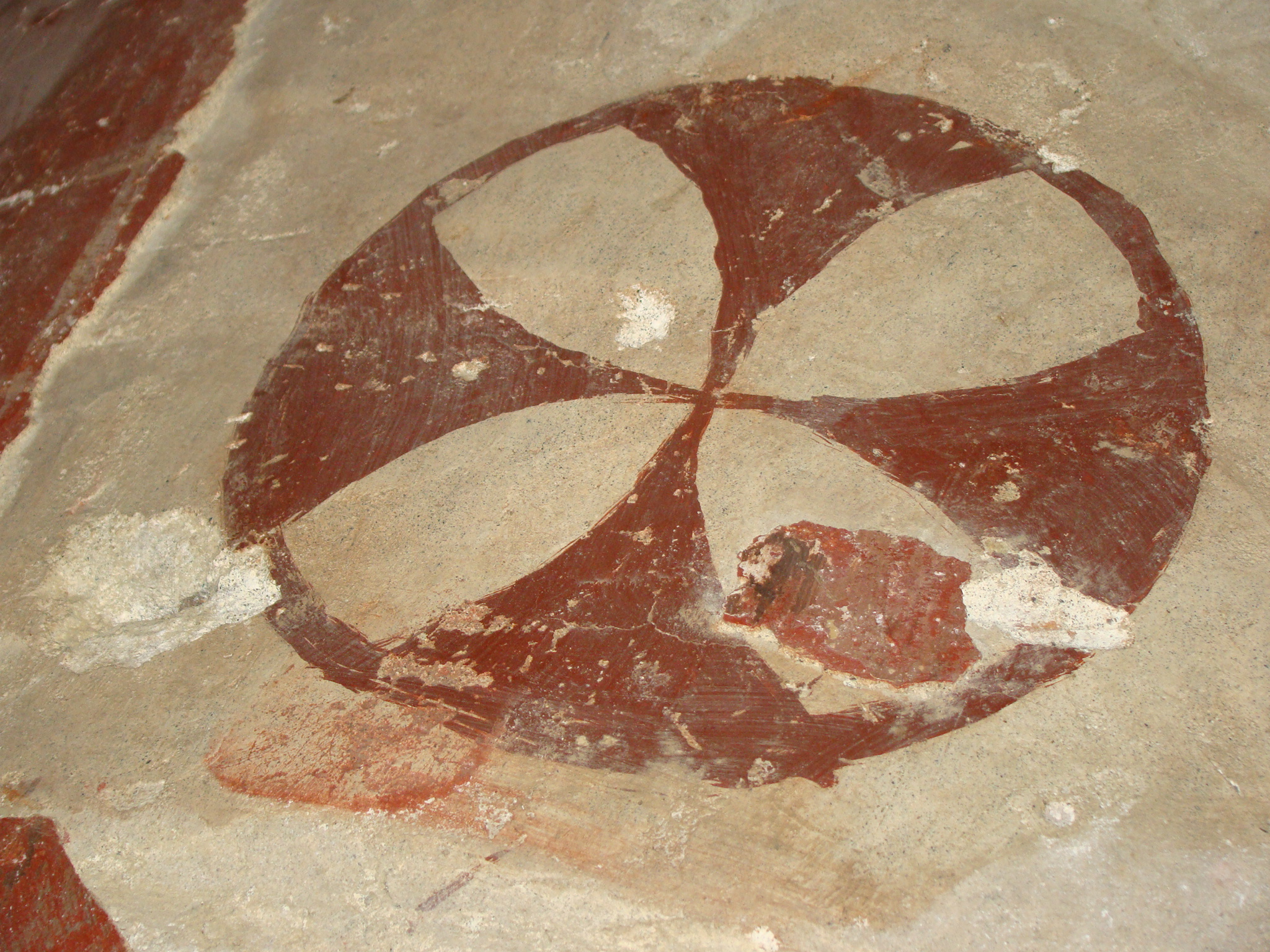
Croce patente (templare?)
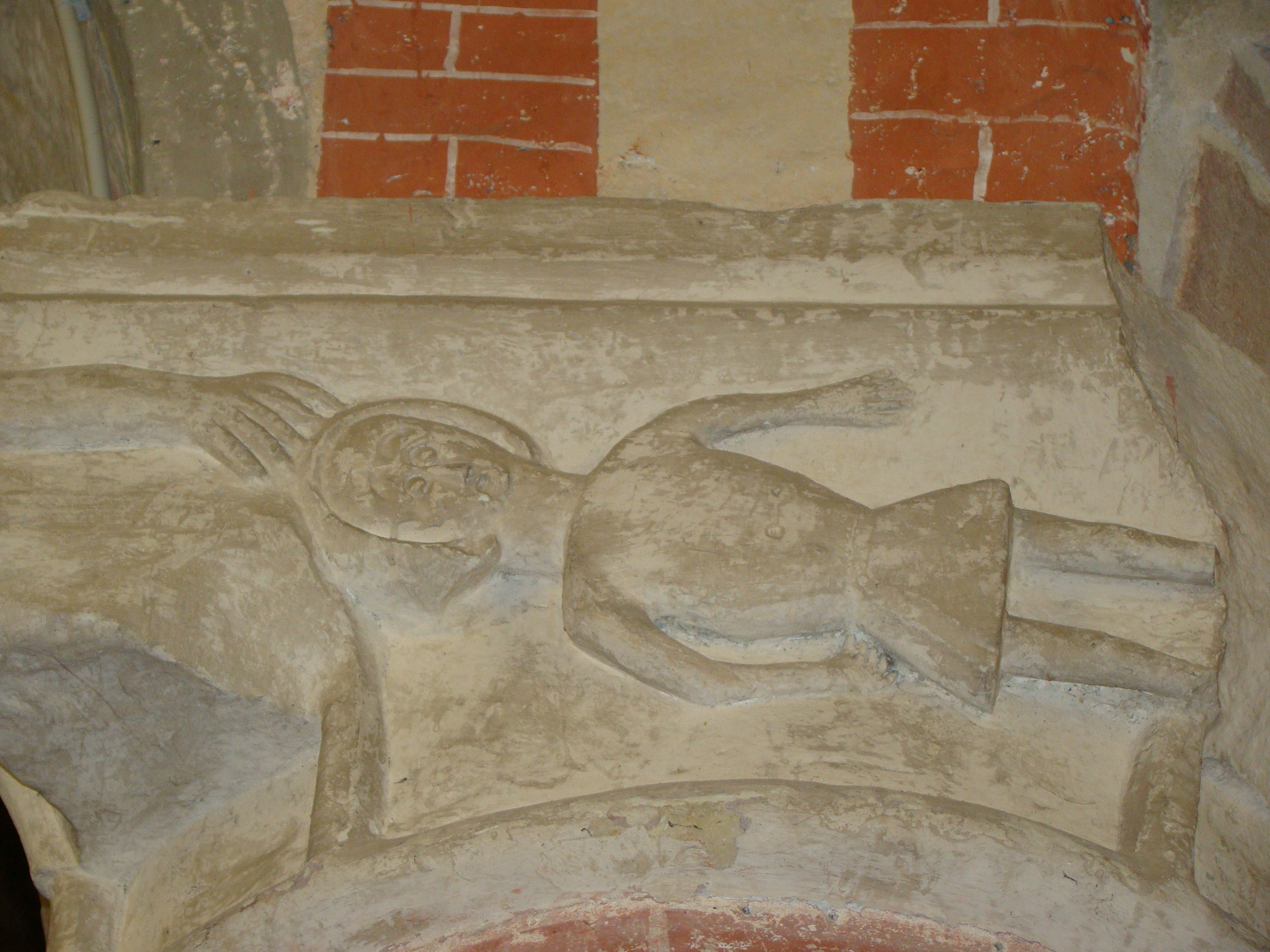
Capitello
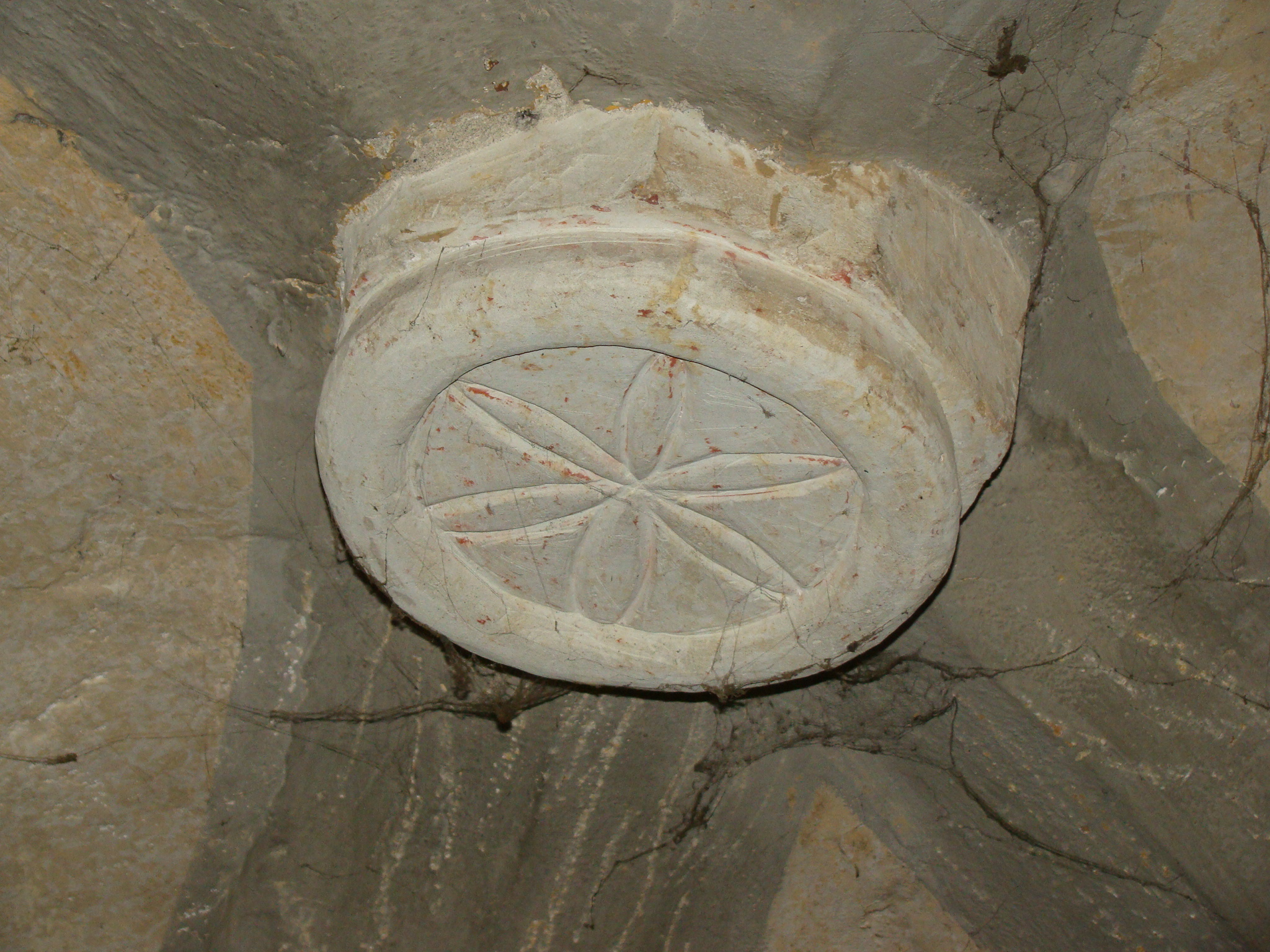
Fiore della vita
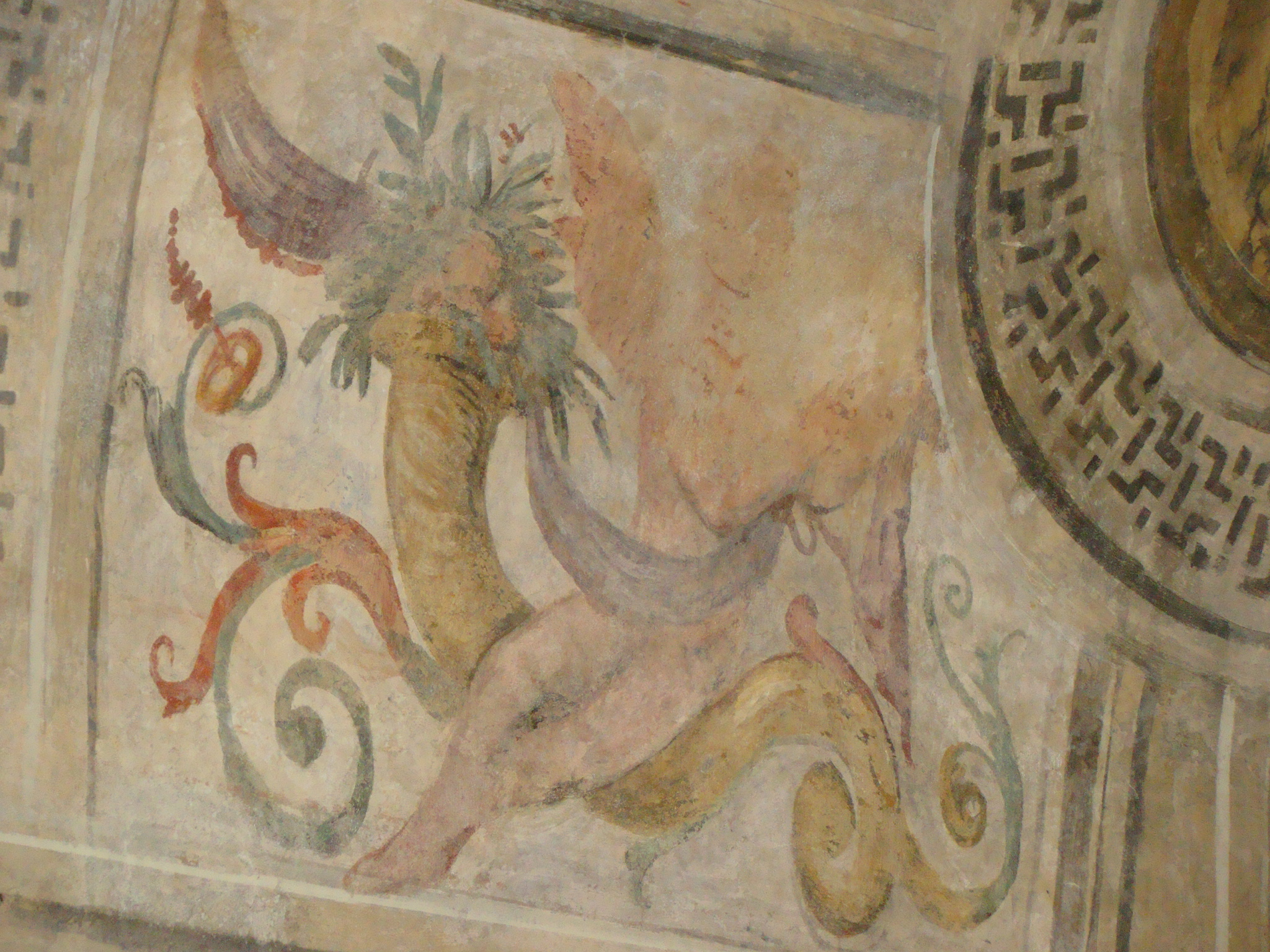
Affreschi cinquecenteschi a tema profano
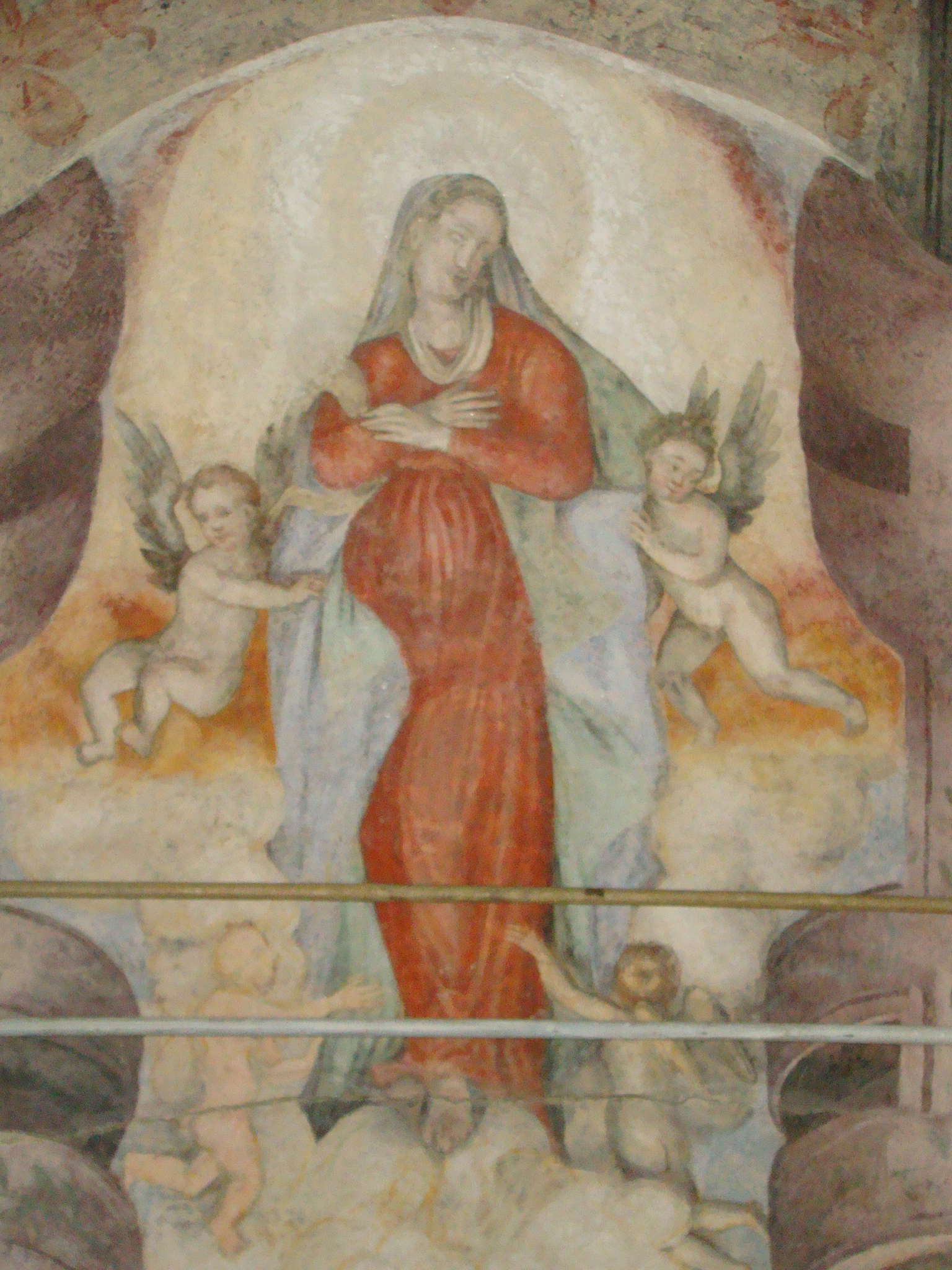
Madonna gravida?

### Chiesa di Santa Maria Assunta
Chiesa sita appena fuori dal nucleo storico al termine di via Santa Maria. primo ampliamento fuori le mura del borgo (XVI secolo) dedicata a Santa Maria Assunta.
L'opera fu realizzata con funzioni di oratorio estivo dalla Compagnia dei Disciplinanti, su autorizzazione vescovile.
I Disciplinanti, antica confraternita dedita alla preghiera e alle opere di carità, utilizzavano la chiesa nei mesi estivi, mentre in inverno veniva ancora usato il primitivo oratorio dell'Assunta, oggi scomparso e situato entro la cinta muraria nei pressi del vicolo dei Battuti (si raggiunge facendo il giro delle mura del castello).
L'edificio, data la decentrata posizione, in occasione di varie epidemie ebbe anche la funzione di lazzaretto, e le pareti interne, affrescate, vennero quindi coperte da calce.
La struttura attuale risale al XVIII secolo e ha subito un restauro della facciata nel 1856.
Il campanile barocco, situato posteriormente sul lato destro, non è in asse con l'edificio attuale.
All'esterno, sul fianco sinistro, è murato un bel capitello medievale trecentesco probabile elemento decorativo di una precedente struttura.
L'interno a navata unica (6,4 x 17,8 m), come caratteristica delle chiese delle confraternite, presenta volta a botte con al centro la colomba simbolo dello Spirito Santo, abside semicircolare e unico altare.
Nella chiesa sono custodite interessanti pale perlopiù seicentesche.
Nell'abside contornata da un'elaborata architettura decorativa è la pala dell'Assunta, di buona fattura (sec. XVIII). L'opera rappresenta Maria Assunta che si leva dalla tomba terrena piena di fiori e va con le braccia protese verso il cielo ad incontrare il figlio che la incoronerà.
Alla parete destra sono invece la Madonna con sant'Antonio abate (invocato contro il fuoco di Sant'Antonio) e sant'Agata (invocata contro il fuoco). La tela è di fine XIX secolo. Procedendo verso l'altare si incontra l'Estasi di S. Antonio da Padova e poi una Madonna coi santi Pietro martire e Francesco d'Assisi (sec. XVII).
Alla parete sinistra sono: La messa di san Gregorio Magno, con la particolarità rappresentata della raffigurazione dell'anima dell'imperatore Traiano tratta in salvo dall'inferno.
Ultima tela è la rappresentazione dell'Immacolata Concezione (sec. XVII) che contornata dai simboli tipici, calpesta la bestia dalle sette teste (Apocalisse).
A sinistra dell'altare una pregevole statua barocca in legno della Madonna Assunta, con piedistallo per il trasporto processionale restaurata nel 1989 ad Aramengo dal maestro Nicola su iniziativa di una famiglia locale. Nella chiesa è conservata una lettera del vescovo di Casale Benedetto Erba, datata 20 luglio 1576, in cui si confermano privilegi alla confraternita dei Disciplinanti.

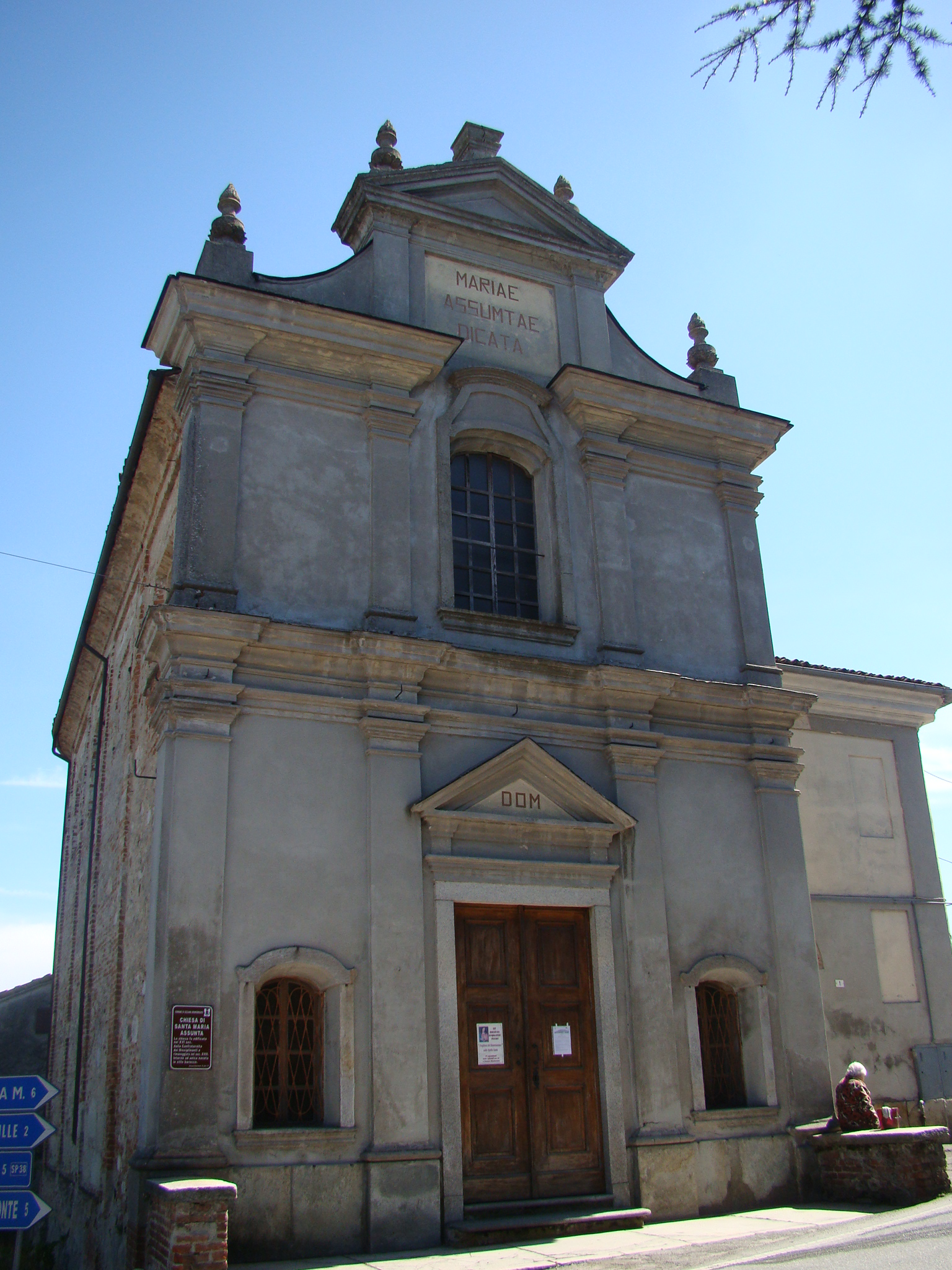
Esterno
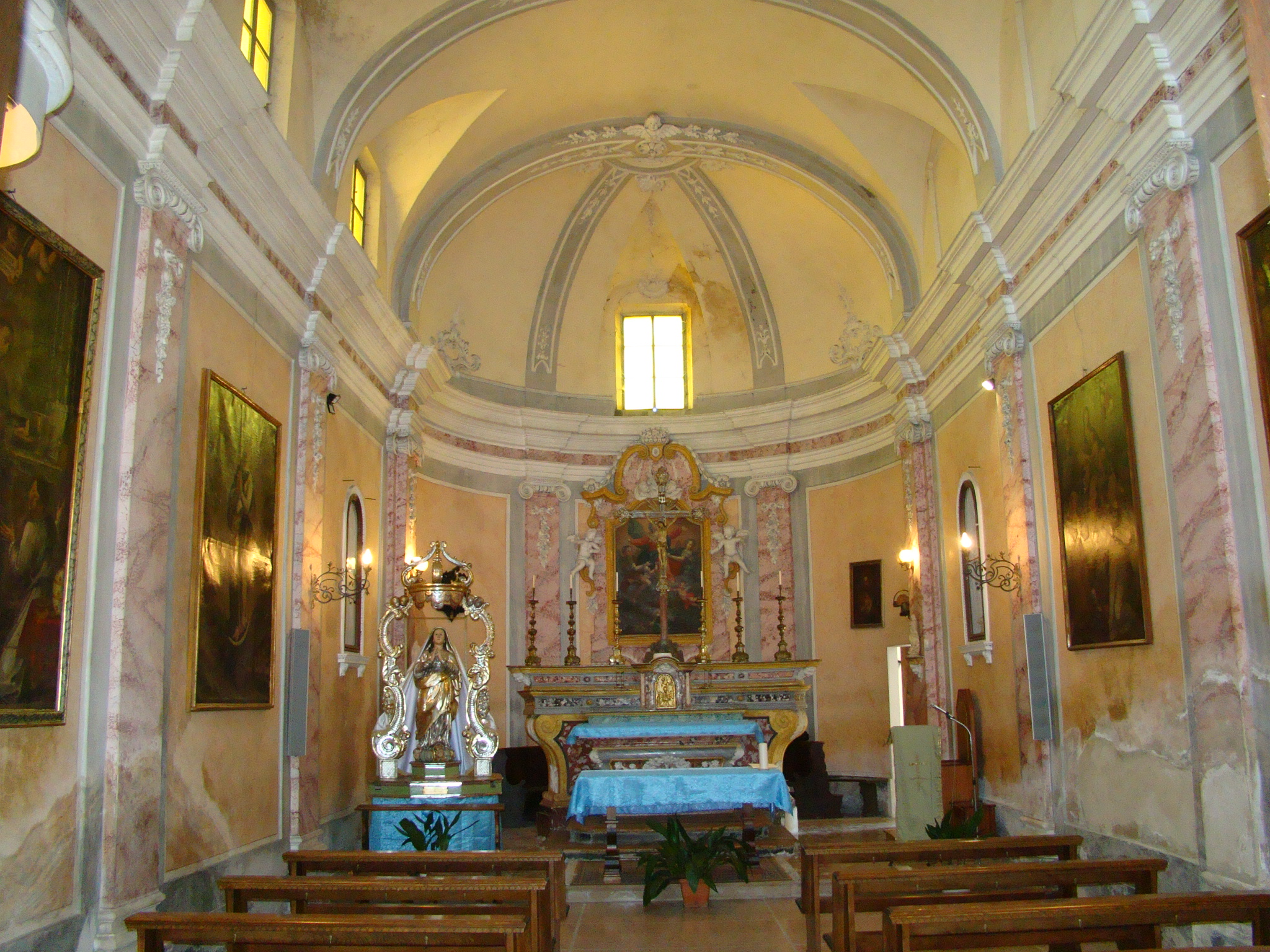
Interno
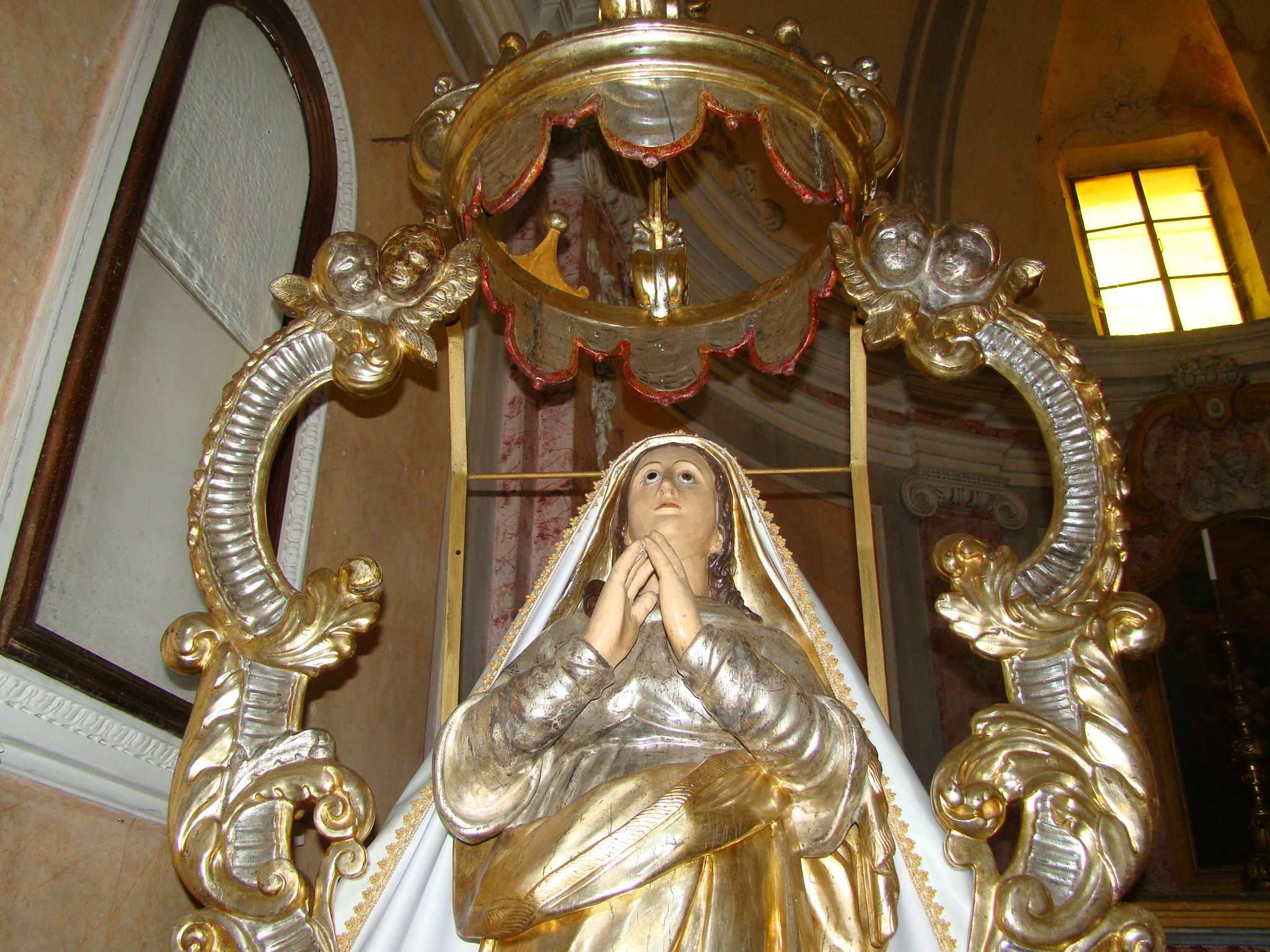
Madonna processionale lignea
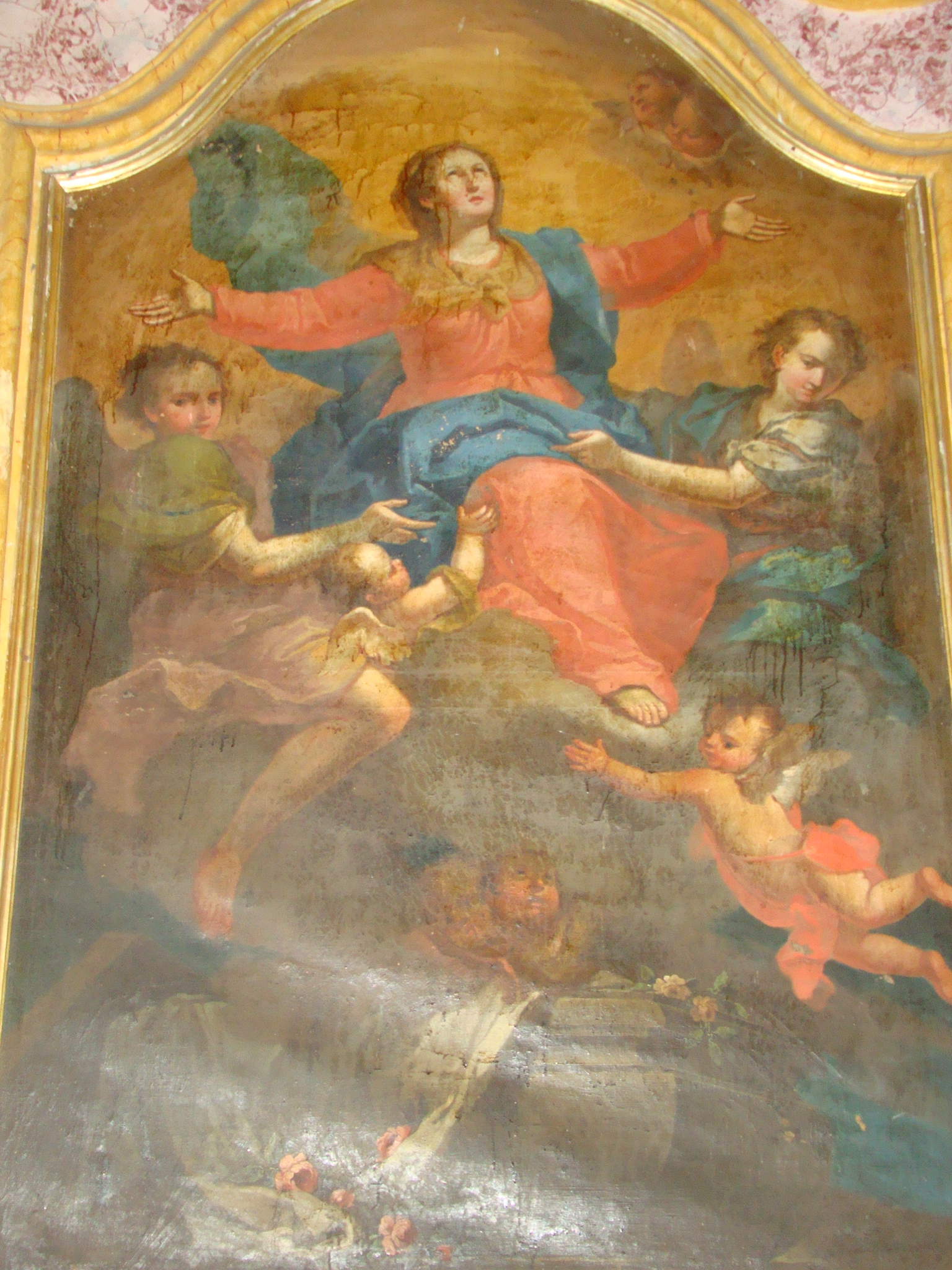
Pala dell'Assunta XVIII secolo.
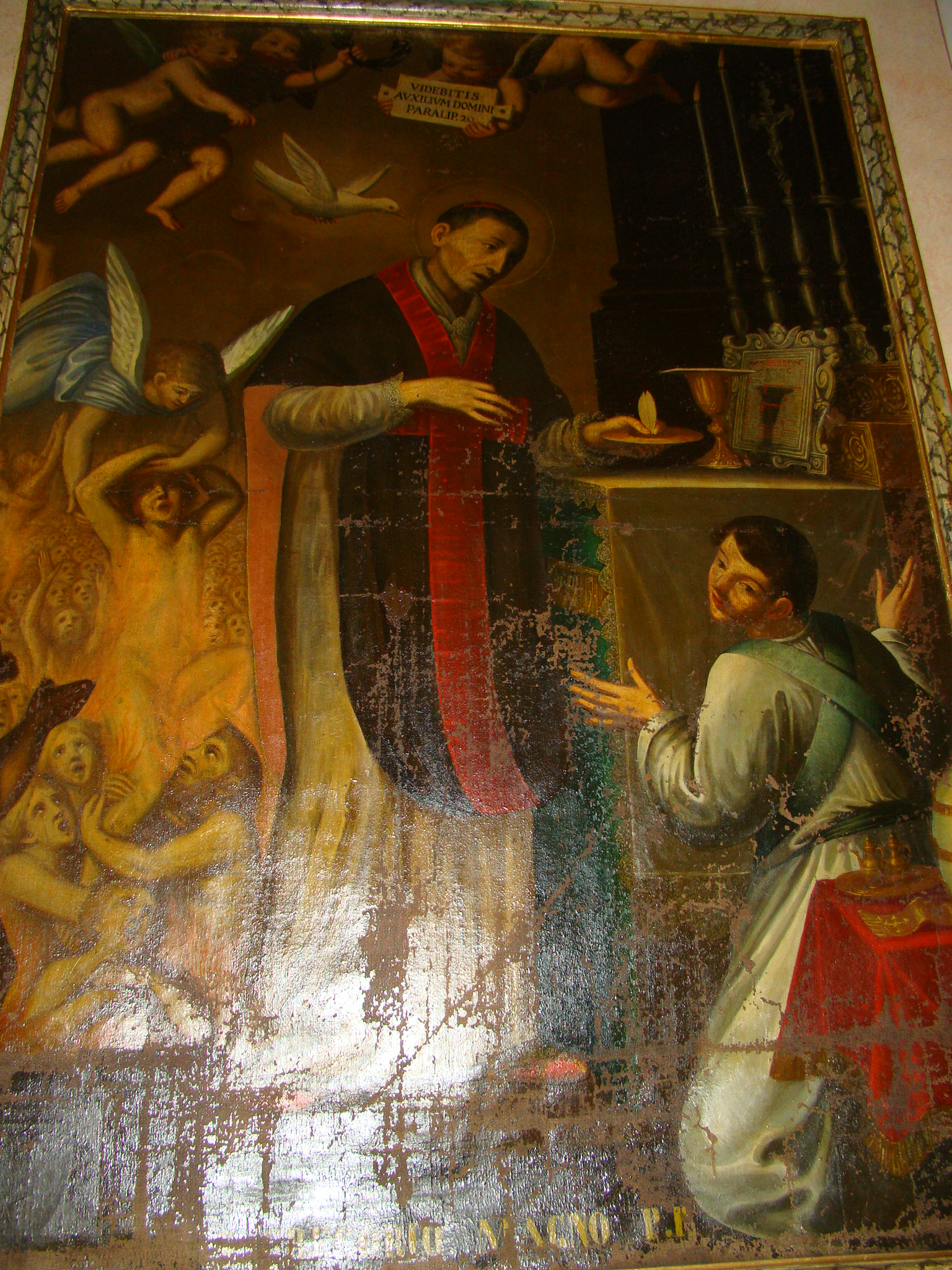
Pala di San Gregorio Magno
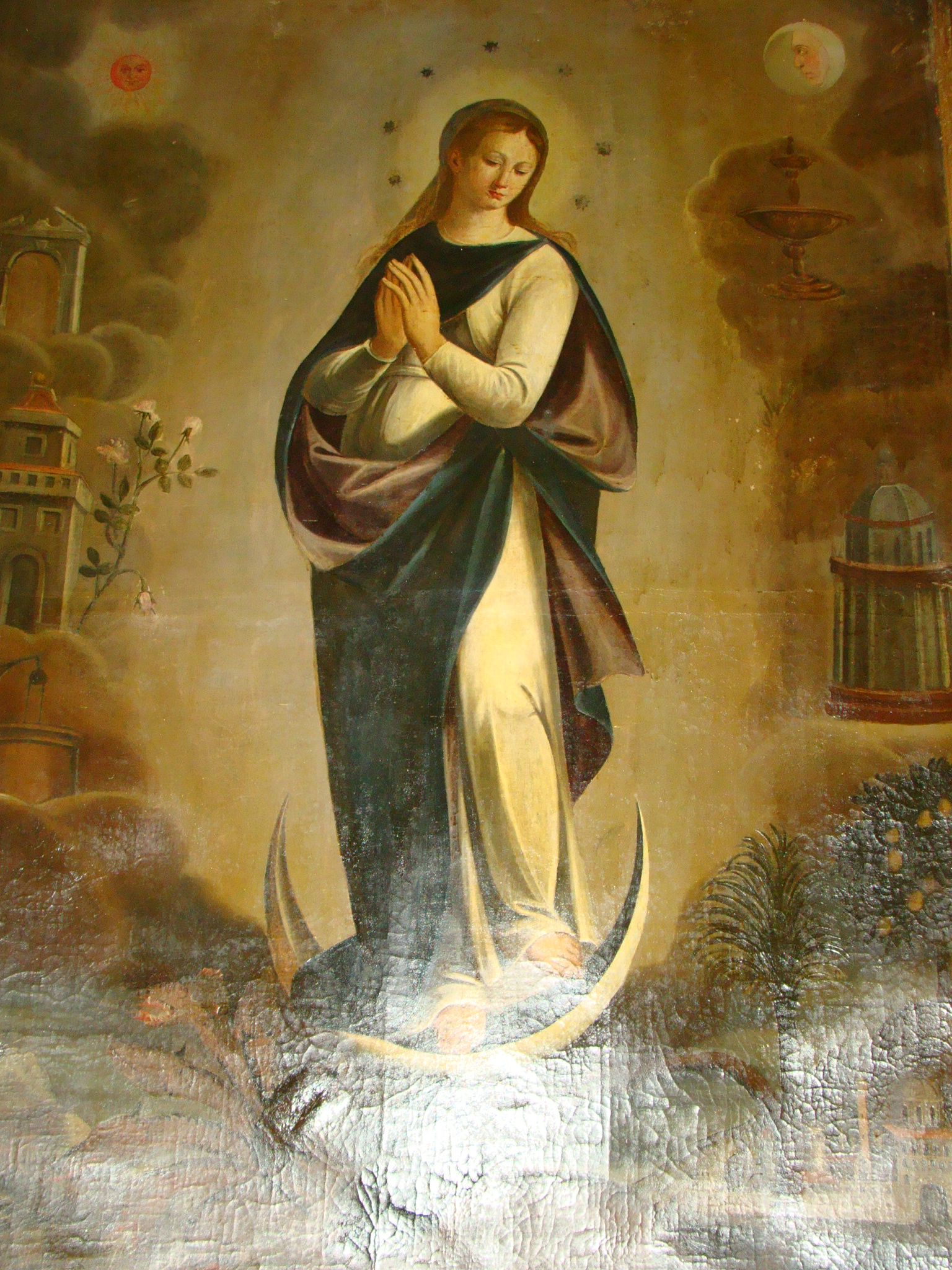
Immacolata Concezione
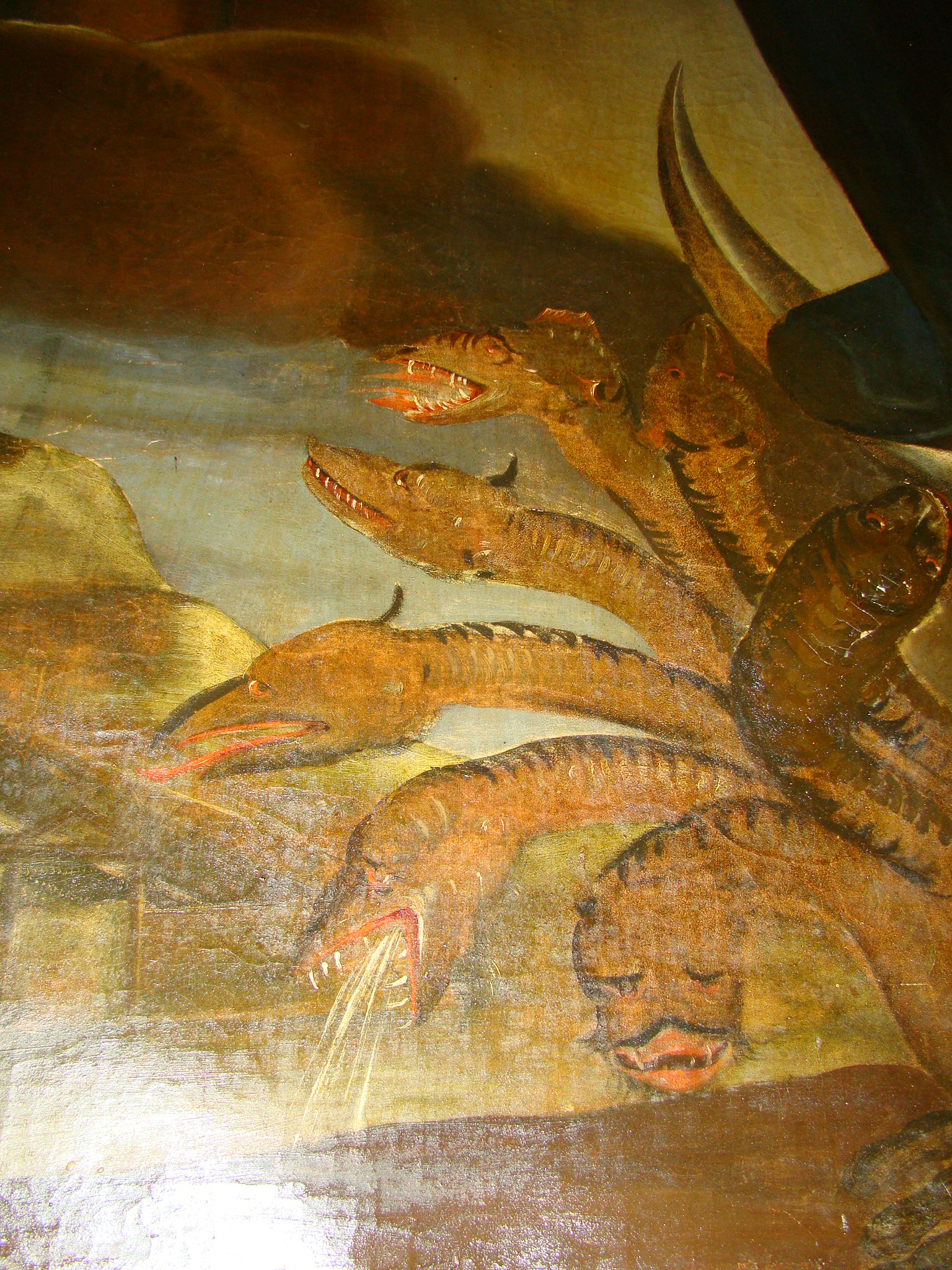
Bestia dell'Apocalisse, particolare
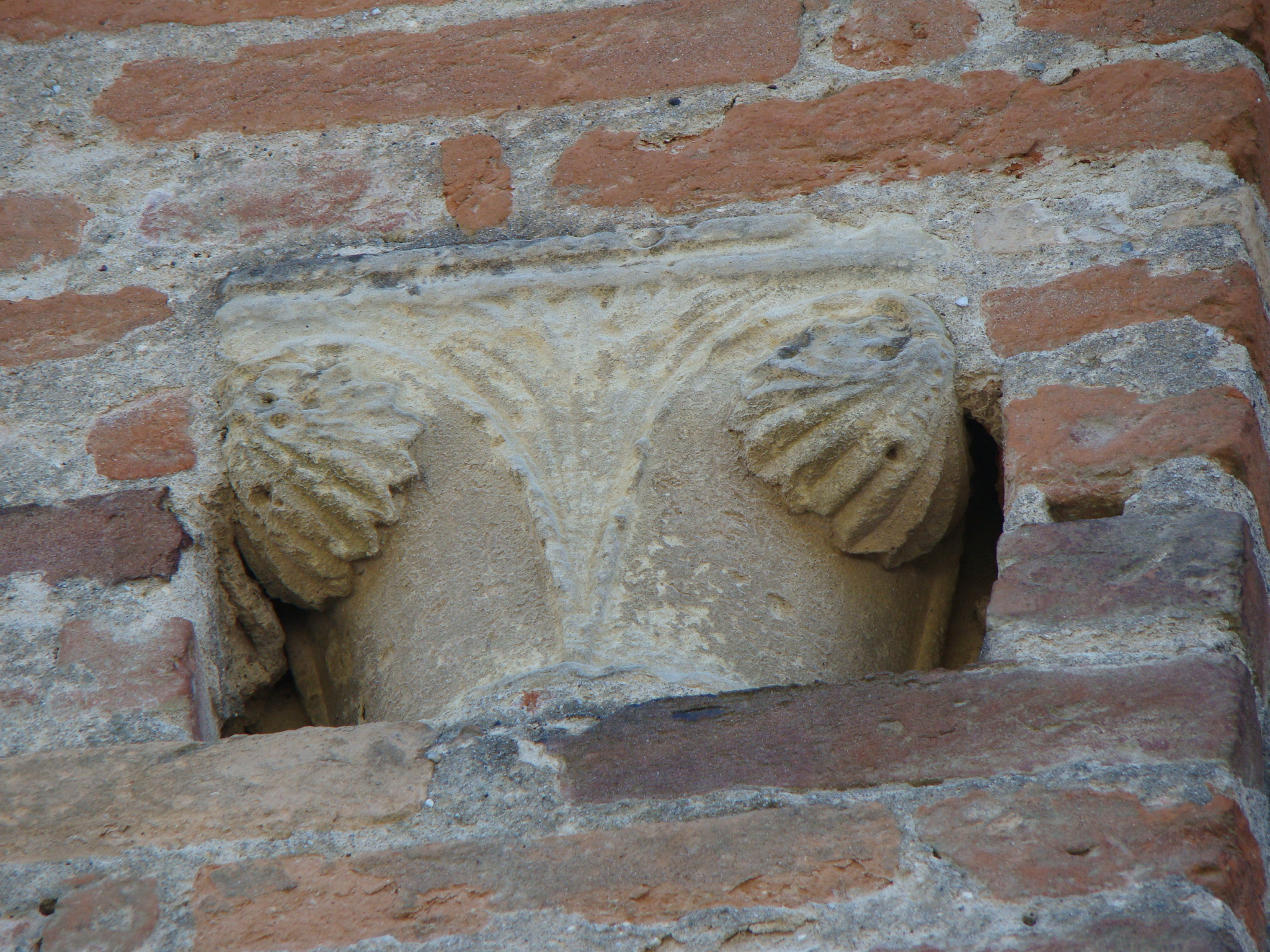
Capitello della precedente chiesa di S. Bernardino, XIII secolo.

### Chiesetta di San Giovanni Battista

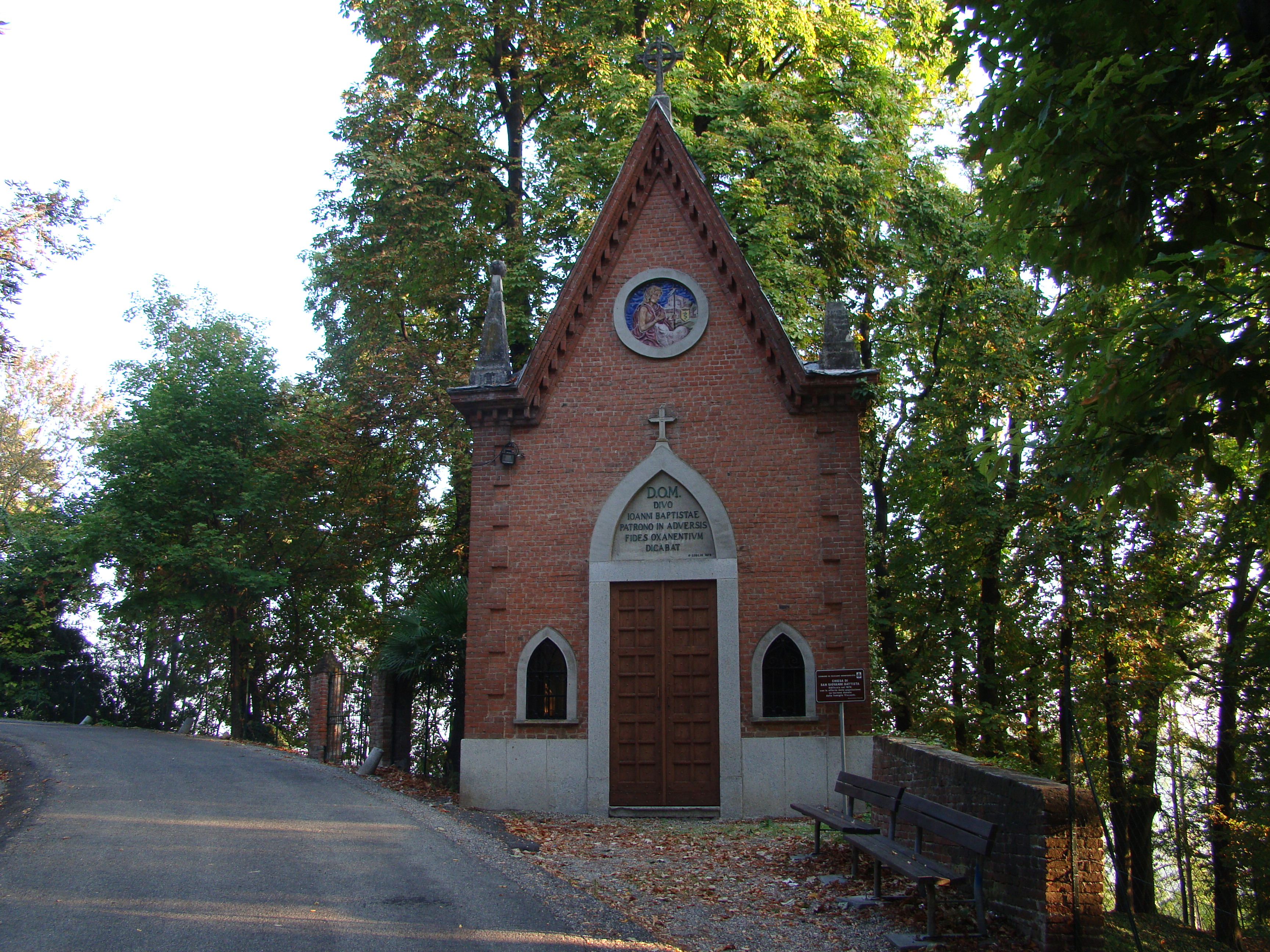
Chiesetta San Giovanni Battista
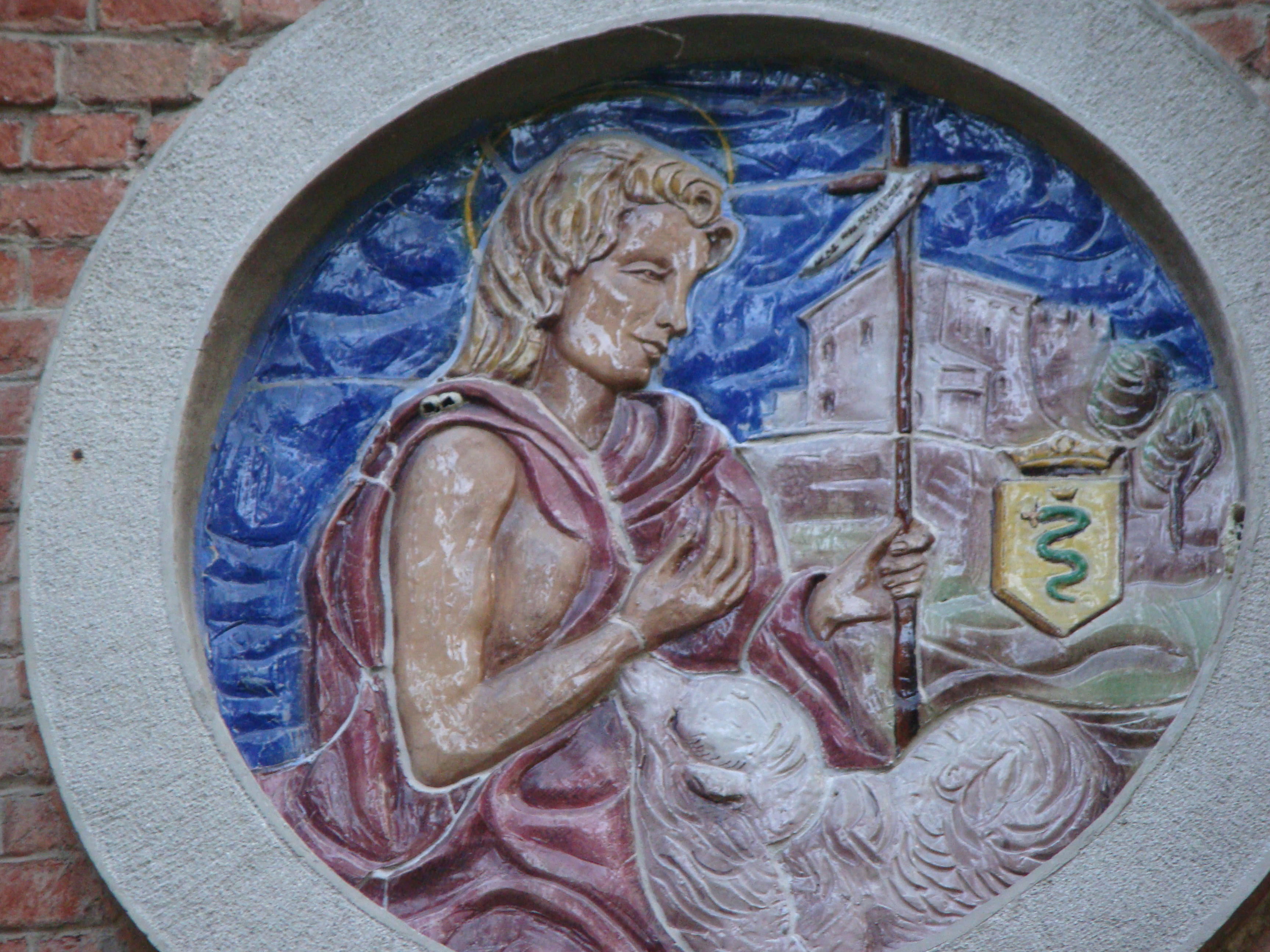
Tondo con San Giovanni

Sita in bellissima posizione, nei pressi del castello e incorniciata dal verde.
L'attuale edificio, in stile neogotico con mattone a faccia vista venne costruito nel 1878 per espresso desiderio della popolazione ozzanese, i Visconti proprietari del castello misero a disposizione il lotto di terreno mentre le offerte della popolazione coprirono le spese dell'opera.
La chiesetta è dedicata al santo patrono di Ozzano ed è per questo il luogo di celebrazione della messa serale del 24 giugno.
In facciata è murata una formella circolare con un biondo san Giovanni Battista e sullo sfondo il castello di Ozzano e lo stemma araldico con il biscione visconteo.

### Castello di Ozzano

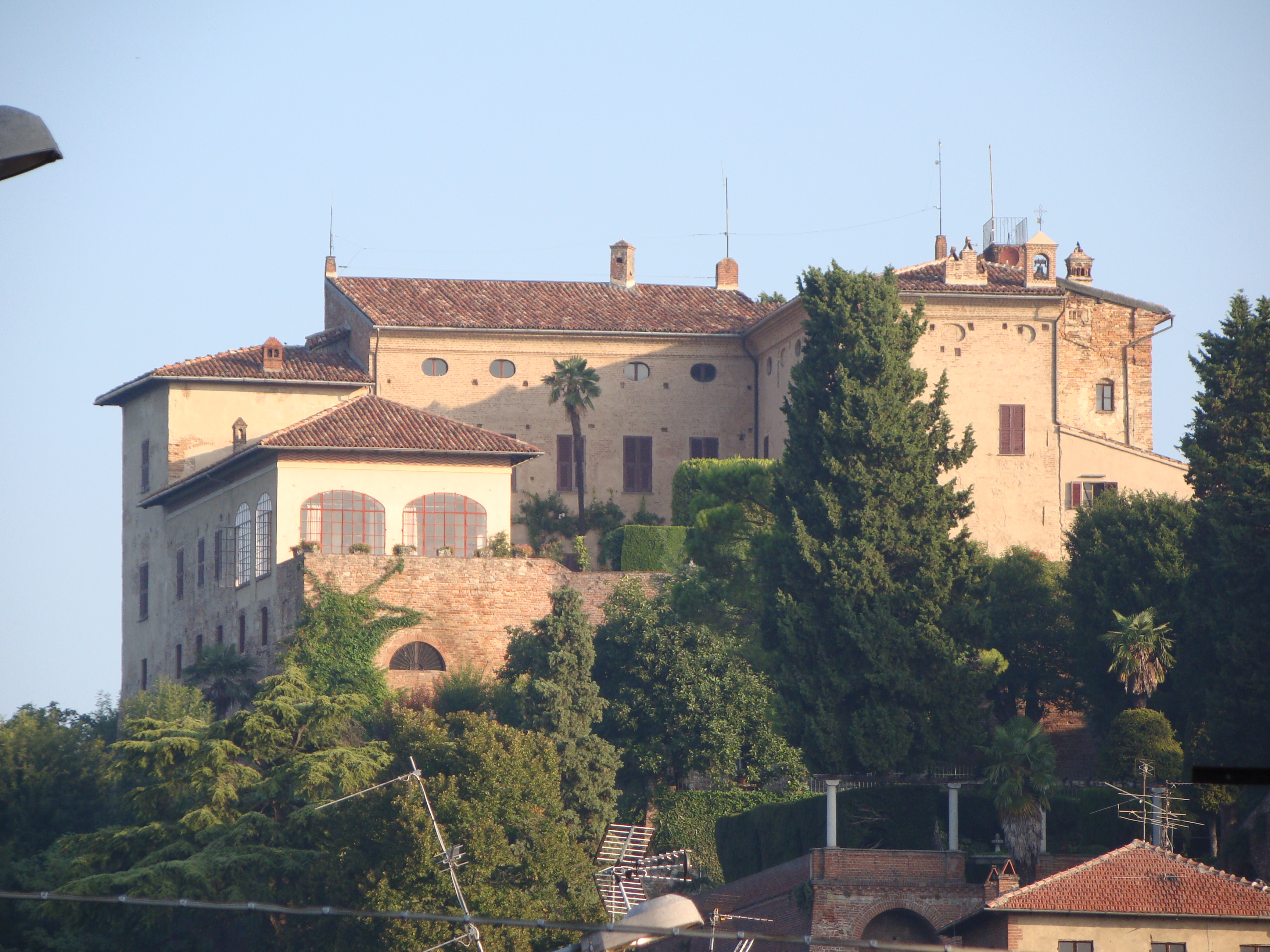
Castello
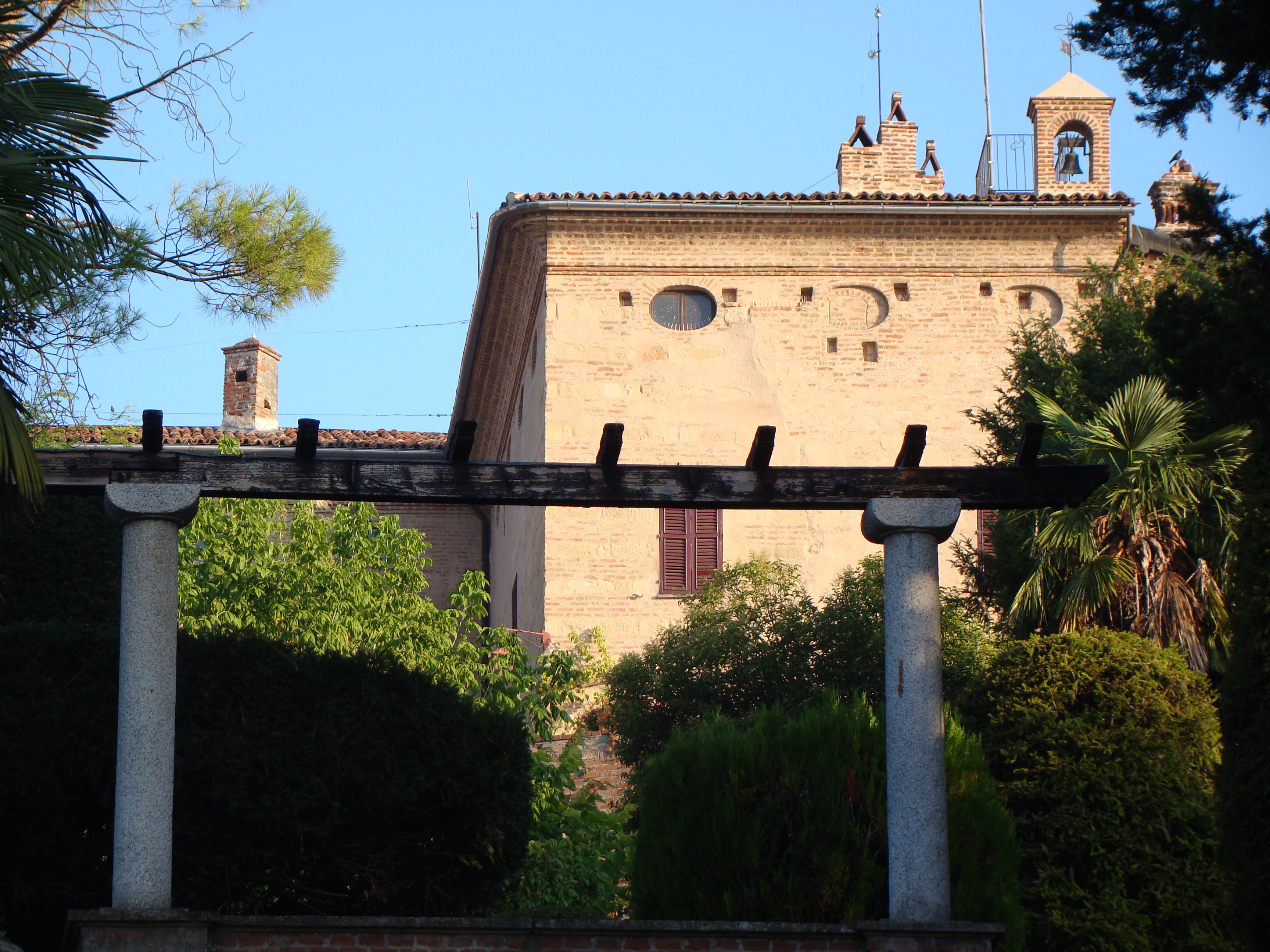
Castello: particolare
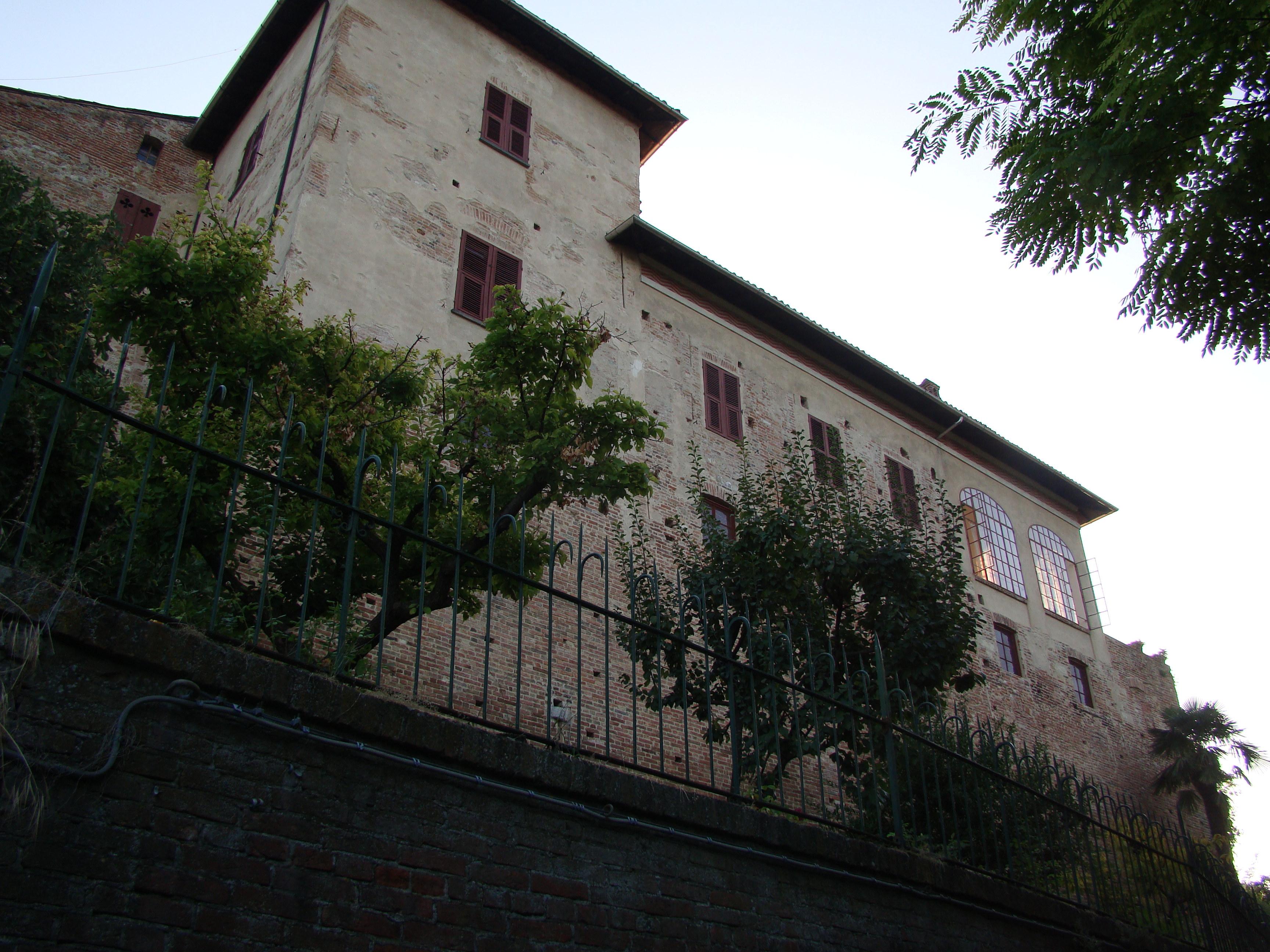
Veduta da via Rocca
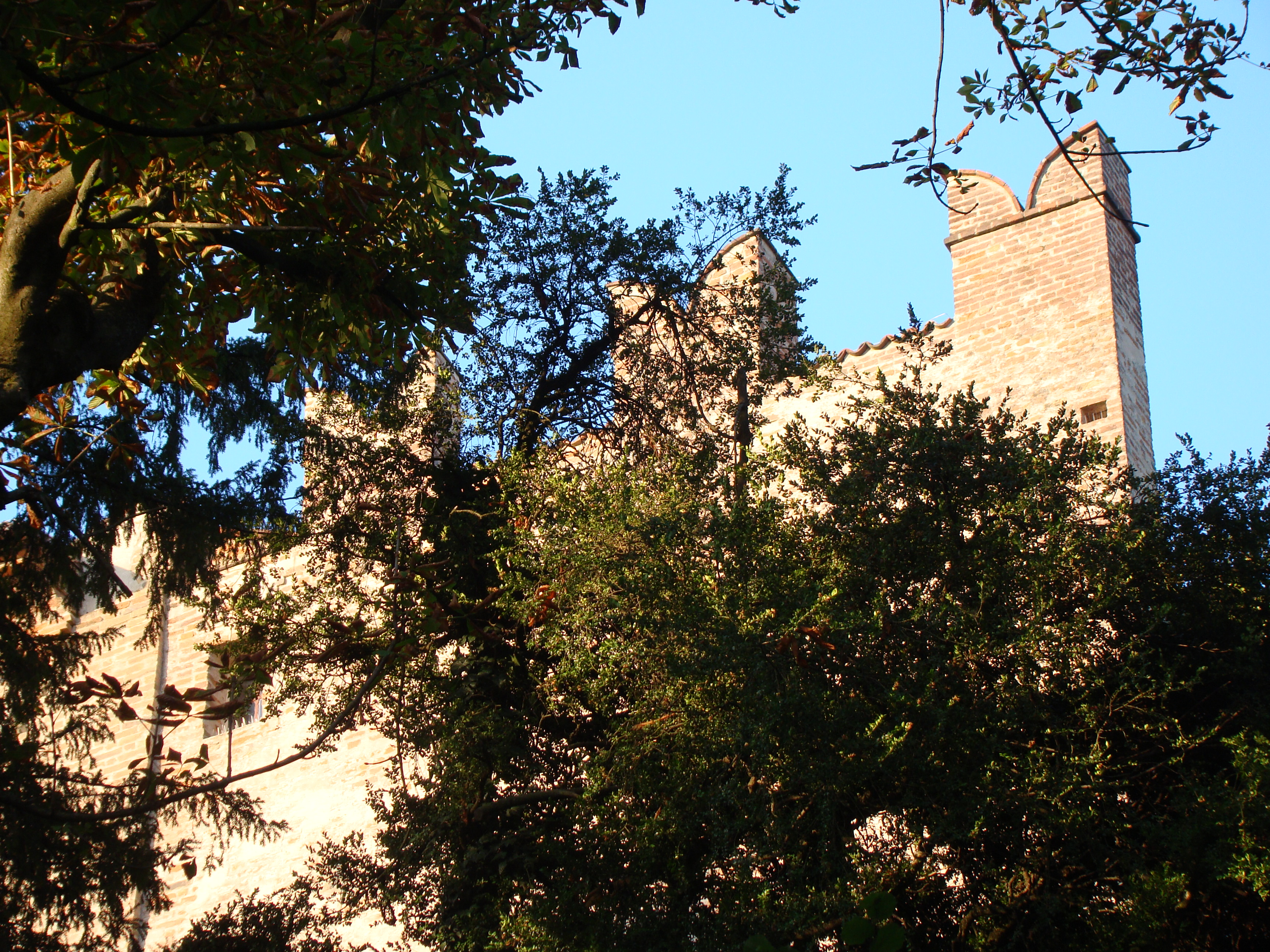
Merli bifidi
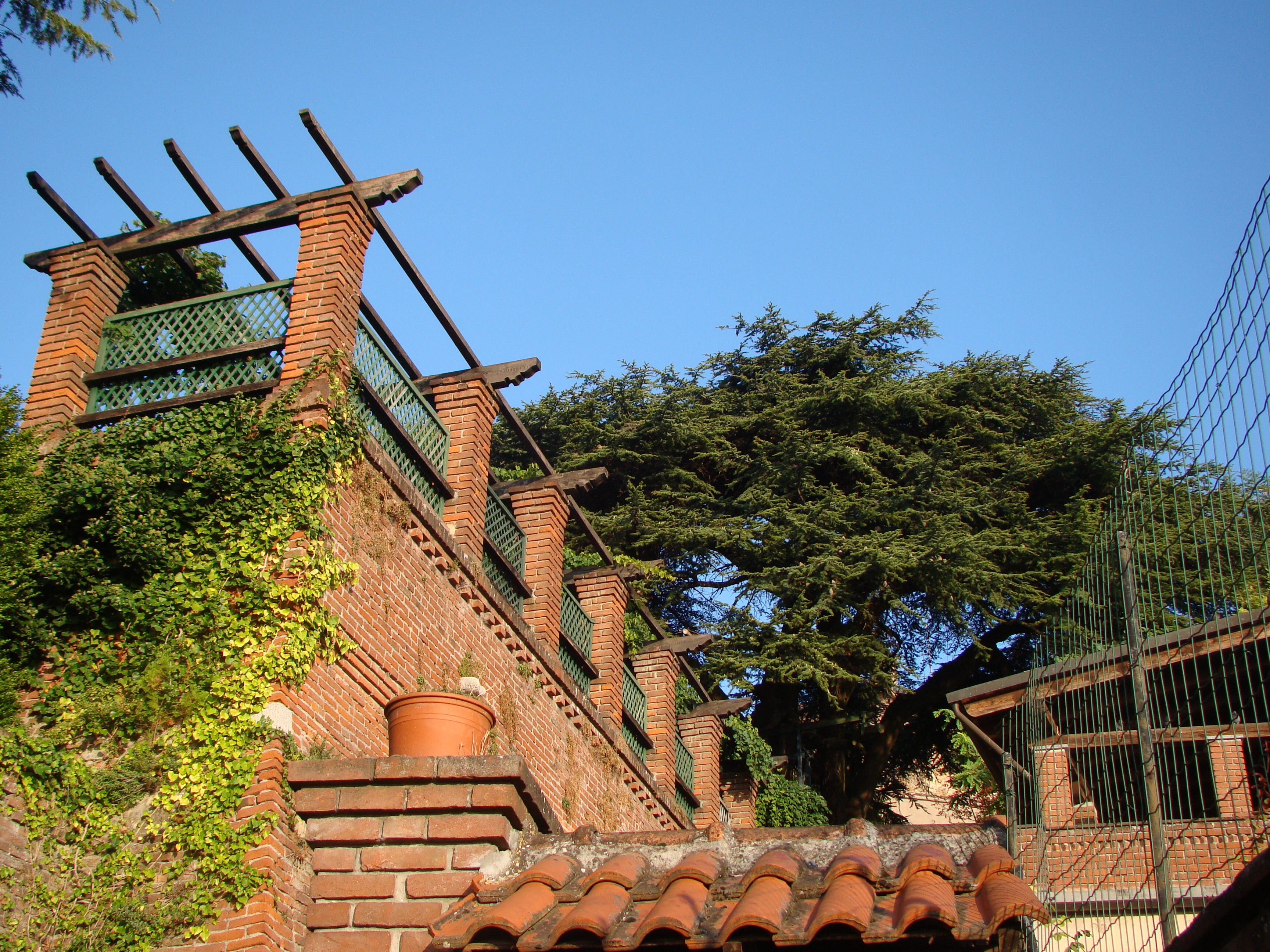
Cedro del Libano
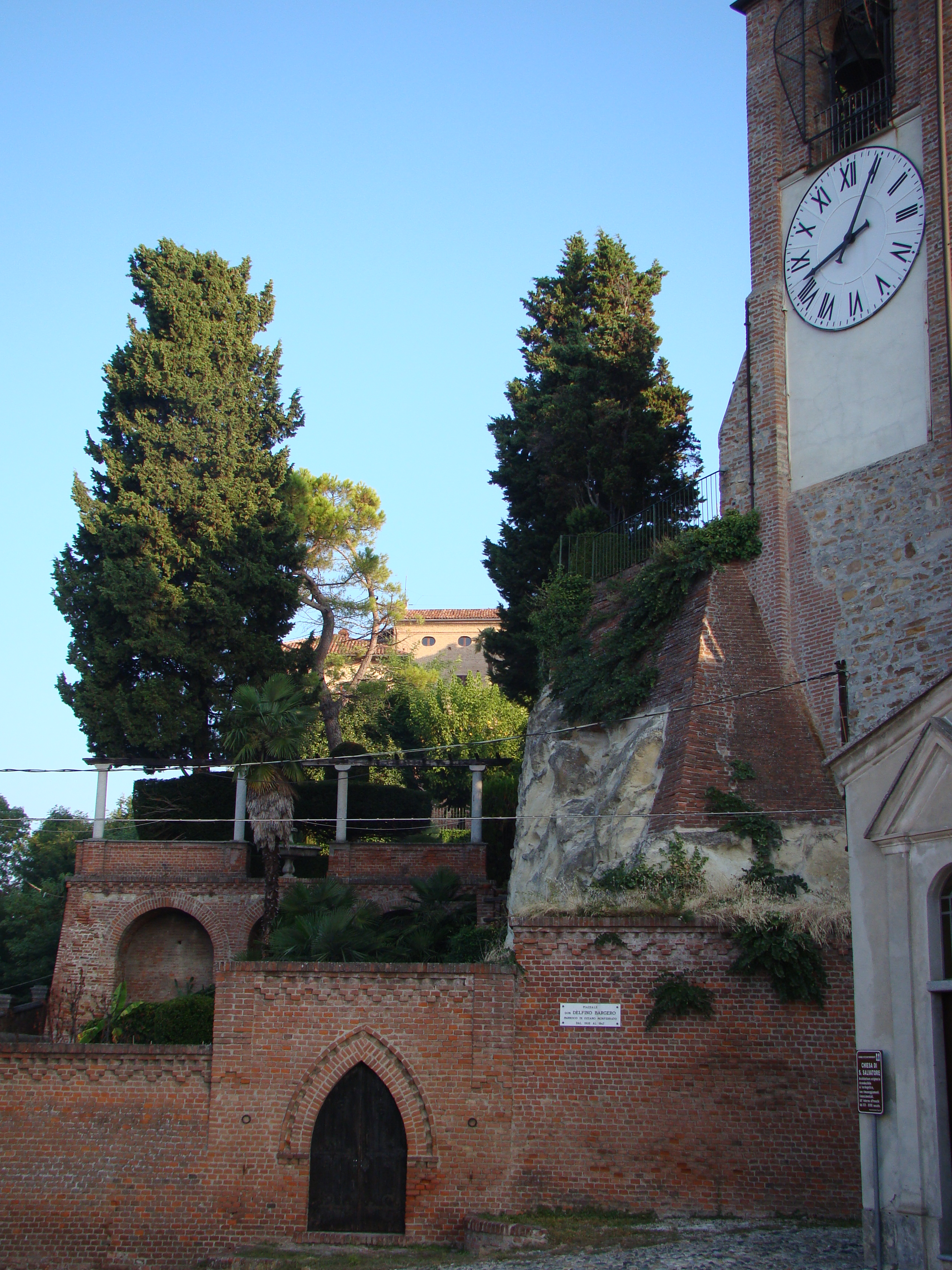
Giardini pensili

Il più antico documento disponibile è datato 1224 ed è una carta di mutuo del marchese Guglielmo VI del Monferrato (in partenza per la Terrasanta) a favore dell'imperatore Federico II dove è elencato Ozzano tra i luoghi tenuti dai vassalli marchionali (Bergonzo-Sannazzarro) e si parla di un castrum, cioè di un borgo fortificato con castello.
È probabile che l'origine del maniero sia legata alla fase dell'incastellamento che interessò l'Europa intera negli anni intorno tra l'800 e il 1000 e dettato da esigenze di difese contro le continue incursioni saracene e ungare.
L'edificio che ci appare, ad opera dei signori Gattinara-Lignana, ha nel '500 perso le sue caratteristiche difensive medioevali ed ha assunto i connotati della residenza civile di rango elevato che però come comprovano gli alti muraglioni può ancora sviluppare una forza difensiva non trascurabile.
le trasformazioni dell'edificio interessarono anche l'interno dove si conservano ancora soffitti a cassettoni.
Risulta che il pittore settecentesco Francesco Guala soggiornò presso il castello lasciando opere di carattere mitologico (Leggenda di Pigmalione e Miracolo di sant'Uberto).
Il tratto murario visibile in prossimità del cancello di accesso è quello più antico e risale al XV secolo, si tratta di una porzione di parete terminante con tre merli bifidi (a coda di rondine) e sulla quale si aprono delle finestrelle a doppia ghiera.
Il lato ovest (su via Rocca) fa intravedere la cappella gentilizia.
Percorrendo il suggestivo giro delle mura si arriva al sagrato della parrocchiale dove prospettano gli splendidi giardini pensili, ampliamento ottocentesco che in una parete tufacea ha inglobato la torre campanaria.
Il castello è oggi proprietà della famiglia Visconti ed è chiuso al pubblico, in occasione di alcune manifestazioni però viene reso accessibile il parco con i suoi giardini all'italiana, i giardini pensili e il pluricentenario cedro del Libano.

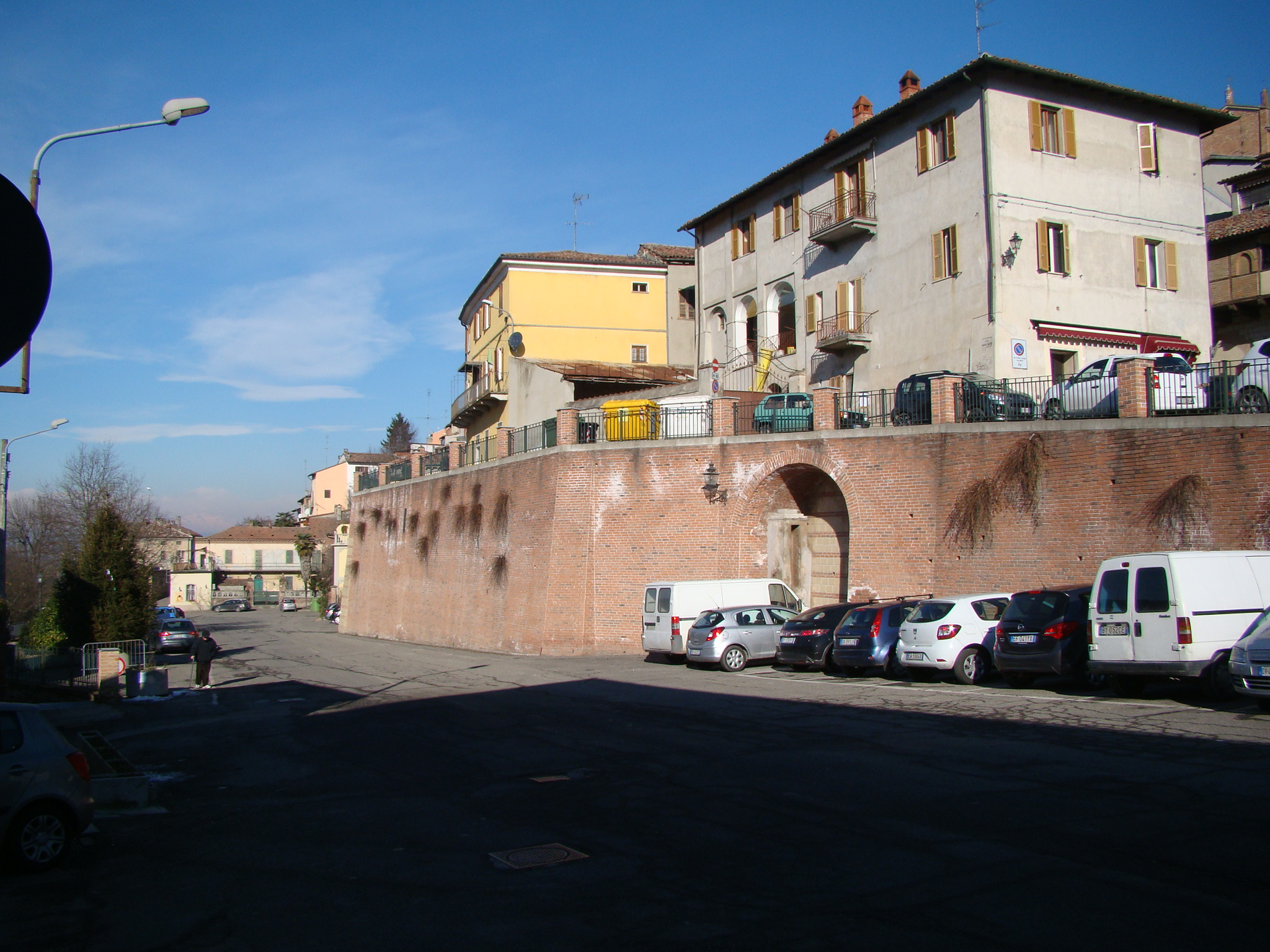
Piazza Vittorio Veneto

### Piazza Vittorio Veneto
La Piazza, come è oggi, è il frutto di un intervento del 1938.
Fino al 1894 la piazzetta San Giovanni Battista era l'unica piazza del borgo, poi a partire da tale anno venne creata la piazza a due livelli con cisterna idrica, poi smantellata nel 1938.
Durante i lavori del 1938, quando si portò la piazza su un unico livello, venne anche smantellata una torre di cortina posta a ridosso del muraglione.
Sulla piazza è il palazzo Comunale di semplice fattura con struttura di base risalente al XV secolo ampiamente modificata a partire dal XVII secolo.
Sulla facciata due lapidi ricordano il 4 novembre e i caduti ozzanesi.

### Piazza San Giovanni e Casa Bonaria Simonetti

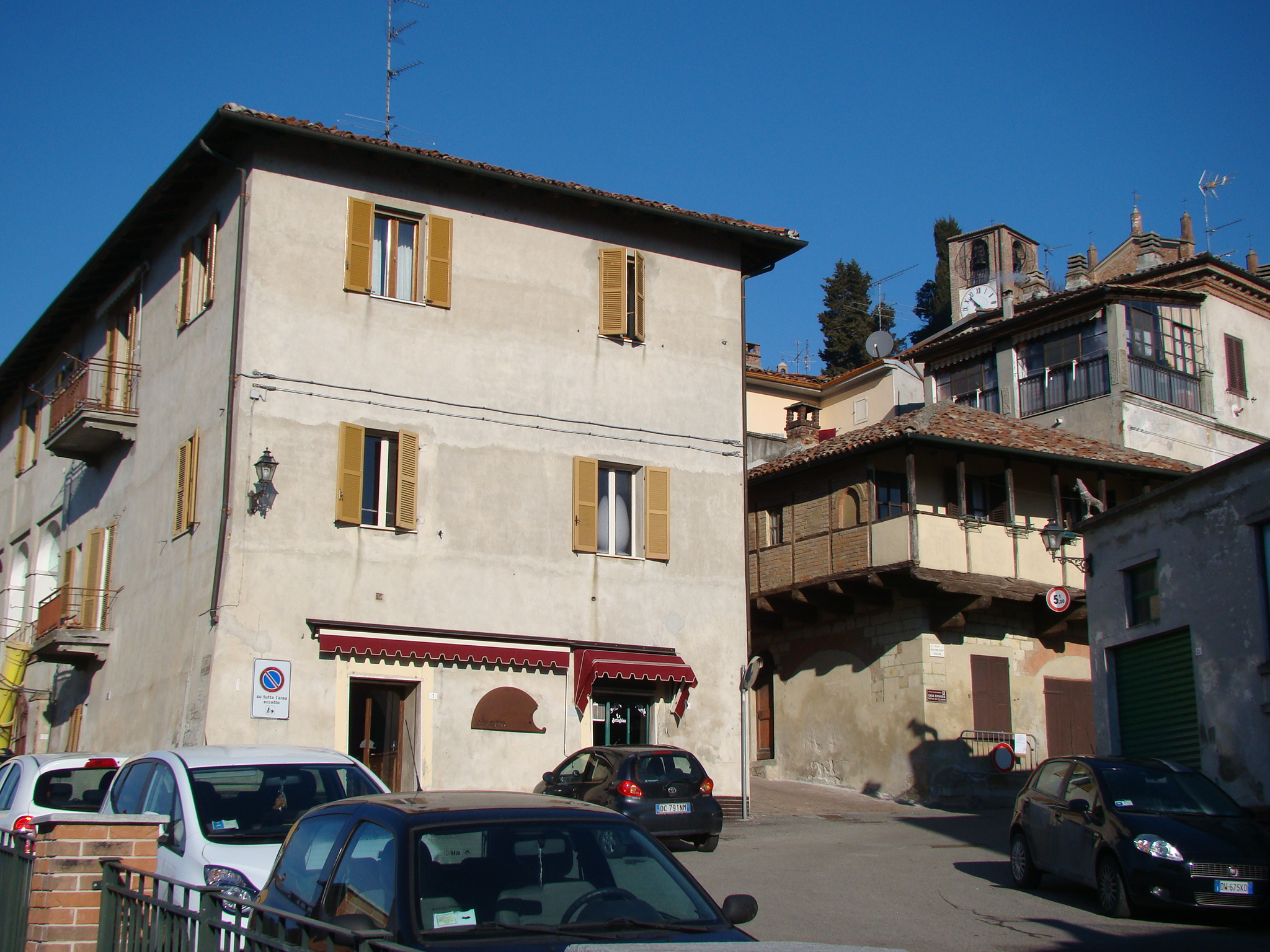
Veduta piazza

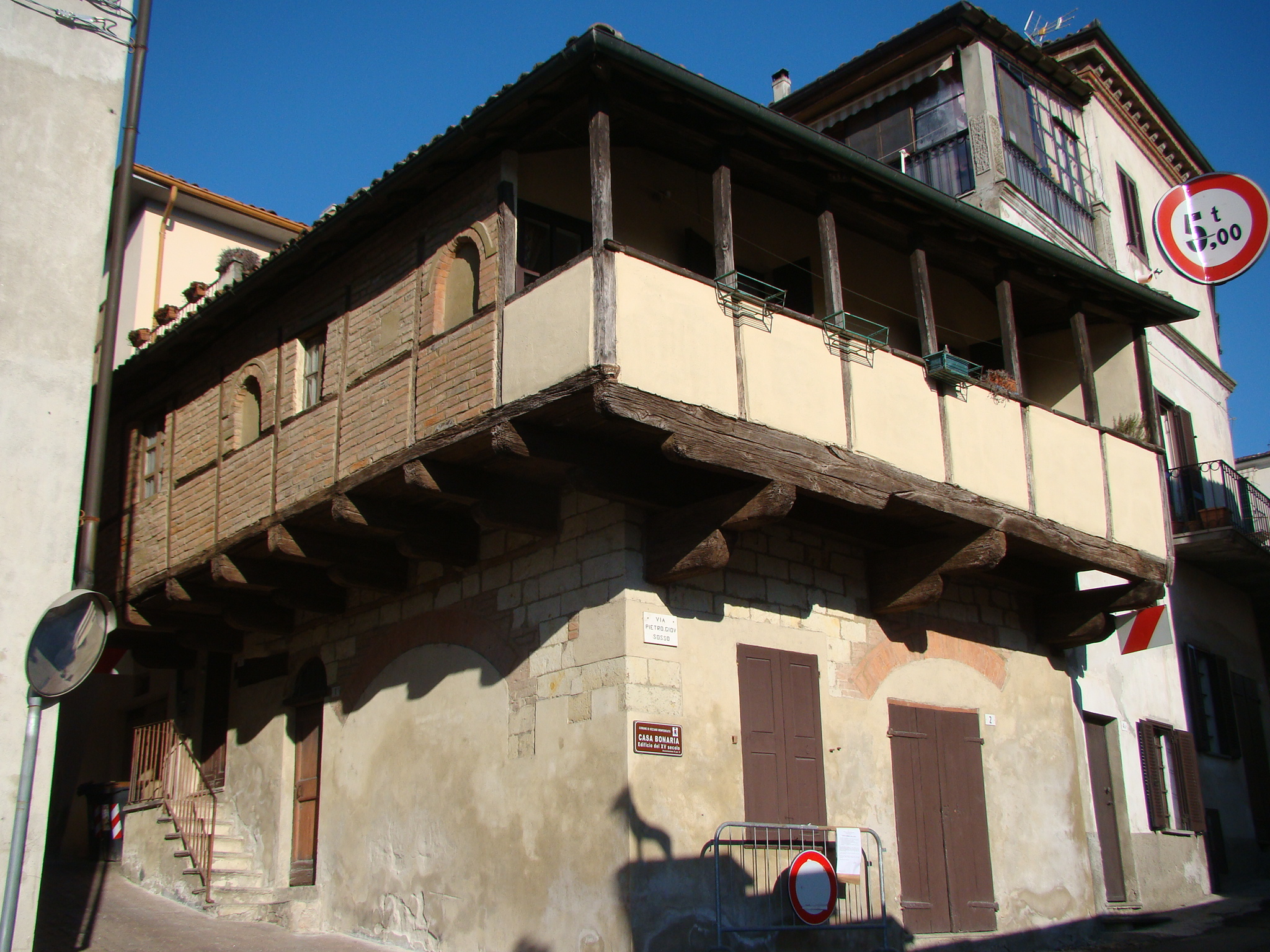
Casa Bonaria Simonetti XV secolo

La piazzetta si trova appena all'interno di quella che era la cinta muraria medioevale e per oltre otto secoli ha svolto la funzione di piazza pubblica.
Su questa piazza sono passati tutti coloro che scrissero la storia del paese, su tutti il più noto feudatario, il cardinale Mercurino Arborio di Gattinara (1521).
Qui convergono tutte le strade del centro storico, via Trento (delle Fucine), via Battisti, via Sosso e via IV novembre (Mongarano).
Sulla Piazza affaccia la casa Bonaria-Simonetti, raro esempio di architettura civile abitativa, risalente al XV secolo. Si tratta dell'edificio privato più antico del paese, con finestre ad arco acuto (gotico).
La pianta è rettangolare (8 m x 6,10 m) per un'altezza di circa 6 m. Il fabbricato si sviluppa su due piani: il piano terra costruito con blocchi di tufo locale, dove si notano due archi chiusi che lasciano supporre la presenza di un locale commerciale medioevale ed il piano primo realizzato in mattoni a vista.
Il solaio è in legno con pavimento in cotto, molto particolare è l'altana in legno, ad angolo, sorretta da grandi travi in rovere e sporgente di circa 1,30 m dal muro perimetrale.
L'edificio ha subito due restauri nel 1973 e nel 2000.
Sulla piazza prospetta anche l'edificio di origine seicentesca, anticamente sede della municipalità dove si fa notare il loggiato a tre arcate visibile da via Trento.
Sulla facciata dell'edificio che divide via Sosso da via IV Novembre è una stampa raffigurante il santo patrono Giovanni Battista.
L'originale, reinterpretazione dall'analoga opera di Tiziano conservata alle Gallerie dell'Accademia di Venezia è visibile in Municipio ed è stato eseguito dal pittore Gianfranco Bonaria.

### Via Battisti e via Rocca

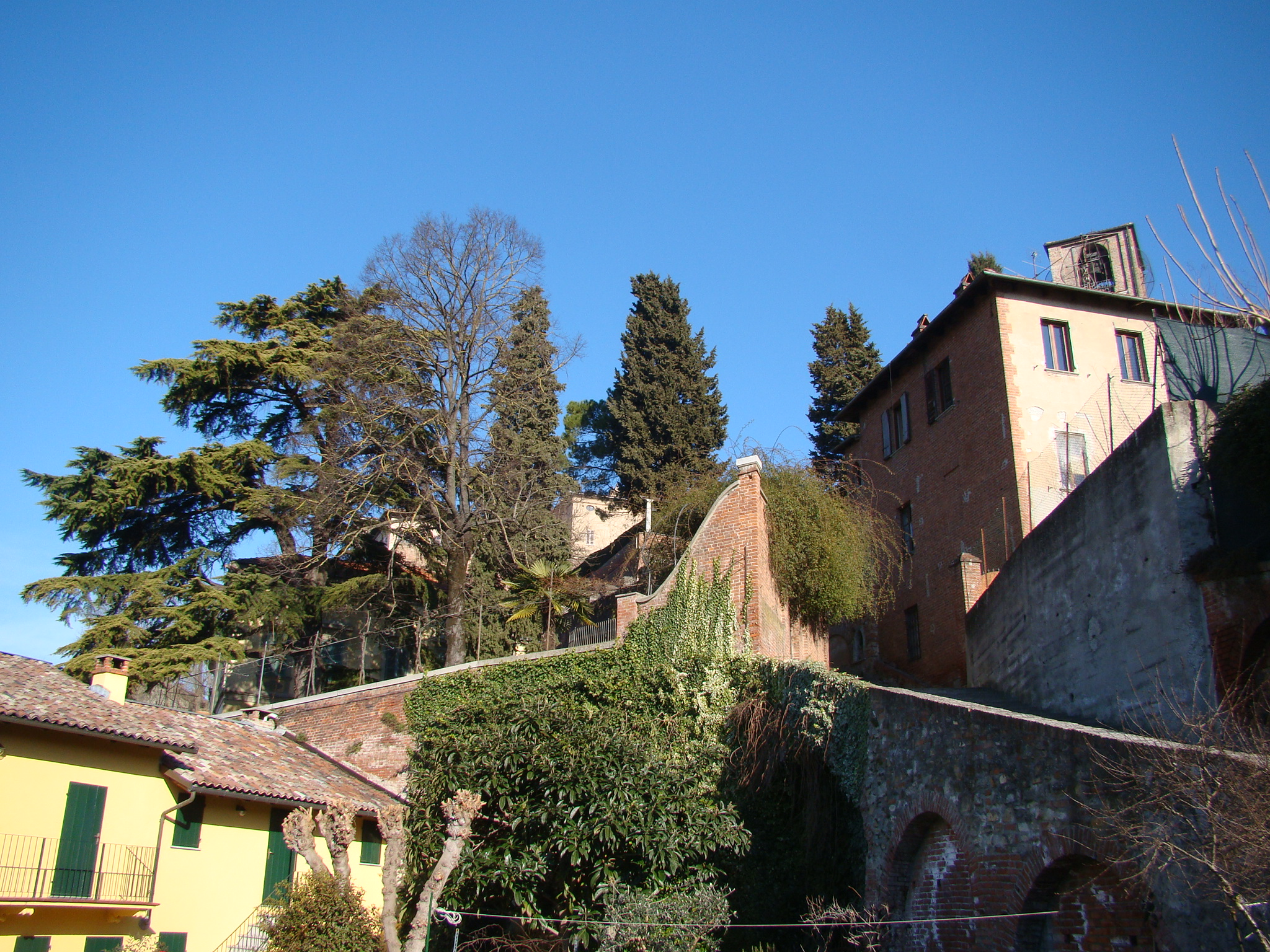
Via Battisti

Le vie Battisti e Rocca sono particolarmente pregevoli per gli scorci medioevali che offrono.
Salendo dalla Casa Bonaria-Simonetti, lungo la via Battisti, si va verso la parte alta del centro storico, prima dell'inizio della lunga scalinata, sulla sinistra è uno slargo, tipico esempio di architettura rurale residenziale, con basse case costruite a semicerchio intorno al cortile comune e al pozzo per l'approvvigionamento idrico.
Sopra l'alto muro è il parco di villa Braccio (accesso a metà scalinata) mentre salendo ancora, a destra della scalinata la facciata dell'ex oratorio in laterizio a faccia vista.
Giunti alla cima della scalinata, la strada prosegue sterrata sotto le mura del castello cambiando denominazione e divenendo "Via Rocca", prima di imboccare via Rocca è possibile girare a destra ed entrare nel sagrato della parrocchiale.
Percorrendo invece la via Rocca si hanno delle belle visuali sul castello e sul suo parco.
Sulla sinistra della via Rocca si incontra anche l'imbocco del piccolo sentiero denominato "vicolo dei Battuti" che collega la "Rocca" alla ex via delle Fucine.
Il vicolo dei Battuti è legato all'oratorio invernale, oramai andato perduto, della Compagnia dei Disciplinanti.

### Belvedere di largo Pellegano
Punto panoramico sulla vallata del "Lavello" e nelle giornate limpide sull'arco alpino. Il largo è incrocio di quattro strade del centro (via Sosso, via Piave, via Trento e via Diaz).

### Tratto di mura e torre di cortina in Via Bianco

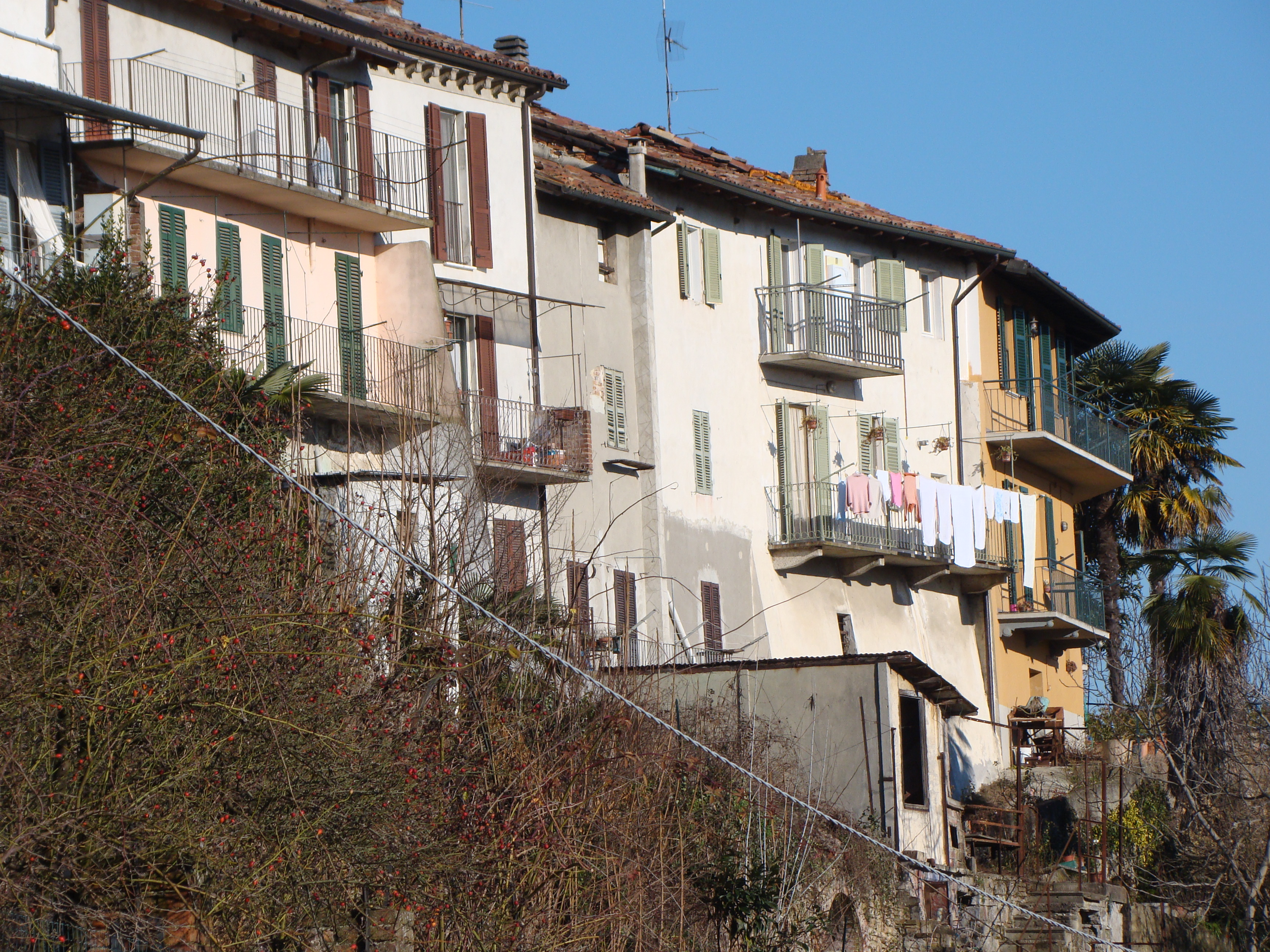
Via IV Novembre ripercorre il tracciato delle antiche mura

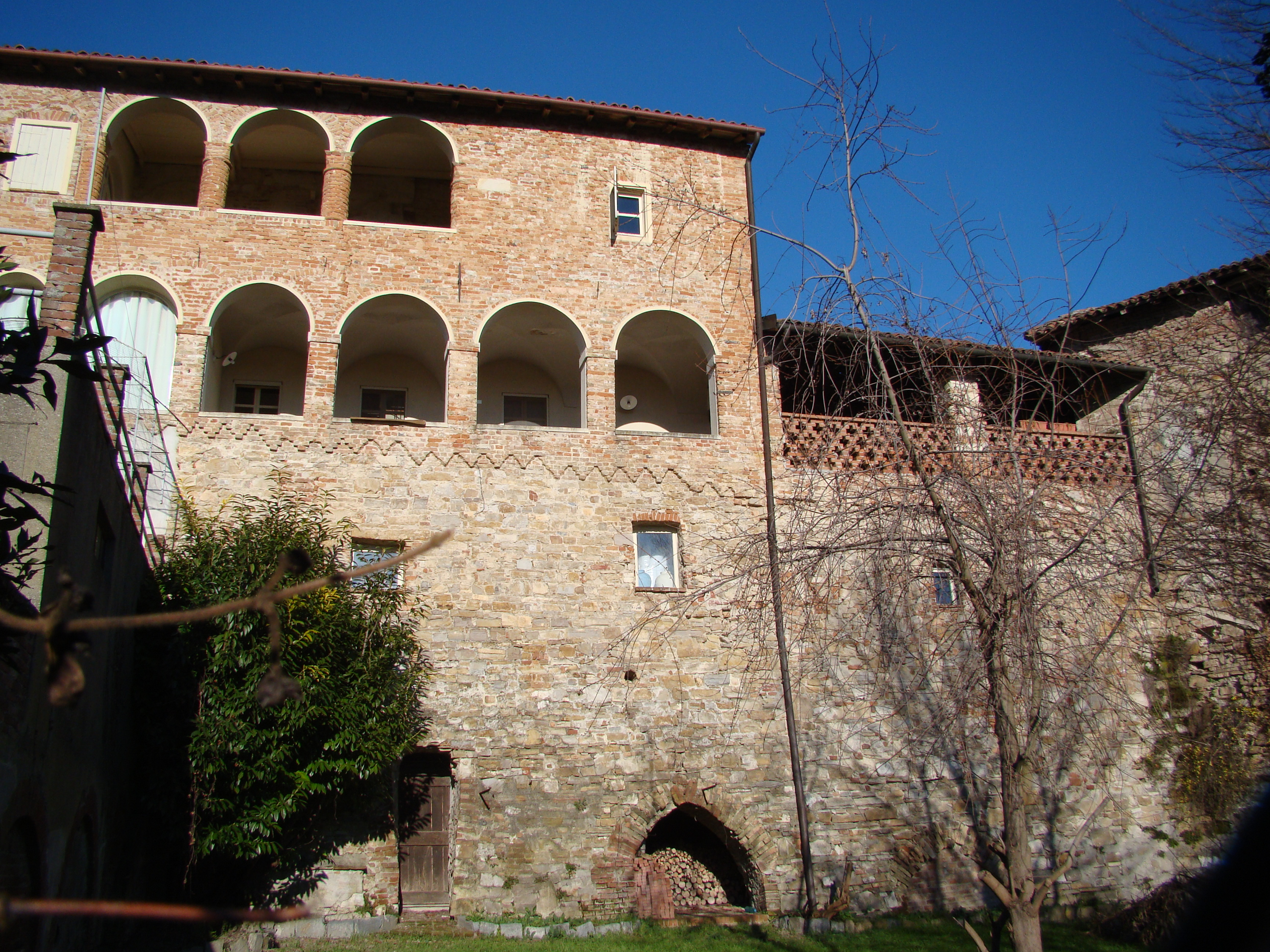
Tratto antiche mura su via G. Bianco

Via Giovanni Bianco prende il nome dall'ozzanese Giovanni Bianco Cerchietto, che nel 1494 donò con testamento tutti i suoi beni al comune al fine di costituire un fondo a favore dei poveri locali.
L'Opera Pia Bianco rimase attiva fino al XIX secolo.
Le antiche mura delle quali restano tracce, furono realizzate in laterizio, con decorazioni a scaletta al fine di circondare il borgo passando per via IV Novembre e per via Trento.
L'accesso al borgo avveniva in piazza San Giovanni attraverso una porta delimitata da due torri di cortina.
Oggi, nel primo tratto della discesa di Via Giovanni Bianco si può ancora osservare un tratto della vecchia muratura di cortina e di una delle due torri a guardia dell'accesso al borgo.
A ben guardare infatti un pregevole edificio in laterizio a faccia vista, caratterizzato da un bel loggiato con archi a tutto sesto su colonne (XVI secolo) utilizza come base un tratto della vecchia cinta muraria dove sono ancora visibili le decorazione a scaletta dei mattoni.
Subito dopo l'edificio è la torre di cortina a base quadrata.
Scendendo per la via Bianco (nel medioevo via di accesso al borgo) si noteranno i bei giardini della casa Barbano, la facciata sul retro di palazzo Squassi e poi la fila di case che seguono il tracciato delle vecchie mura di via Mongarano.

### Palazzi, ville e parchi del centro storico

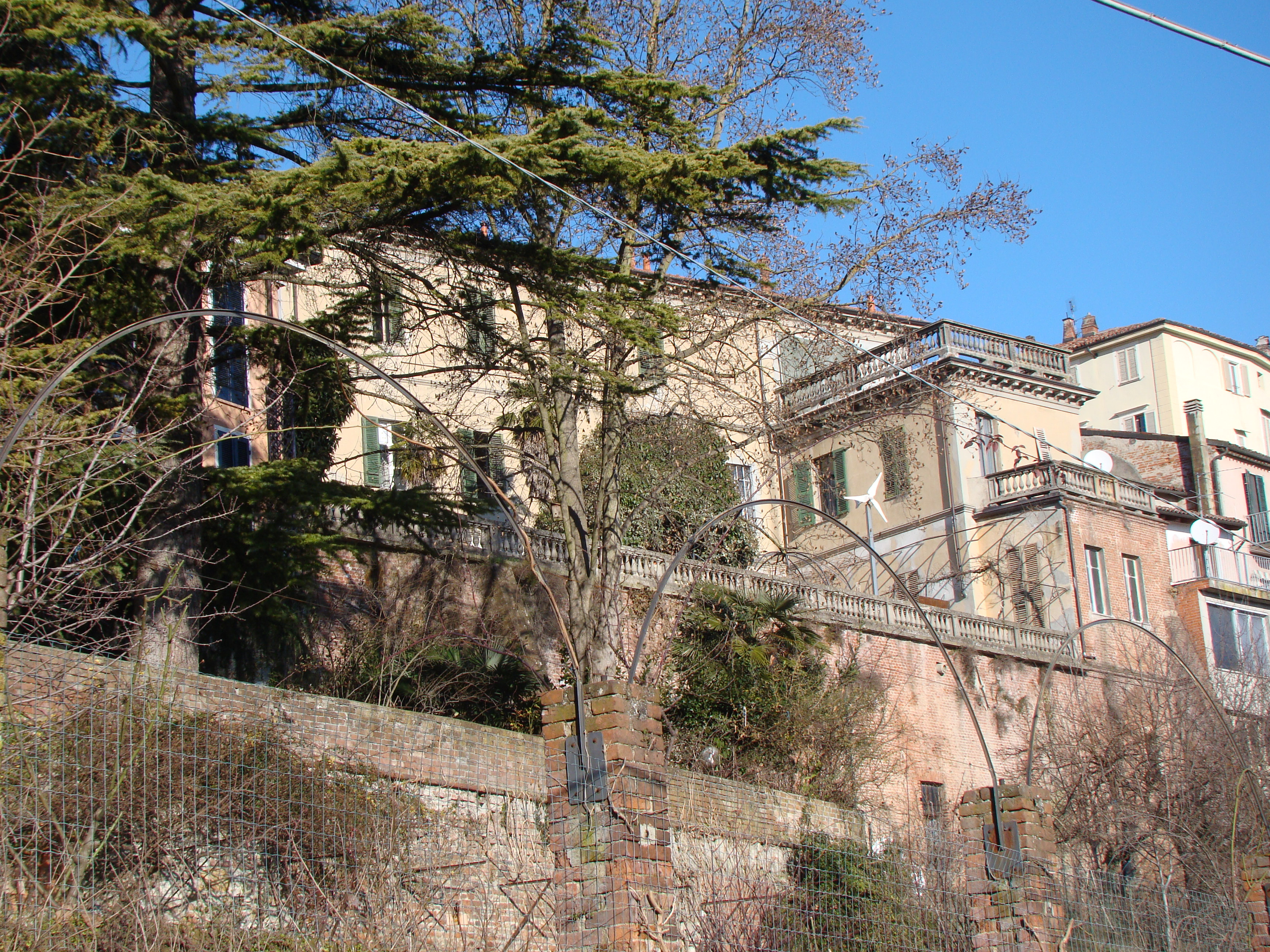
Palazzo Squassi

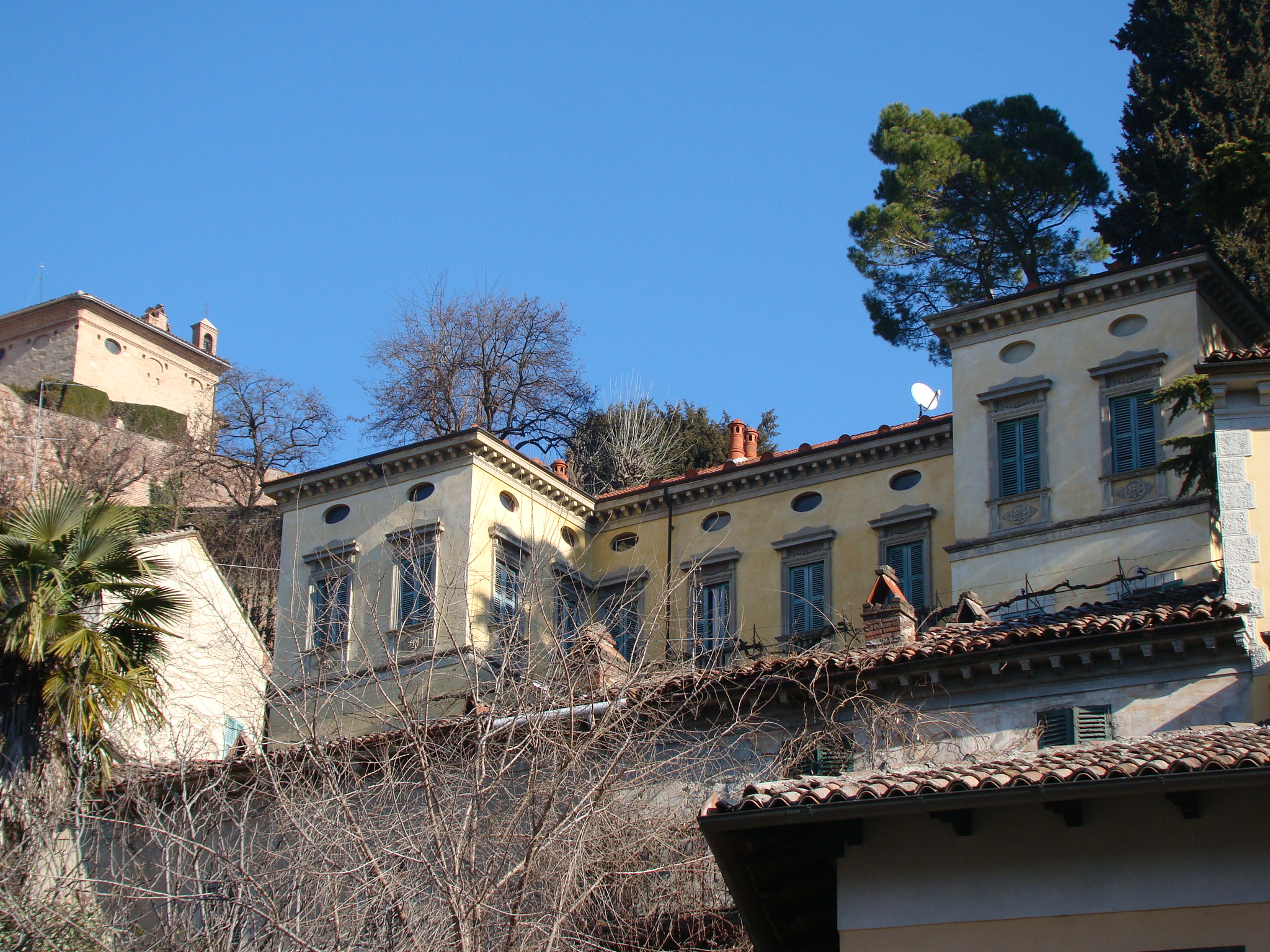
Villa Braccio

Particolarità del borgo sono le molte abitazioni e ville di pregio architettonico, perlopiù dotate anche di notevoli parchi, esse, nella loro conformazione attuale, risalgono perlopiù all'Ottocento e denunciano la funzione residenziale di rango che all'epoca aveva evidentemente il paese. In Via IV novembre, strada che ripercorre l'antico tracciato delle mura, è la Casa "Barbano", con splendidi giardini aperti e visitabili in occasioni di varie manifestazioni, subito dopo è il palazzo Squassi, quasi un palazzo di città in un contesto di piccolo centro, l'edificio presenta un grande scalone con volta affrescata, e se visto da Via Bianco, imponenti terrazzamenti in cotto. Con accesso da via Battisti è, immersa nel suo parco, la ottocentesca Villa Braccio, ben visibile dalla Piazza Vittorio Veneto e poi in via Sosso, con ampio parco e bei giardini pertinenziali è la casa "Massa" ex Calleri dove, immersa nel parco è anche una struttura ricettiva. Infine in via Santa Maria, vi è una villa Liberty.

### Chiesa di San Giuseppe in zona "Lavello"

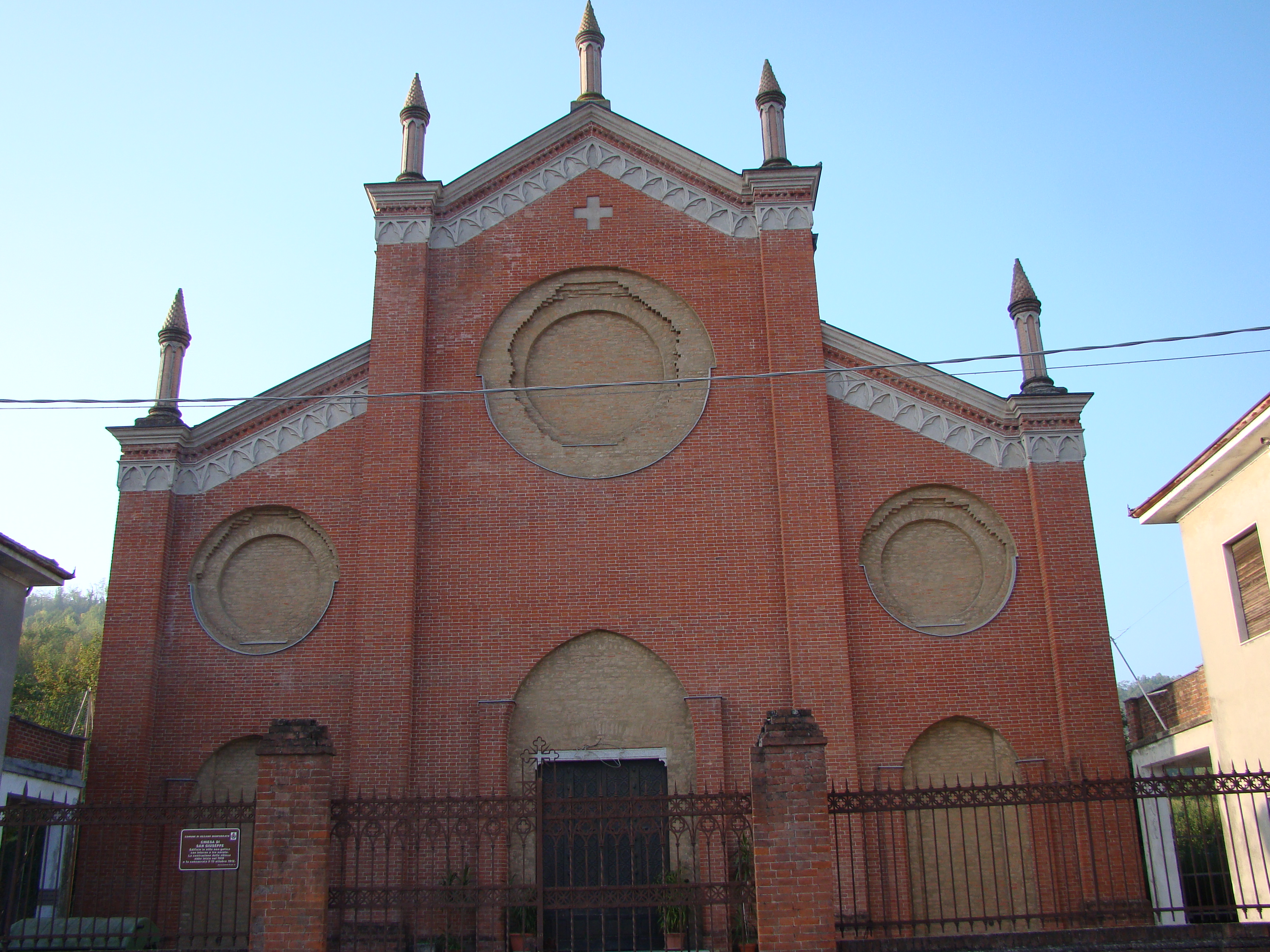
Facciata
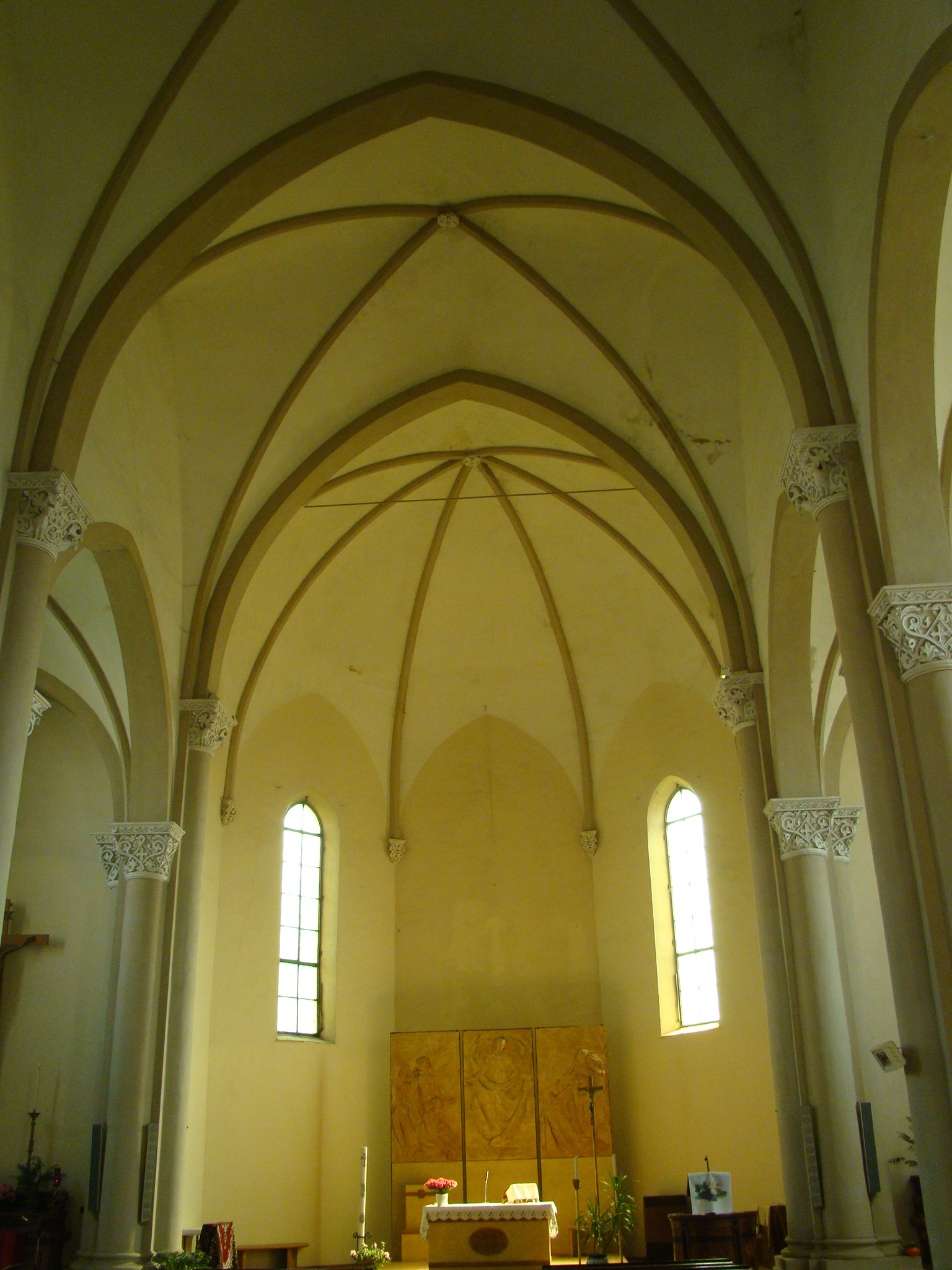
Interno San Giuseppe
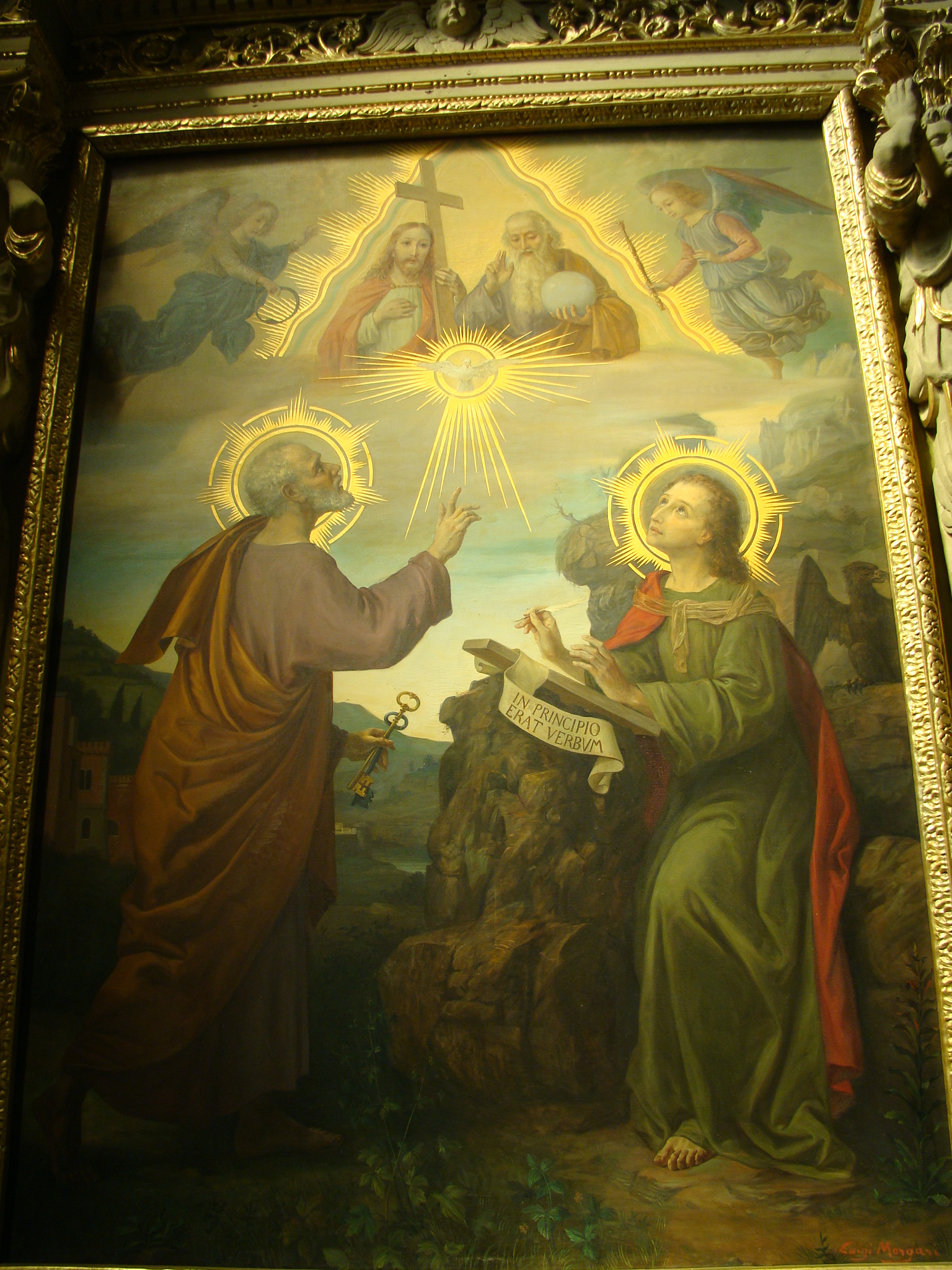
Pala Morgari
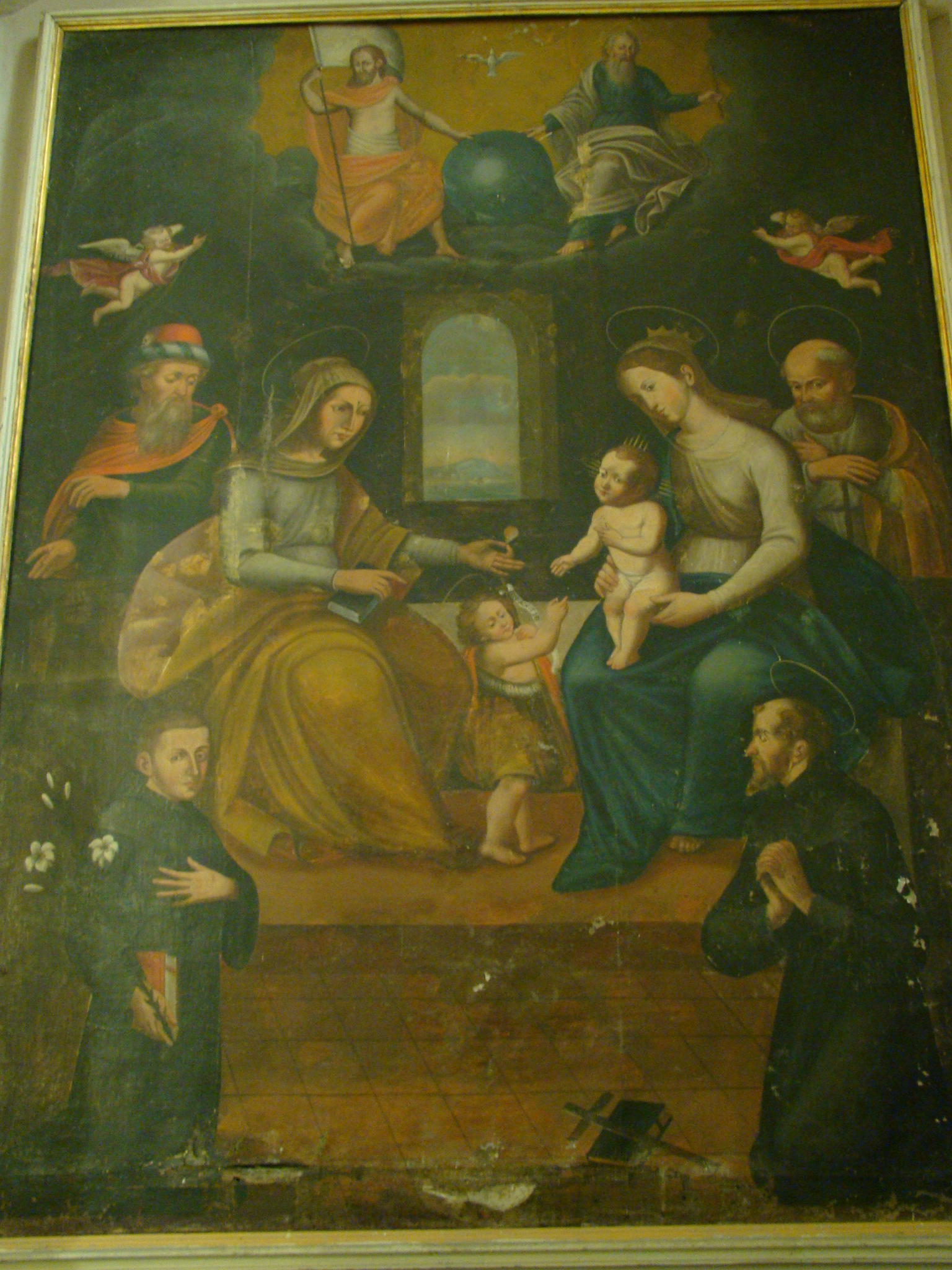
Pala controfacciata

Sul finire del XIX secolo grazie a due lasciti in denaro dei fratelli Pietro e Giovanni Sosso, pionieri dell'industria cementizia, vincolati alla realizzazione di una chiesa nel quartiere "Lavello" il Vescovo diede incarico all'Ingegner Alzona di progettazione della chiesa.
I lavori iniziarono nel 1910 e il 13 ottobre 1912 la chiesa così come ci appare oggi venne consacrata.
La facciata in paramano risulta incompiuta nei tre rosoni e nei due portali laterali mai realizzati.
L'edificio è in stile neogotico a tre navate largo 21,00 m e lungo 25.
L'abside semicircolare di chiusura della navata centrale è costruita in pietra da cantone e doveva essere provvisoria in quanto si prevedeva di procedere con la realizzazione del progetto e di portare così la navata alla lunghezza prevista di 40 metri.
L'interno è diviso dalle sei colonne a fascio con capitello neobizantino.
All'interno è un'interessante Via Crucis in olografia da originale di Luigi Morgari.
Dietro l'altare è un elegante trittico in terracotta di Giovanni Bonardi (2004).
Le navate laterali sono chiuse da altari in cemento su cui sono poste statue di San Giuseppe e della Madonna.
Interessanti due tele in controfacciata in corrispondenza dei mai aperti altari laterali, l'una in bella cornice lignea, è di Luigi Morgari e rappresenta la Trinità con i santi Pietro e Giovanni. L'altra, ben più antica e interessante rappresenta la Trinità nel registro superiore, la famiglia del Battista che va a trovare quella di Gesù nel registro mediano e santi nel registro inferiore.

## Altri punti di interesse in località "Lavello"

### Piazza della stazione
Unica piazza del "Lavello" aperta verso la ex statale Casale-Asti è dominata dall'edificio della ex stazione ferroviaria e al centro presenta il monumento del 1913 dedicato al caporal maggiore degli alpini Beniamino Ferraris, medaglia di bronzo al valor militare, caduto in terra di Libia : l'opera è dello scultore casalese Guido Capra.

Sulla facciata della Banca del Piemonte, una lapide ricorda il partigiano Alfredo Piacibello, medaglia d'oro al valor militare che qui fu fucilato dopo la cattura avvenuta a Castagnone di Pontestura.

### Pozzo di San Bastian
Il pozzo ha una valenza storica in quanto rappresenta il nucleo originario attorno al quale si è sviluppato il "lavello".

### Chiesa di Santi Cosma e Damiano in località Cinaglio

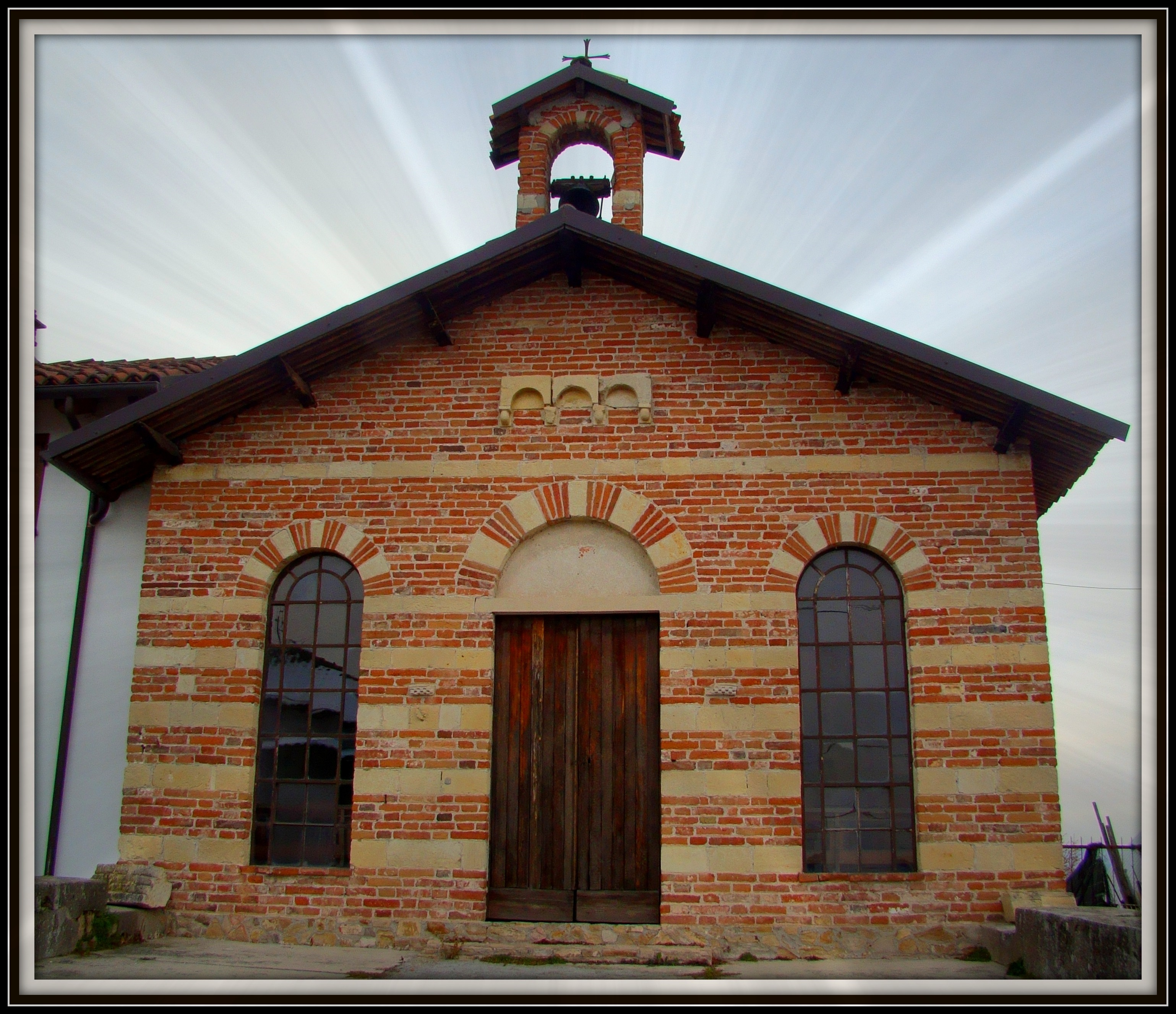
Chiesetta dei S.S. Cosma e Damiano
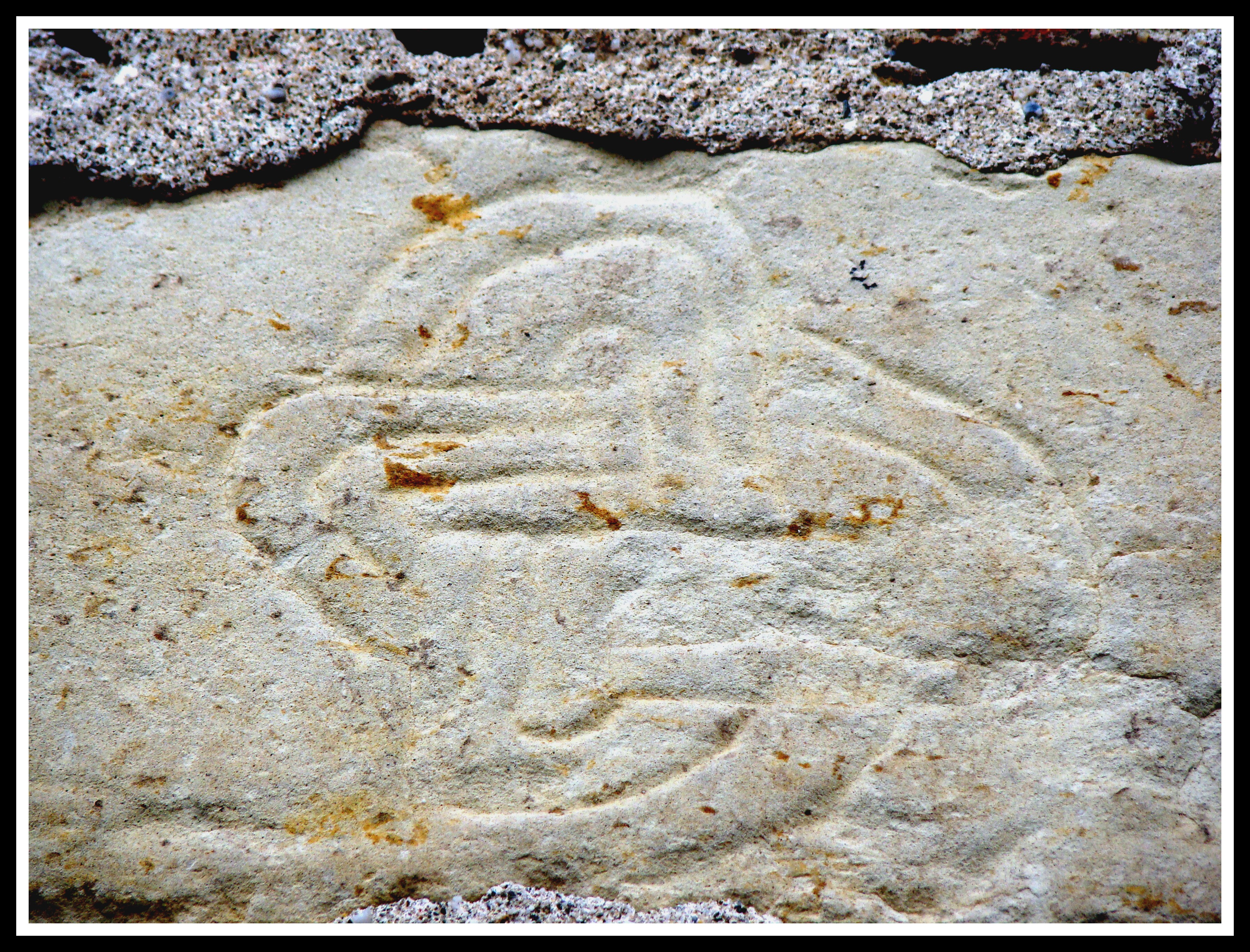
Nodo di Salomone inciso su pietra da cantone
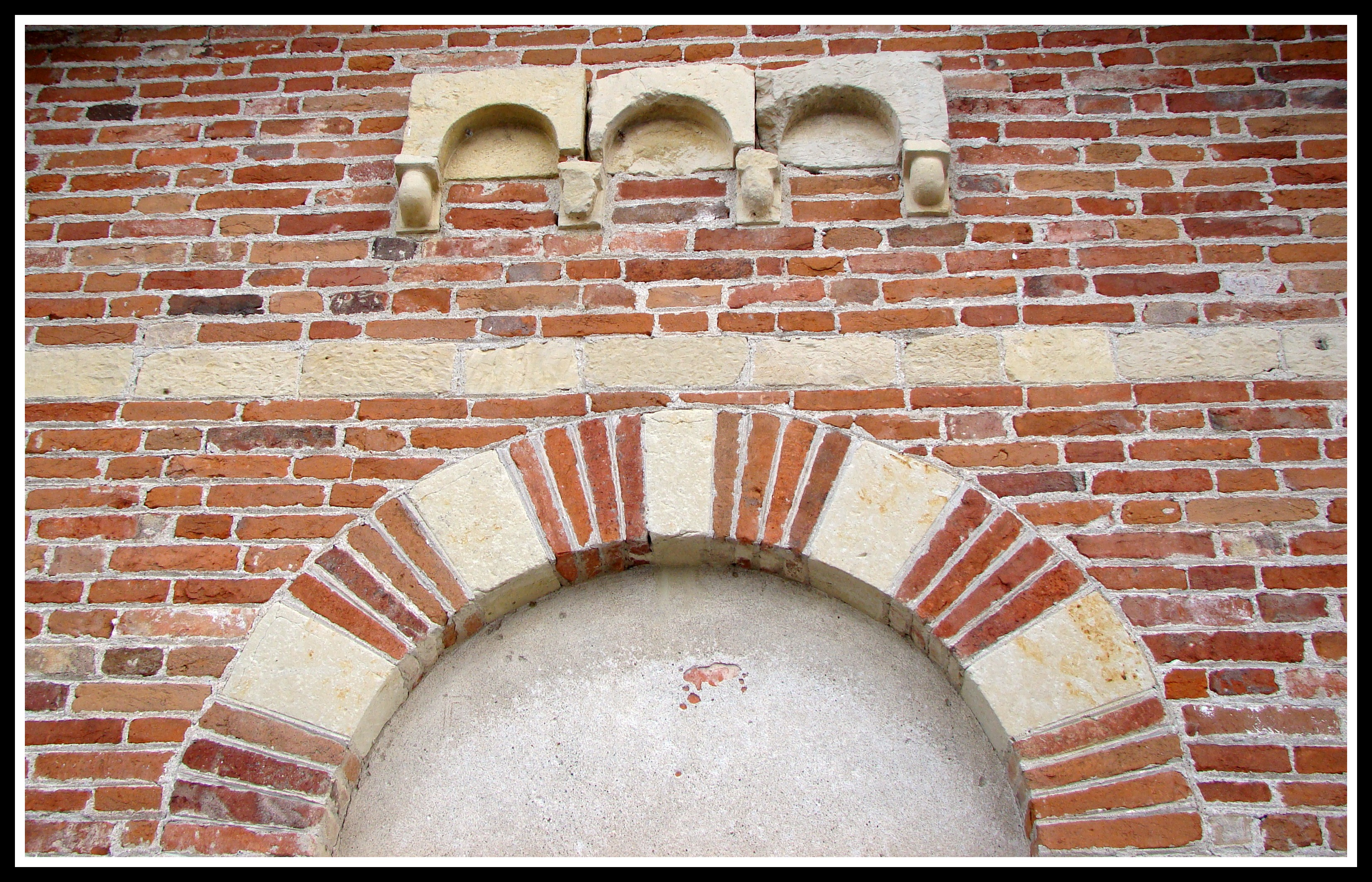
Particolare facciata

La prima citazione della Chiesa risale al 1118. di certo nel 1590 versava in condizioni di rudere tanto che nel XVII secolo dovette essere riedificata.
L'edificio è dedicato ai santi medici Cosma e Damiano dei quali la parrocchiale di Ozzano conserva le reliquie.
Nel 1670 il Vescovo Miroglio istituì una compagnia sotto il titolo dei Santi Cosma e Damiano che amministrò la chiesetta fino agli inizi del XVIII secolo.
Caduta in rovina viene nuovamente ricostruita a metà del '700 da parte della comunità ozzanese. Un'ultima riedificazione, con l'utilizzo degli antichi materiali, avvenne nel 1952.
La chiesetta è luogo di arrivo dell'annuale pellegrinaggio del 1º maggio.
La facciata è a capanna con un campaniletto a vela, esternamente sono presenti decorazioni di pietra calcarea con richiami romanici.
All'interno resti di colonne e capitelli rustici, su un lato dell'altare è scritto "Votum 1762 pro sanitate fratris" legato ad una guarigione. Interessante il quadro che ritrae i due santi titolari in adorazione della vergine risalente al XVII secolo.

### Archeologia industriale
Passata la linea ferroviaria, in largo Artigianato sono le strutture murarie dell'officina di macinazione del cemento Portland dell'italiana di Bergamo (1920 circa) poco oltre è l'imponente struttura costituita da sei forni verticali da cemento in muratura della fabbrica di calce e cemento Milanese e Azzi.
Proseguendo lungo la valle del rio Fontanola è l'ingresso della galleria "Laurenta", lunga 2721 metri e sicuramente la più importante miniera del casalese (1901).
Salendo ancora per Via Fontanola, sulla destra sono i "resti " della fabbrica dell'Unione Cementi Marchino che occupa il sito in cui sorgeva la fornace dei fratelli Sosso (1887), si notino i tre forni verticali da cemento.

Continuando poi lungo la strada a destra vi sono i degradati fabbricati realizzati come abitazione per gli operai bergamaschi quando nel 1921 vi furono cinque mesi di sciopero dei cavatori locali.
Poco oltre sul lato opposto è il Pozzone Cavallera, pozzo del diametro di 4,00 metri profondo 101 metri utilizzato per scendere alle gallerie di estrazione della calce. L'edificio è esternamente pregevole grazie anche all'effetto della bicromia data dalla struttura in calcestruzzo con tamponature in laterizio.
Il pozzo fu realizzato nel 1909 e rimase attivo fino al 1936.

Continuando il percorso, sulla sinistra un fabbricato rurale ingloba l'accesso alla galleria "Verro" del 1898.
Nel paesaggio collinare sono poi presenti piloni della teleferica, pozzi per le prese d'aria e altri manufatti minori che raccontano la storia della prima industrializzazione del territorio. I volontari dell'Associazione culturale OperO organizzano, su appuntamento, visite guidate ai siti di archeologia industriale presenti in regione Fontanola.

#### MiCeM - Minatori e Miniere del cemento del Monferrato casalese
MiCeM è un museo che racconta, in un'area espositiva di circa 250 m² una storia che parte da molto lontano, da quando, milioni di anni fa, i movimenti della terra decretarono che in questa piccola parte di territorio del Monferrato casalese si formasse una pietra calcareo marnosa che, cotta in fornaci, dà origine a calce e cemento. Il museo racconta come uomini d'ingegno e di scienza, gli imprenditori cementieri abbiano saputo nel tempo manipolare quella pietra, inventando tecniche sempre più sofisticate di estrazione, di cottura, di macinazione, di produzione di materiali più avanzati e complessi.
Il MiCeM racconta di come l'uomo contadino abituato a lavorare in superficie , si sia deciso a scendere nelle viscere della terra per divenire minatore, affrontando fatiche immani e rischiando spesso la vita per cavare cemento, materiale utile alla costruzione della nuova nazione.
Il museo si apre poi sul territorio in quella che si può definire la "valle dei Templi" dell'archeologia industriale cementiera, valle Fontanola, luogo unico per la scoperta e la conoscenza di quest'epopea. Camminando, immersi nel paesaggio delle colline monferrine si possono scoprire resti di monumentali architetture, ciminiere, ingressi di gallerie e tracce di industriosa attività del passato.

## Società

### Evoluzione demografica
Abitanti censiti

## Cultura
Il paese dispone di scuola materna, scuole elementari e scuole medie.
L'edificio scolastico è una palazzotto di inizio 900 realizzato in epoca fascista.
In Via Trotti, è presente anche una biblioteca civica.
Il paese è interessato da più manifestazioni di carattere culturale che si svolgono nell'arco dell'anno e nel corso delle quali è facile trovare giardini privati aperti al pubblico nonché visite guidate gratuite.

## Economia

### Turismo
Dal 2017 Ozzano Monferrato detiene la Bandiera Arancione del Touring Club Italiano, certificazione di eccellenza turistico-ambientale.

### Infrastrutture e trasporti
La fermata di Ozzano Monferrato è posta lungo la ferrovia Castagnole-Asti-Mortara, il cui traffico è sospeso dal 2012.

## Amministrazione
Di seguito è presentata una tabella relativa alle amministrazioni che si sono succedute in questo comune.
| Periodo        | Periodo        | Primo cittadino  | Partito                                   | Carica  | Note  |
| -------------- | -------------- | ---------------- | ----------------------------------------- | ------- | ----- |
| 20 giugno 1985 | 20 maggio 1990 | Angelo Pansecchi | Democrazia Cristiana                      | Sindaco | [ 9 ] |
| 20 maggio 1990 | 24 aprile 1995 | Marco Beltrame   | Democrazia Cristiana                      | Sindaco | [ 9 ] |
| 24 aprile 1995 | 14 giugno 1999 | Marco Beltrame   | centro                                    | Sindaco | [ 9 ] |
| 14 giugno 1999 | 3 maggio 2004  | Angela Angelini  | lista civica                              | Sindaco | [ 9 ] |
| 14 giugno 2004 | 8 giugno 2009  | Angelo Pansecchi | lista civica                              | Sindaco | [ 9 ] |
| 8 giugno 2009  | 26 maggio 2014 | Davide Fabbri    | lista civica: tradizione nell'innovazione | Sindaco | [ 9 ] |
| 26 maggio 2014 | 26 maggio 2019 | Davide Fabbri    | lista civica: tradizione nell'innovazione | Sindaco | [ 9 ] |
| 26 maggio 2019 | 9 giugno 2024  | Davide Fabbri    | lista civica: tradizione nell'innovazione | Sindaco | [ 9 ] |
| 9 giugno 2024  | in carica      | Flavia Colombano | lista civica: tradizione nell'innovazione | Sindaco | [ 9 ] |

## Galleria d'immagini

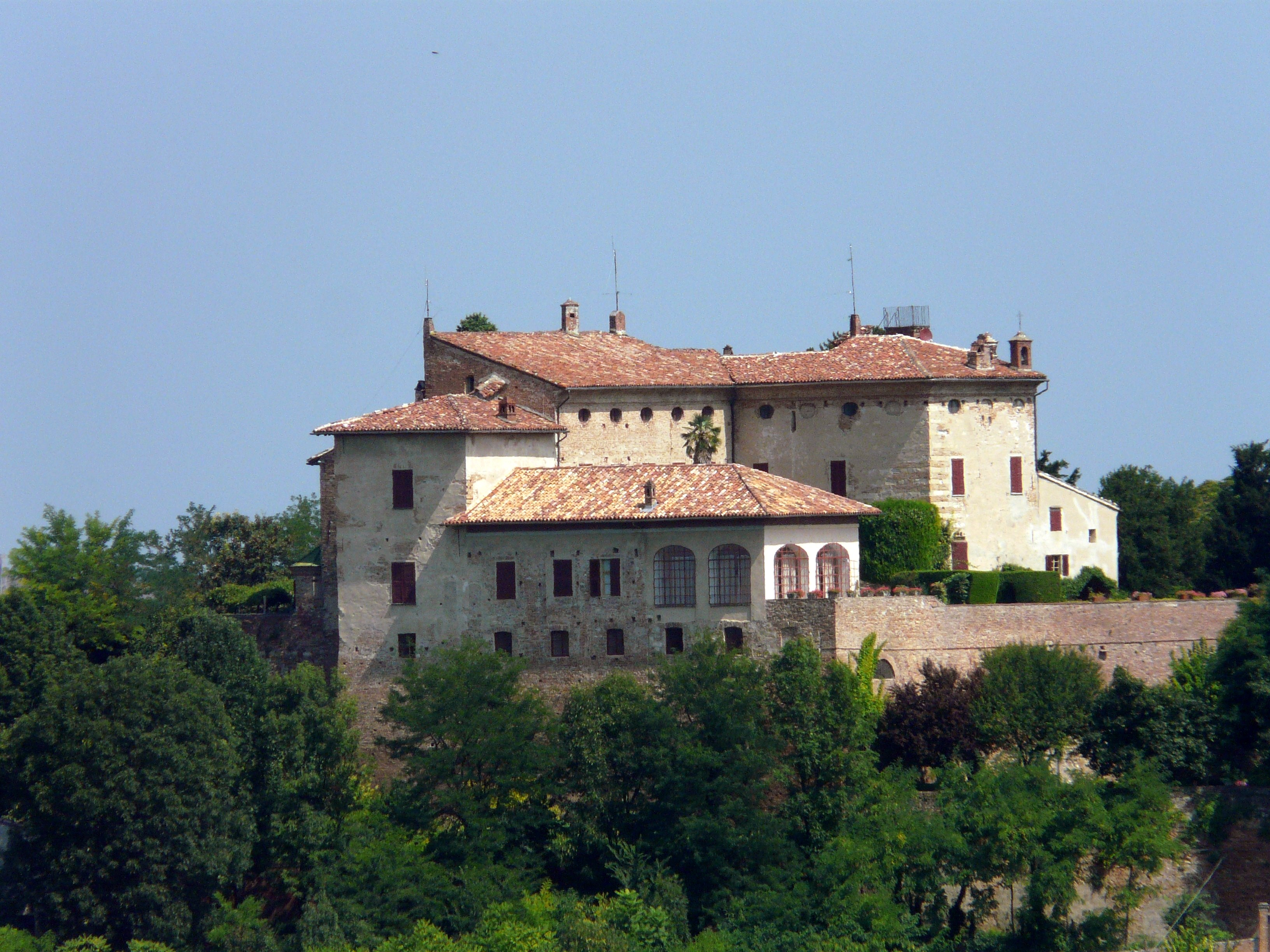
Castello di Ozzano Monferrato
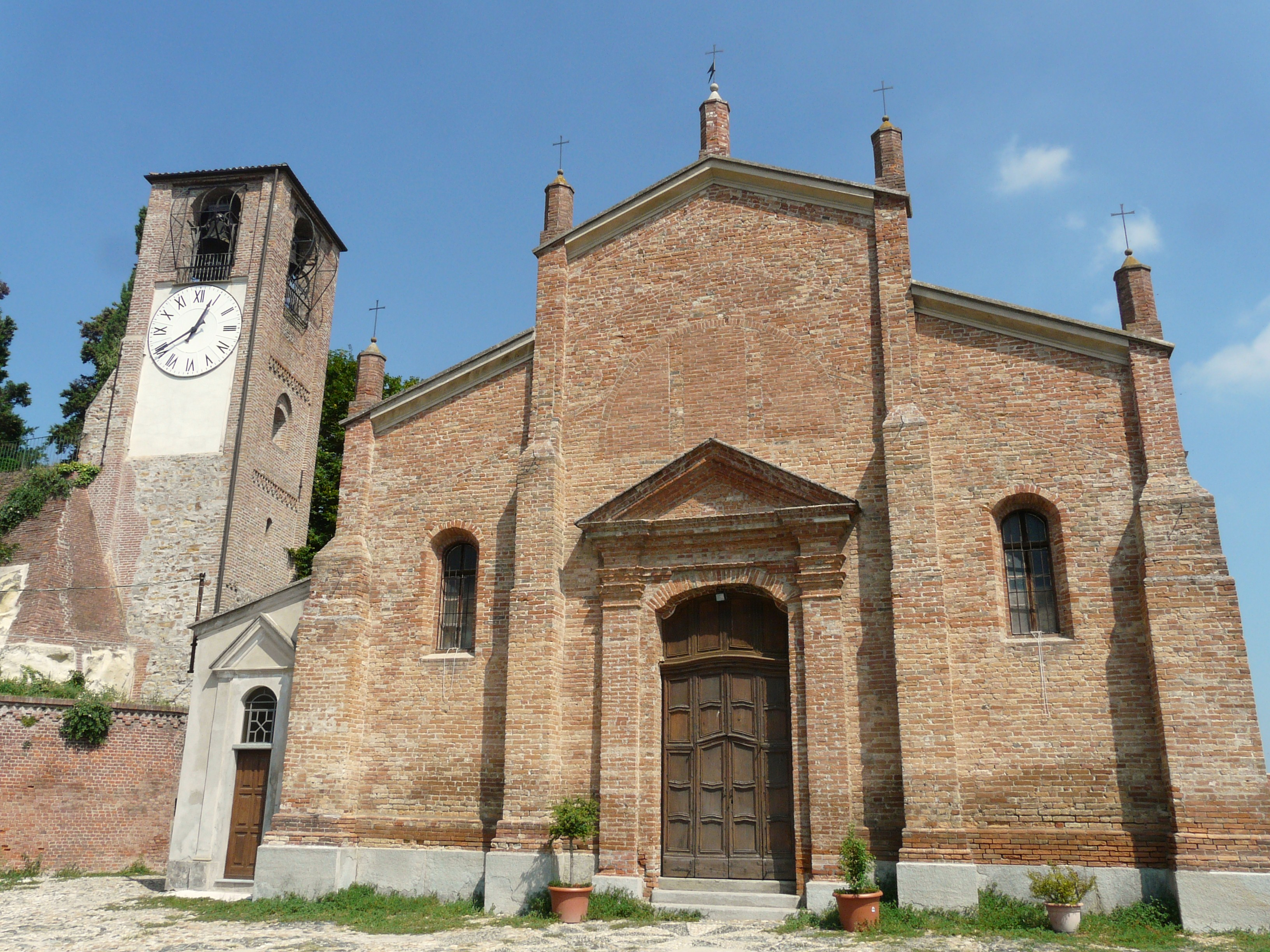
Chiesa di San Salvatore
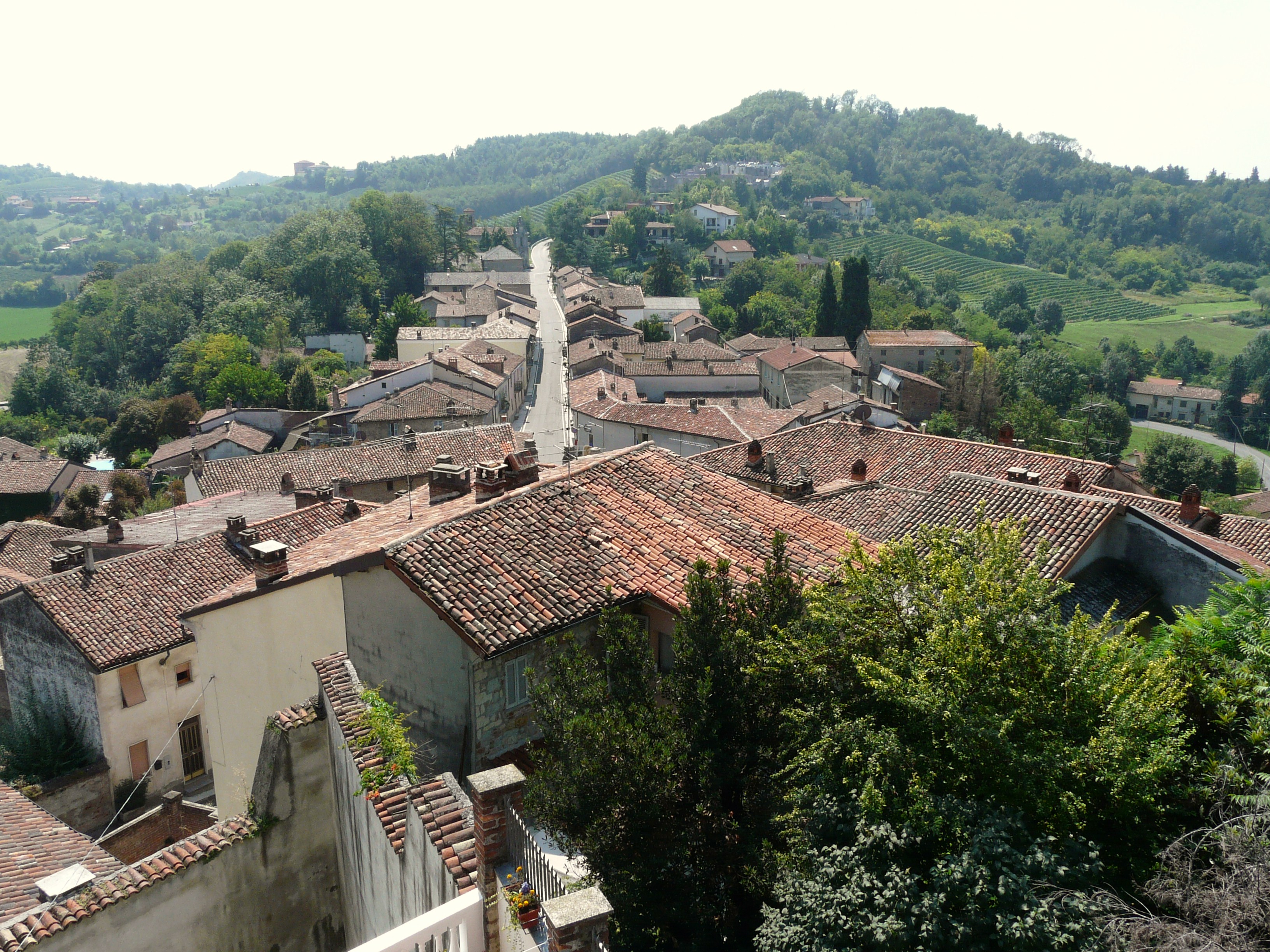
Panorama
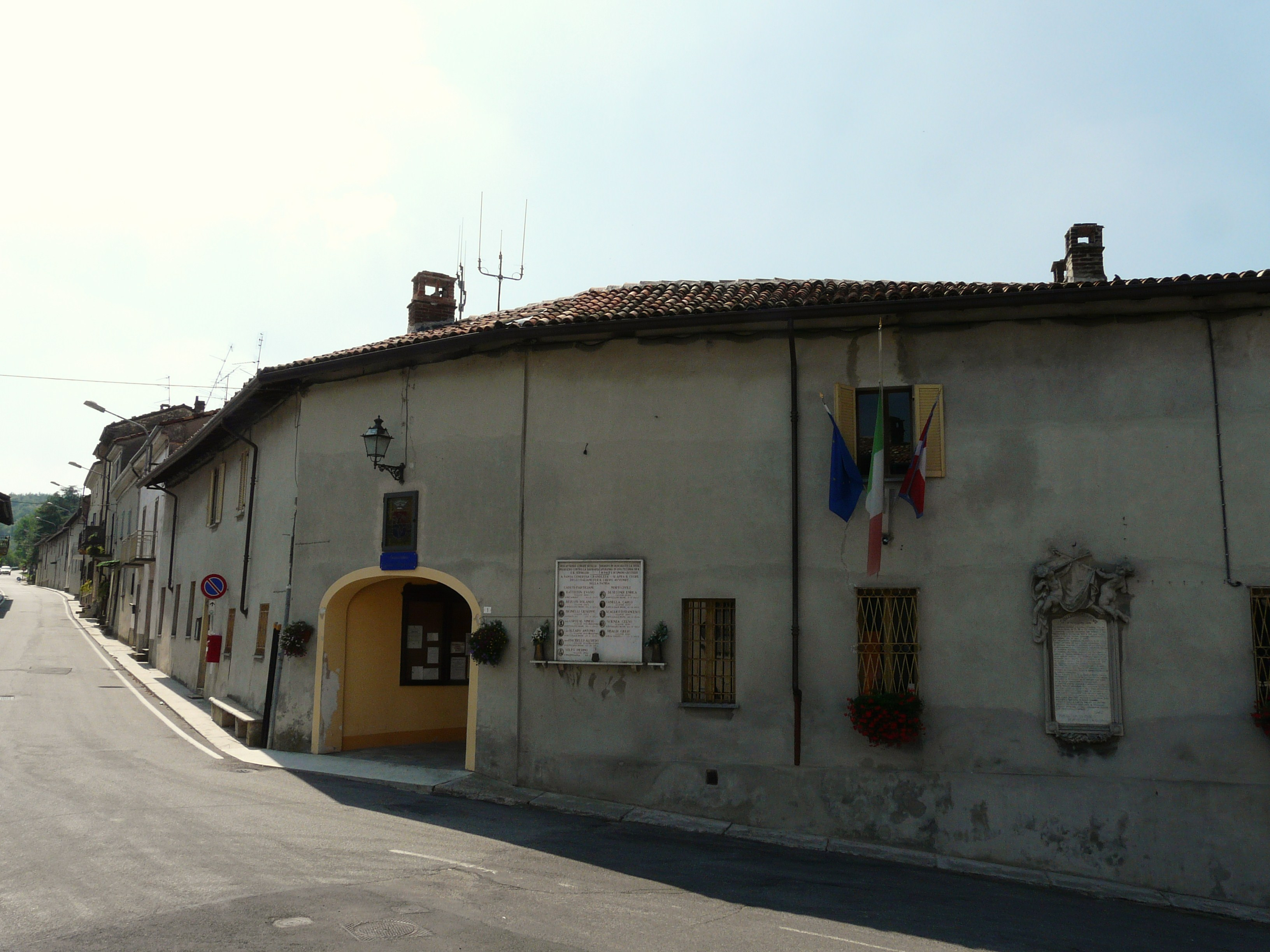
Municipio di Ozzano Monferrato